# Liste der Straßennamen von Wien/Döbling
Liste der Straßen, Gassen und Plätze des 19. Wiener Gemeindebezirks Döbling
| Historische Straßennamen – Literatur – Weblinks |

## 1
- 12.-Februar-Platz (Heiligenstadt), 1985 benannt zur Erinnerung an die Februarkämpfe 1934, die am 12. Februar 1934 begonnen hatten. Gegenüber standen sich in diesen Auseinandersetzungen die Sozialdemokratische Arbeiterpartei (SDAP) sowie deren Republikanischer Schutzbund auf der einen Seite und der austrofaschistische Ständestaat sowie dessen Bundesheer und Heimwehr auf der anderen Seite. Das Bundesheer beschoss den zentralen Teil des den Platz einrahmenden Karl-Marx-Hofes.

## A
- Adolf-Raupenstrauch-Gasse (Nussdorf), 1979 benannt nach dem Apotheker und Fabrikant Gustav Adolf Raupenstrauch (1859–1943); als Abteilungsleiter in der chemischen Versuchsanstalt in Wiesbaden entwickelte er das Desinfektionsmittel „Lysol“. Zu dessen Herstellung gründete er 1890 zusammen mit Partnern in Hamburg die Firma „Schülke & Mayr“. Ab 1892 leitete er die Wiener Niederlassung dieser Firma („Schülke & Mayr Nachfolger Dr. Raupenstrauch“).[1]
- Agnesgasse (Sievering), 1894 benannt nach der Markgräfin Agnes von Waiblingen (1072–1143), Tochter des Kaisers Heinrich IV., Ehefrau des Babenbergers Leopold III. Dieser Ehe entstammen zehn Kinder, darunter Heinrich II. „Jasomirgott“, Leopold IV., Otto von Freising und Konrad II. von Babenberg. Durch Agnes wurde die enge Beziehung zwischen den Staufern und den Babenbergern begründet. Die Gasse hieß ursprünglich Neustiftgasse.
- Ährengrubenweg (Sievering), 1994 benannt nach einem Flurnamen. Die Ährengrube (auch Ahrengrüben) ist eine Flur östlich der Agnesgasse am Westhang des Hackenberges. Der Name stammt vom mittelhochdeutschen ernde (Ernte) oder vom mittelhochdeutschen eher (Ähre). Hier wurde demnach im Gegensatz zu den umgebenden Weingärten Getreide angebaut.
- Alfred-Wegener-Gasse (Grinzing), 1933 benannt nach dem deutschen Meteorologen, Polarforscher und Geowissenschaftler Alfred Wegener (1880–1930). Als sein wichtigster Beitrag zur Wissenschaft gilt seine erst postum anerkannte Theorie der Kontinentalverschiebung, die zu einer wesentlichen Grundlage für das heutige Modell der Plattentektonik geworden ist. Zu seinen Lebzeiten war Wegener vor allem für seine Verdienste in der Meteorologie und als Pionier der Polarforschung bekannt.
- Alois-Mock-Gasse (Heiligenstadt), 2019 benannt nach dem Politiker Alois Mock (1934–2017); er war 1970–1987 und 1995–1999 Abgeordneter zum Nationalrat. Von 1969 bis 1970 war er Bundesminister für Unterricht, Wissenschaft, Forschung, Kunst, Kultur und Sport, von 1987 bis 1995 Bundesminister für Auswärtige Angelegenheiten. Mock gilt als „Vater des EU-Beitritts Österreichs“.
- Am Carré (Heiligenstadt), 2023 benannt
- Am Kahlenberg (Josefsdorf), benannt (Datum unbekannt) nach dem 484 Meter hohen Kahlenberg, dem bekanntesten Aussichtspunkt auf Wien. Bei der zweiten Türkenbelagerung 1683 wurde die Stadt von hier aus vom Entsatzheer befreit, woran die Kirche am Gipfel erinnert.
- Am Leopoldsberg (Kahlenbergerdorf), benannt (Datum unbekannt) nach dem 425 Meter hohen Leopoldsberg. Er liegt am nördlichsten Punkt des gebirgigen Westrands Wiens steil über der Donau und bildet mit dem 5 km nördlicheren Bisamberg die sogenannte Wiener Pforte des Stromes.
- Am Neustiftblick (Sievering), 2003 benannt nach einem Flurnamen.
- Am Weingebirg (Nussdorf), 1974 benannt nach einem alten Flurnamen.
- Amalgergasse (Heiligenstadt), 1903 benannt nach einem Bauern namens Amalger (Lebensdaten unbekannt), dem angeblich ersten Siedler in diesem Gebiet.
- An den langen Lüssen (Grinzing), 1908 benannt nach einem Riednamen. Der Name Lüssen stammt vom mittelhochdeutschen luz und bezeichnet einen durch das Los zugefallenen Landteil. Der Losgewinner erhielt dabei das Nutzungsrecht des Landteils für ein Jahr. Die Straße hieß ursprünglich Friedhofstraße und Grinzinger Friedhofstraße.
- An der Zwerchwiese (Salmannsdorf), 1936 benannt nach einem alten Riednamen. Der Name stammt vom mittelhochdeutschen zwerch, twerch („auf die Seite gerichtet“, „verkehrt“, „schräg quer“) und bedeutet, dass die ehemalige Riede quer zu den übrigen lag.
- Antelweg (Oberdöbling), 2009 benannt nach dem Filmregisseur, Filmproduzenten und Autor Franz Antel (1913–2007); er war in Österreich und Deutschland ein gefragter Filmemacher für Unterhaltungsfilme, vorwiegend für Heimatfilme und Filme aus der Kaiserzeit Österreichs (die sogenannten „K.-u.-k.-Filme“). Ab Mitte der 1960er Jahre war er einer der ersten Produzenten erotischer Filme. Im Alter wandte er sich ernsteren Themen zu und produzierte den Film „Der Bockerer“ (1981) mit drei Fortsetzungen.
- Anton-Karas-Platz (Sievering), 1990 benannt nach dem Zitherspieler, Komponist und Gastwirt Anton Karas (1906–1985). Seine erfolgreichste Komposition war das Harry-Lime-Thema (englisch: The Third Man Theme) zu Carol Reeds Film Der dritte Mann. In Wien eröffnete er 1954 in Sievering das Nobelheurigenlokal Zum dritten Mann, das zum „verpflichtenden“ Programmpunkt internationaler Stars und zur internationalen Touristenattraktion wurde. Siehe auch Arlethgasse, Gustav-Pick-Gasse, Hornigweg, Kratzlgasse, Kroneggergasse, Ludwig-Gruber-Weg und Siolygasse.
- Arbesbachgasse (Oberdöbling), 1904 benannt nach dem heute in diesem Teil als Bachkanal geführten Arbesbach, einem Nebenfluss des Krottenbachs.
- Arlethgasse (Heiligenstadt), 1972 benannt nach dem Schauspieler und Sänger Emmerich Arleth (1900–1965); er trat ab 1927 als Humorist in Varietés, Kabaretts und Operetten auf. In der Folge arbeitete für den Rundfunk und spielte in mehreren Filmen mit. Ab 1953 war er am Raimundtheater tätig. Bekannt wurde Arleth vor allem als Interpret von Wienerliedern.[2] Siehe auch Anton-Karas-Platz, Gustav-Pick-Gasse, Hornigweg, Kratzlgasse, Kroneggergasse, Ludwig-Gruber-Weg und Siolygasse.
- Armbrustergasse (Heiligenstadt), 1894 benannt nach dem deutschen Dichter und Volksschriftsteller Johann Michael Armbruster (1761–1814); er lebte ab 1786 als Schriftsteller in Konstanz. In seinen Schriften bekämpfte er vor allem die Französische Revolution, worauf er zum Polizeikommissar in Freiburg ernannt wurde. 1801 kam er nach Wien und wurde Zensor (1802) und Hofsekretär (1805). 1814 beging er Selbstmord.[3] Die Straße hieß zuvor Wiener Straße. Seit den 1970er Jahren wurde die Gasse als Wohnadresse des langjährigen Bundeskanzlers Bruno Kreisky bekannt.
- Aslangasse (Grinzing), 1961 benannt nach dem Schauspieler und Theaterdirektor Raoul Aslan (eigentlich Raoul Maria Eduard Karl Aslan-Zumpart, 1886–1958); er entstammte einer reichen armenischen Familie aus Saloniki und übersiedelte 1896 nach Wien, wo er ab 1920 am Burgtheater spielte. Seine Stärke waren die klassischen Helden- und Charakterrollen. Unmittelbar nach Ende des Zweiten Weltkriegs 1945 übernahm er ohne höheren Auftrag in Eigeninitiative die Leitung des Burgtheaters, die er bis 1948 innehatte.
- Aussichtsweg (Heiligenstadt), 1891 benannt, auf Grund der schönen Aussicht auf Wien. Hieß zuvor teilweise Schulweg.

## B

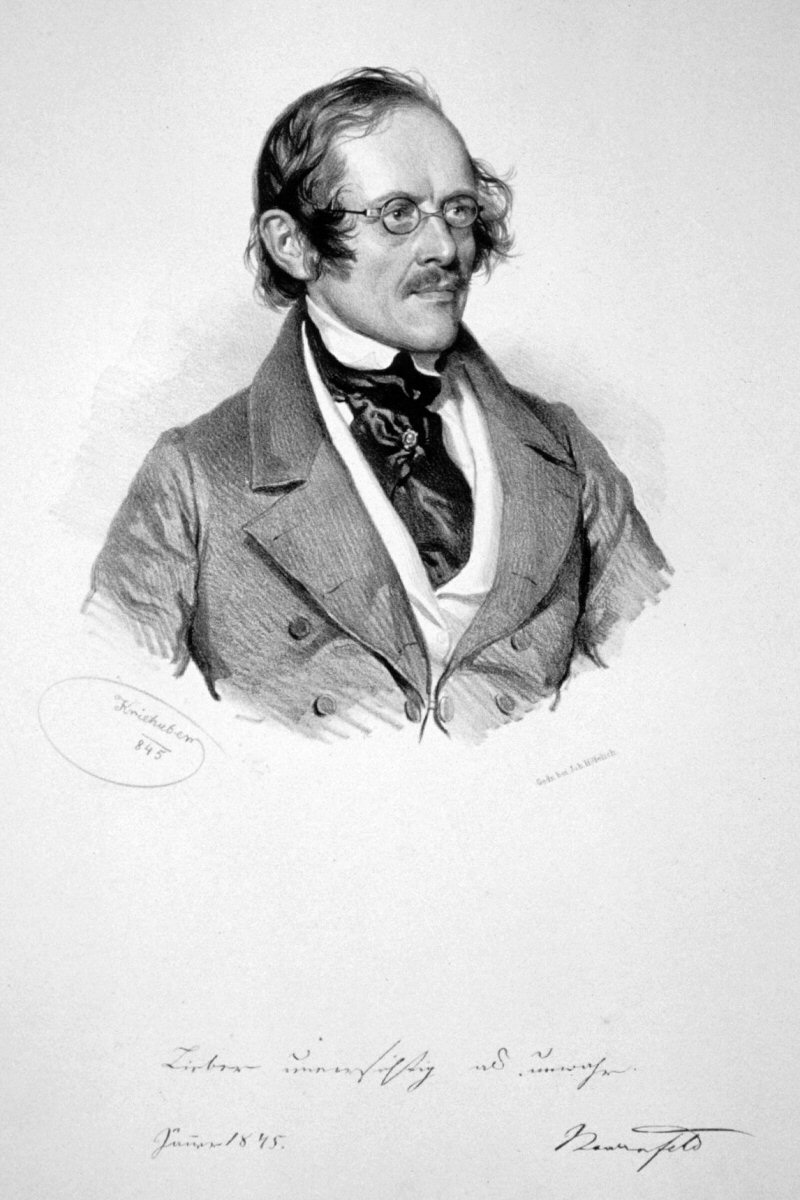
Eduard von Bauernfeld, Lithographie von Joseph Kriehuber 1845

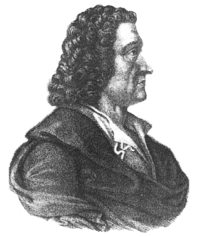
Johann Friedrich Böttger

- Baaderwiesenweg (Sievering), 1997 benannt nach einem Flurnamen (Baader Wiese); der Name weist auf den Besitz eines Baders hin.
- Bachofengasse (Nussdorf), ca. 1886 benannt nach dem Unternehmer Karl Adolf Bachofen von Echt (1830–1922), Besitzer der Nußdorfer Bierbrauerei (ab 1865), Bürgermeister von Nussdorf (1872–1892), Mitglied des Wiener Gemeinderats (1891–1895). Durch sein Vermögen entwickelte er sich zu einem großen Sammler, vor allem von Gemälden von Adalbert Stifter. Er war Mitglied der Numismatischen Gesellschaft und besaß eine große Sammlung von Münzen und Medaillen. Siehe auch Bockkellerstraße und Boschstraße.
- Barawitzkagasse (Heiligenstadt), 1873 benannt nach dem Fabrikanten Stephan Barawitzka (1807–1891), Gemeinderat in Oberdöbling.
- Bauernfeldgasse (Oberdöbling), 1904 benannt nach dem Schriftsteller Eduard von Bauernfeld (1802–1890), im Hauptberuf Beamter bei der Lottodirektion. Er gilt als Meister des Konversationsstücks mit Wiener Lokalkolorit und wurde zum Hausdichter des Burgtheaters, in dem seine Stücke bis 1902 ca. 1.100 Aufführungen erlebten. Sein Werk Die Republik der Tiere kritisierte die Verhältnisse in Österreich zu Zeiten Metternichs und ist durchaus mit Animal Farm von George Orwell zu vergleichen. Der Bauernfeldplatz im 9. Bezirk Alsergrund ist ebenfalls nach ihm benannt.
- Beethovengang (Heiligenstadt), ca. 1864–1869 benannt nach dem deutschen Komponisten Ludwig van Beethoven, der häufig in Heiligenstadt wohnte und hier seinen Lieblingsspazierweg hatte. Beethoven gilt als der Komponist, der die Musik der Wiener Klassik zu ihrer höchsten Entwicklung geführt und der Romantik den Weg bereitet hat. Nach ihm ist auch der Beethovenplatz im 1. Bezirk Innere Stadt, die Beethovengasse im 9. Bezirk Alsergrund und die Beethovenstraße im 23. Bezirk Liesing benannt.
- Bellevuestraße (Sievering), 1894 benannt nach dem ehemaligen Schloss Bellevue, in dem eine Nervenheilanstalt untergebracht war. Es wurde 1946 demoliert, an seiner Stelle errichtete die Gemeinde Wien 1963 ein Ausflugsrestaurant, das 1982 abgebrochen wurde.[4] Die Straße hieß vorher Himmelstraße.
- Bernatzikgasse (Heiligenstadt), 1957 benannt nach dem Ethnologen Hugo Bernatzik (1897–1953), Professor an der Universität Graz (ab 1939). Er unternahm zahlreiche Forschungsreisen und brachte umfangreiche völkerkundliche Sammlungen nach Wien. Im Historikerbericht Straßennamen Wiens seit 1860 als „Politische Erinnerungsorte“ aus dem Jahr 2013 ist die Straße Gruppe B (Diskussionsbedarf) zugeordnet.[5]
- Biedergasse (Oberdöbling), 1876 benannt nach dem Zementhändler Eduard Bieder (1820–1883), Gemeindevorsteher von Oberdöbling.
- Billergasse (Kahlenbergerdorf), 1895 benannt nach Johann Baptist Freiherr von Biller († 1793), Hofkommissionsrat, Wohltäter im Kahlenbergerdorf. Zur Wigandgasse setzt sie sich in der Billerstiege fort.
- Billrothstraße (Oberdöbling, Unterdöbling), 1894 benannt nach dem Chirurgen Theodor Billroth (1829–1894); er war einer der bedeutendsten Chirurgen des 19. Jahrhunderts und wird allgemein als der Begründer der modernen Bauchchirurgie und Pionier der Kehlkopfchirurgie angesehen. Die Straße hieß ursprünglich (1796) An der Stiege und In den Sätzen und dann bis 1894 Hirschengasse und Grinzinger Straße. Siehe auch Rudolfinergasse. Im Historikerbericht Straßennamen Wiens seit 1860 als „Politische Erinnerungsorte“ aus dem Jahr 2013 ist die Straße Gruppe C (demokratiepolitisch relevante biographische Lücken) zugeordnet.[5]
- Blaasstraße (Oberdöbling), 1895 benannt nach dem Historienmaler Karl von Blaas (1815–1894), Professor in Venedig (1856–1866), Professor für Historienmalerei an der Wiener Akademie (1851–1856 und 1866–1882). Er wird der Stilrichtung der Nazarener zugerechnet. Blaas malte u. a. die Fresken in der Altlerchenfelder Pfarrkirche, das Hochaltarbild für die Pfarrkirche St. Johann Evangelist am Keplerplatz sowie die Ausschmückung der Ruhmeshalle im Heeresgeschichtlichen Museum.[6]
- Blanche-Aubry-Weg (Sievering), 1998 benannt nach der Schweizer Schauspielerin Blanche Aubry (1921–1986); sie kam von Basel nach Wien und spielte zunächst am Theater in der Josefstadt und dann von 1959 bis 1986 am Burgtheater sowie bei den Salzburger Festspielen.
- Bloschgasse (Kahlenbergerdorf), 1895 benannt nach dem Geistlichen Georg Dunstan Blosch (1834–1892), Pfarrer des Kahlenbergerdorfs (1872–1892).
- Bockkellerstraße (Nussdorf), 1888 benannt nach dem Bierlokal „Bockkeller“, das 1842 gegründet und 1845 zerstört wurde. Das Lokal hatte einen der schönsten Biergärten Wiens mit 4.000 Sitzplätzen[7] sowie einen Aussichtsturm in Fachwerkbauweise mit Blick auf die Donau und den Wienerwald. Der Bockkeller gehörte der Nußdorfer Bierbrauerei; siehe auch Bachofengasse und Boschstraße.
- Böhmmühlgasse (Heiligenstadt), 1894 benannt nach Johann Böhmühl (Lebensdaten unbekannt), Besitzer einer ehemaligen Klostermühle. Alternativ: Benannt nach der dort bestandenen „Böhmmühle“.[8] Die Gasse hieß zuvor Mühlgasse.
- Borkowskigasse (Oberdöbling), 1910 benannt nach dem Architekten und Stadtbaumeister Carl von Borkowski (1829–1905); sein Hauptwerk ist die Gestaltung und Ausführung der Villenanlage im Cottageviertel, die er als Baudirektor und Chefarchitekt des Wiener Cottage Vereins bis 1894 maßgeblich beeinflusste. Er verwendete in seinen Cottage-Entwürfen mit Vorliebe Elemente des historischen Formenrepertoires und gilt als Vertreter des Hoch- und Späthistorismus. Siehe auch Cottagegasse.
- Börnergasse (Sievering), 1958 benannt nach dem Arzt, Schriftsteller und Pädagogen Wilhelm Börner (1882–1951); er war ein Hauptvertreter der Freireligiösen Bewegung und Vorkämpfer der Friedensbewegung in Österreich.[9] Er wurde 1938 in ein Konzentrationslager eingeliefert, konnte durch Intervention in die USA emigrieren und kehrte 1948 nach Österreich zurück.
- Boschstraße (Heiligenstadt), 1889 benannt nach dem Unternehmer Franz Xaver Bosch (1790–1860); er kaufte 1819 den Besitz des aufgelösten Jesuitencollegiums, in dem sich eine Brauerei befand. Teile des Collegiums, wie die ehemalige Kapelle, wurden erhalten und in die neu gegründete Nußdorfer Bierbrauerei integriert. Weiters richtete Bosch einen Biergarten und den „Bockkeller“ ein. Siehe auch Bachofengasse und Bockkellerstraße.
- Böttgerweg (Pötzleinsdorf), 1930 benannt nach dem deutschen Alchemisten Johann Friedrich Böttger (1682–1719); er ist zusammen mit Ehrenfried Walther von Tschirnhaus Erfinder des Europäischen Porzellans. Seine Arbeit führte 1710 zur Gründung der Porzellan-Manufaktur Meißen.
- Brechergasse (Sievering), 1898 benannt nach dem Arzt Moritz von Brecher (1831–1896), Wohltäter und Ehrenbürger von Sievering. Hieß zuvor Wiesendorferstraße.
- Bretschneidergasse (Grinzing), 1930 benannt nach dem Politiker Ludwig August Bretschneider (1860–1929), Reichsratsabgeordneter (1907), Abgeordneter zum Niederösterreichischen Landtag (1918–1919), Abgeordneter zum Nationalrat (1918–1927). Brettschneider war Mitarbeiter Victor Adlers und hatte großen Anteil an den Einigungsbestrebungen der Sozialdemokratie 1888–1889. Darüber hinaus war er Redakteur der Arbeiter-Zeitung.
- Büdingergasse (Pötzleinsdorf), 1929 benannt nach dem Historiker Max Büdinger (1828–1902), Professor der allgemeinen Geschichte an der Universität Wien (1872–1900). Er verfasste zahlreiche wissenschaftliche Arbeiten, so z. B. die „Österreichische Geschichte bis zum Ausgang des 13. Jahrhunderts“ (1858). Seine am stärksten Aufsehen erregende Arbeit war 1859 der Beweis, dass die von Tschechen für identitätsstiftend gehaltene Königinhofer Handschrift eine Fälschung war. Die Gasse hieß 1942–1945 Hans-Hirsch-Gasse.
- Budinskygasse (Sievering), 1905 benannt nach Julius Budinsky (Lebensdaten unbekannt); er schenkte der Gemeinde im Zuge der Erweiterung des Grinzinger Friedhofes eine Parzelle.
- Buttenweg (Sievering), benannt (Datum unbekannt) nach der Butte; im Weinbau dienten Butten oder Zuber dem Winzer zum Sammeln und Transport bei der Weinlese, vorübergehend auch zur Aufbewahrung von Weintrauben, Maische oder Most.

## C
- Cebotariweg (Nussdorf), 1958 benannt nach der rumänischen Opernsängerin Maria Cebotari (1910–1949); sie war eine Interpretin der großen Frauenrollen in den Opern von Wolfgang Amadeus Mozart, Richard Strauss, Giuseppe Verdi und Giacomo Puccini. Von 1947 bis zu ihrem Tod war Maria Cebotari Mitglied der Wiener Staatsoper. 1934 wurde ihr der Titel Kammersängerin verliehen. Sie wurde am Döblinger Friedhof beigesetzt.
- Celtesgasse (Neustift am Walde), 1894 benannt nach dem deutschen Humanisten und Dichter Conrad Celtes (1459–1508); er war nicht nur als Poet bedeutend, sondern auch als Geograph und Editor. Sein letztes Lebensjahrzehnt verbrachte er vorwiegend in Wien, wo er seit 1497 durch König Maximilian I. als ordentlicher Professor für Rhetorik und Poetik berufen wurde. Die Gasse hieß zuvor Berggasse.
- Chimanistraße (Oberdöbling), 1894 benannt nach dem Lehrer Leopold Chimani (1774–1844), Hauptschuldirektor, Administrator des Schulbücherverschleißes; er schrieb über 100 Kinder- und Jugendbücher.[10] Die Straße hieß zuvor Marienstraße.
- Chmelgasse (Grinzing), 1961 benannt nach dem Historiker und Archivar Joseph Chmel (1798–1858), Augustiner-Chorherr, Archivar beim Staatsarchiv in Wien (ab 1830), Erster Archivar (ab 1840), Vizedirektor (ab 1846). Er förderte die urkundliche Erforschung der mittelalterlichen Geschichte Österreichs und verfasste u. a. „Materialien zur österreichischen Geschichte“ (1832–1840) sowie die „Monumenta Habsburgica“ (3 Bände, 1854–1858).[11]
- Cilli-Löwinger-Weg (Neustift am Walde), 1979 benannt nach der Volksschauspielerin und Theaterdirektorin Cäcilie „Cilli“ Löwinger (1877–1949); gemeinsam mit ihrer Familie gründete sie die Theatertruppe „Löwinger Bauerntheater“ (ab ca. 1918). Sie begann ihre Laufbahn als Jugendlich-Naive und entwickelte sich zur Charakterdarstellerin und Volkskomikerin. Zweimal lehnte sie die Berufung ans Burgtheater ab, um die Familientradition nicht zu zerstören. Gemeinsam mit ihrem Mann Josef begründete sie die Schauspieler-Familie Löwinger, der u. a. Paul Löwinger entstammt.[12]
- Cobenzlgasse (Grinzing), 1894 benannt nach dem Staatsmann Johann Philipp von Cobenzl (1741–1810); er war ein führender Finanzexperte unter Joseph II. sowie Hof- und Vizekanzler. Von 1801 bis 1805 war er Gesandter in Paris. Nach Auflösung des Jesuitenordens kaufte Cobenzl auf dem Reisenberg die dortigen Jesuitenhäuser und ließ sie zu einem Sommerschloss mit skulpturengeschmückten Park umgestalten. Schloss und Park gingen 1809 bei der französischen Okkupation unter. Ein späterer Bau ist heute als „Schloss Cobenzl'“ bekannt. Die Gasse hieß ursprünglich Sommerzeile, danach Bräuhausgasse und Berggasse.
- Cottagegasse (Oberdöbling), 1886 benannt nach dem Villenviertel Wiener Cottage. Das Währinger und Döblinger Cottageviertel gehört zu den feinsten und teuersten Wohngegenden Wiens. Es liegt auf der Türkenschanze, zur Hälfte im 18. und zur Hälfte im 19. Wiener Gemeindebezirk. Siehe auch Borkowskigasse.

## D

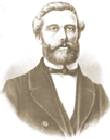
Moritz Schreber

- Dänenstraße (Oberdöbling), 1930 benannt zur Erinnerung an das Königreich Dänemark, das dem hungernden Wien nach dem Ersten Weltkrieg geholfen hat. Die Straße hieß ursprünglich Meridiangasse, dann bis 1919 Dänenplatz.
- Daringergasse (Sievering), 1894 benannt nach Hans Georg Daringer (Lebensdaten unbekannt); er war ein Untertan des Gutsherren Saurer (der Familie Sauer von Sauerburg gehörten im 16. Jahrhundert große Besitzungen in Sievering). Er stiftete 1606 ein Gedenkkreuz, das noch heute an der Ecke Sieveringer Straße – Daringergasse steht. Es ist ein Steinpfeiler mit einem Kreuz und trägt die Inschrift „Hans Daringer, Saurischer Untertan zu Unter-Sievering, hat Gott zu Ehren und den Seinigen zum ewigen Gedächtnis machen lassen dieses Kreuz; den 26.Sept. 1606“.[13] Die Gasse hieß zuvor Grinzinger Straße. Siehe auch Sauerburggasse.
- Delugstraße (Grinzing), 1931 benannt nach dem Maler Alois Delug (1859–1930), Professor an der Kunstakademie Wien (ab 1896). Er zählte zu den bedeutendsten Porträtisten seiner Zeit, der zahlreiche große Staatsmänner und Gelehrte verewigt hat. Er begründete 1910 die Künstlerkolonie in Grinzing sowie eine Malerschule, die auch seinen Namen trug. Delug wohnte in der Himmelstraße 30 in Grinzing.[14]
- Dennweg (Heiligenstadt), 1913 benannt nach einem bereits 1318 genannten Flurnamen. Denn weist entweder auf einen alten Tannenbestand hin, oder auf das althochdeutsche denni, einen festgestampften, harten Boden.[15]
- Devrientgasse (Nussdorf), 1930 benannt nach dem deutschen Schauspieler und Regisseur Max Devrient (1857–1929); er galt als einer der herausragenden deutschsprachigen Schauspieler des ausgehenden 19. Jahrhunderts. Bereits 1882 wurde er an das Burgtheater engagiert, das zum Mittelpunkt seines künstlerischen Schaffens als Schauspieler wie auch als Regisseur wurde. Die Gasse hieß zuvor Prälatenkreuzgasse.
- Diemgasse (Nussdorf), 1877 benannt nach Anton Diem (1837–1876), Bürgermeister von Nussdorf (1874–1876).
- Dionysius-Andrassy-Straße (Unterdöbling), 1905 benannt nach Franziska Seraphika Andrassy (geb. Hablawetz, 1836–1902), Ehefrau des Grafen Dionysius-Andrassy († 1913). Sie war eine große Wohltäterin und ließ ein Mädchenwaisenhaus errichten, das später zu einem Erziehungsheim für Knaben wurde (Hohe Warte 3–5). Ihr Denkmal steht im Vorgarten des – heute verfallenden – Gebäudes.
- Döblinger Gürtel (Oberdöbling), 1903 benannt zur Wahrung des Ortsnamens der ehemals selbstständigen Gemeinde Döbling, die bereits 1114 urkundlich erwähnt worden war und 1892 eingemeindet wurde. Hieß zuvor Gürtelstraße.
- Döblinger Hauptstraße (Oberdöbling), 1894 benannt; siehe Döblinger Gürtel. Hieß ursprünglich Auf der Osterleiten, um 1800 Hofzeile, später Hauptgasse und dann Hauptstraße.
- Dollinergasse (Oberdöbling), 1894 benannt nach dem Juristen und Rechtshistoriker Thomas Dolliner (1760–1839). Professor für Privat-, Staats- und Völkerrecht an der K.k. Akademie für Orientalische Sprachen (ab 1788), Professor für Kirchenrecht an der Universität Prag (1801–1805), Professor für Römisches Recht an der Universität Wien (ab 1810).[16] Die Gasse hieß zuvor Ferdinandsgasse.
- Donaustraße (Kahlenbergerdorf), benannt (Datum unbekannt) nach der nahen Donau.
- Donauwartesteig (Kahlenbergerdorf), 1965 benannt nach der „Donauwarte“, der Talstation der 1872 erbauten Standseilbahn auf den Leopoldsberg. Die Talstation befand sich etwa an der heutigen Grenze zwischen Wien und Niederösterreich und hatte ab August 1873[17] über einen heute nicht mehr existenten Bahnhof Anschluss an die Kaiser Franz Josephs-Bahn und eine eigene Schiffsanlegestelle der Donau-Dampfschiffahrts-Gesellschaft (DDSG). 1876 wurde sie von der Kahlenbergbahn-Gesellschaft aufgekauft und aus Konkurrenzgründen[18] stillgelegt.[19]
- Dr.-Eduard-Heinl-Gasse (Grinzing), 1961 benannt nach dem Politiker Eduard Heinl (1880–1957), Mitglied der Konstituierenden Nationalversammlung (1919–1920), christlichsozialer Abgeordneter zum Nationalrat (1929–1924), Bundesminister für Handel und Gewerbe, Industrie und Bauten (1920–1921), Bundesminister für Handel und Verkehr (1930–1932), Präsident der RAVAG (1926–1938), Bundesminister für Handel und Wiederaufbau (1946–1948), Finanzreferent der ÖVP (ab 1951).
- Dreimarksteingasse (Salmannsdorf), 1952 nach dem 454 Meter hohen Dreimarkstein benannt. Dem Namen des Berges liegt das althochdeutsche marca (Grenzgebiet, Grenze) bzw. das mittelhochdeutsche mark (Grenze, abgegrenzter Landteil) zugrunde, wobei der Name des Berges bereits 1818 als dreymarkstein im Katasterplan vermerkt ist. Später verliefen die ehemaligen Bezirksgrenzen von Hernals, Döbling und Währing am Dreimarkstein zusammen. Die Gasse hieß zuvor Am Dreimarkstein und dann bis 1894 Herrengasse.
- Dr.-Schreber-Weg (Neustift am Walde), 1927 benannt nach dem deutschen Arzt Moritz Schreber (1808–1861); er gab pädagogische Schriften heraus, die Repression und Einschüchterung befürworten, und war ein Vertreter der Pädagogik der Aufklärung. Mit „Schrebergärten“ hatte er nichts zu tun, diese wurden ihm zu Ehren von Ernst Innozenz Hauschild so benannt. Der Dr.-Schreber-Weg im 12. Bezirk Meidling, die Dr.-Schreber-Gasse im 13. Bezirk Hietzing und die Schrebergasse im 22. Bezirk Donaustadt sind ebenfalls nach ihm benannt. Weg in der Kleingartenanlage „Sommerhaiden“.

## E

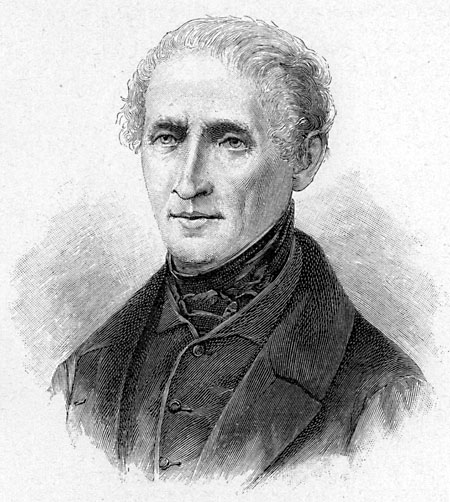
Joseph Freiherr von Eichendorff

- Eduard-Pötzl-Gasse (Unterdöbling), 1925 benannt nach dem Journalisten und Feuilletonisten Eduard Pötzl (1851–1914); er schrieb Humoresken auf das Leben in Wien und war als Meister der Lokalskizze bekannt. Mit dem „Herrn Nigerl“ schuf Pötzl einen Charakter des Wiener Spießers und mit dem „Gigerl“ den eines Schürzenjägers. Die Gasse hieß zuvor Josef-Friedl-Gasse und ursprünglich Friedlgasse.
- Eduard-Reyer-Gasse (Nussdorf), 1930 benannt nach dem Geologen Dr. Eduard Reyer (1849–1914); neben seiner geologischen Forschung war er Unterstützer des Wiener Volksbildungsvereins und gründete später den „Verein Zentralbibliothek“. Er war einer der Initiatoren der Bücherhallenbewegung.
- Eichelhofstraße (Nussdorf), 1874 benannt nach einem ehemaligen Gutshof, der urkundlich bereits 1358 erwähnt worden war. Der heutige Eichelhofweg führte vom Dorf zu diesem Gut. Die Straße hieß zuvor Am Berg.
- Eichelhofweg (Nussdorf), 1961 benannt nach einem Weg zu einem ehemaligen Gutshof; siehe Eichelhofstraße.
- Eichendorffgasse (Oberdöbling), 1902 benannt nach dem deutschen Dichter Joseph von Eichendorff (1788–1857); er war ein bedeutender Lyriker und Schriftsteller der deutschen Romantik. Mit etwa 5.000 Vertonungen zählt Eichendorff zu den meistvertonten deutschsprachigen Lyrikern und ist auch als Prosadichter („Aus dem Leben eines Taugenichts“) bis heute gegenwärtig. In den Jahren 1810–1812 und 1846–1847 lebte er in Wien.
- Eisenbahnstraße (Nussdorf), 1905 benannt (in Nussdorf bereits ab 1873) nach der Franz-Josefs-Bahn, die parallel zur Eisenbahnstraße verläuft. Die Bahnlinie wurde durch die „k.k. priv. Kaiser-Franz-Josephs-Bahngesellschaft“ erbaut und 1870 eröffnet. Sie führt von Wien Franz-Josefs-Bahnhof über Wien Heiligenstadt, Tulln und das Waldviertel bis Gmünd NÖ, wo Anschluss an das tschechische Bahnnetz besteht; früher führte die „KFJB“ weiter bis Eger.
- Eisernenhandgasse (Josefsdorf), 1895 benannt nach der ehemaligen Gastwirtschaft „Zur eisernen Hand“ am Kahlenberg. Diese ist wiederum benannt nach der „Eisernen Hand“, einem besonders steilen Anstieg auf den Kahlenberg.[20] Das Gasthaus gehörte dem Wiener Nachtklubkönig Heinz Werner Schimanko; siehe auch Heinz-Werner-Schimanko-Weg.
- Elmargasse (Heiligenstadt), 1894 benannt nach dem Schauspieler und Schriftsteller Karl Swiedak (Pseudonym „Karl Elmar“, 1815–1888); er schrieb rund 130 Theaterstücke mit volkstümlichem Charakter. Die Gasse hieß zuvor Döblingergasse.
- Erbsenbachgasse (Sievering), 1876 benannt nach dem früher hier verlaufenden Erbsenbach (Arbesbach). Der etwa 4,3 Kilometer lange Bach ist der wichtigste Nebenfluss des Krottenbachs und liegt praktisch zur Gänze auf dem Gebiet von Sievering.
- Ernst-Karl-Winter-Weg (Sievering), 1988 benannt nach dem Soziologen und Politiker Ernst Karl Winter; bekannt wurde er durch seinen Versuch, in der Zeit zwischen 1927 und 1938 eine Versöhnung zwischen Christlichsozialen und Sozialdemokraten zur Abwehr des Nationalsozialismus einzuleiten.
- Eroicagasse (Nussdorf, Heiligenstadt), 1894 benannt nach der 3. Symphonie Beethovens; geschrieben wurde sie 1804 im Hause Wien 19, Döblinger Hauptstraße 92. Die Gasse hieß zuvor Beethovengasse, davor Fischhaltergasse.
- Erwin-Klein-Weg (Nussdorf), 2018 benannt nach dem Unternehmer Erwin Klein (1924–1983); 1947 trat er in den väterlichen Betrieb der Sodawassererzeugung ein, 1954–1957 entwickelte er die Kräuter-Limonade Almdudler. 1958 kaufte er in der Hackhoferstraße ein Heurigenrestaurant mit ständigem Heurigenkabarett-Bühnenprogramm. Dort traten unter anderem bis 1973 die Drei Spitzbuben auf; Klein selbst war an 360 Texten der Spitzbuben beteiligt. Der Erwin-Klein-Weg befindet sich unmittelbar an der Hackhoferstraße.
- Escherichgasse (Glanzing), 1919 benannt nach dem Kinderarzt Theodor Escherich (1857–1911); 1890 wurde er als Professor der Kinderheilkunde an die Universität Graz berufen. 1902 wechselte er als Professor der Kinderheilkunde nach Wien, wo er das St.-Anna-Kinderspital leitete. Bekannt wurde Escherich 1903, als er den Verein „Säuglingsschutz“ ins Leben rief und eine groß angelegte Kampagne für das Selbststillen startete.
- Ettingshausengasse (Grinzing), 1913 benannt nach dem Mathematiker und Physiker Andreas von Ettingshausen (1796–1878), Professor der Physik an der Universität Innsbruck (1819–1821), Professor der höheren Mathematik (ab 1821) und Physik (ab 1834) an der Universität Wien. Ettingshausen konstruierte als einer der ersten eine elektromagnetische Maschine, welche die elektromagnetische Induktion zur Stromgewinnung verwertete, förderte auch die Optik und schrieb ein „Lehrbuch der Physik“ (1844), das auf die Methode des physikalischen Unterrichts großen Einfluss hatte. Die Gasse hieß zuvor Hohenwartgasse.
- Eyblergasse (Neustift am Walde), 1894 benannt nach dem Komponisten Joseph von Eybler (1765–1846); er spielte Orgel, Waldhorn, Viola sowie Baryton. Musikalisch wegweisend waren seine Streichquintette. Zu seinen Förderern gehörte neben Joseph Haydn vor allem Kaiserin Maria Theresia, die ihm eine Anstellung als Hof-Musiklehrer vermittelte. 1824 wurde er als Nachfolger Antonio Salieris Hofkapellmeister. Die Gasse hieß ursprünglich Zinkengasse und dann 1854–1894 Kirchengasse.

## F

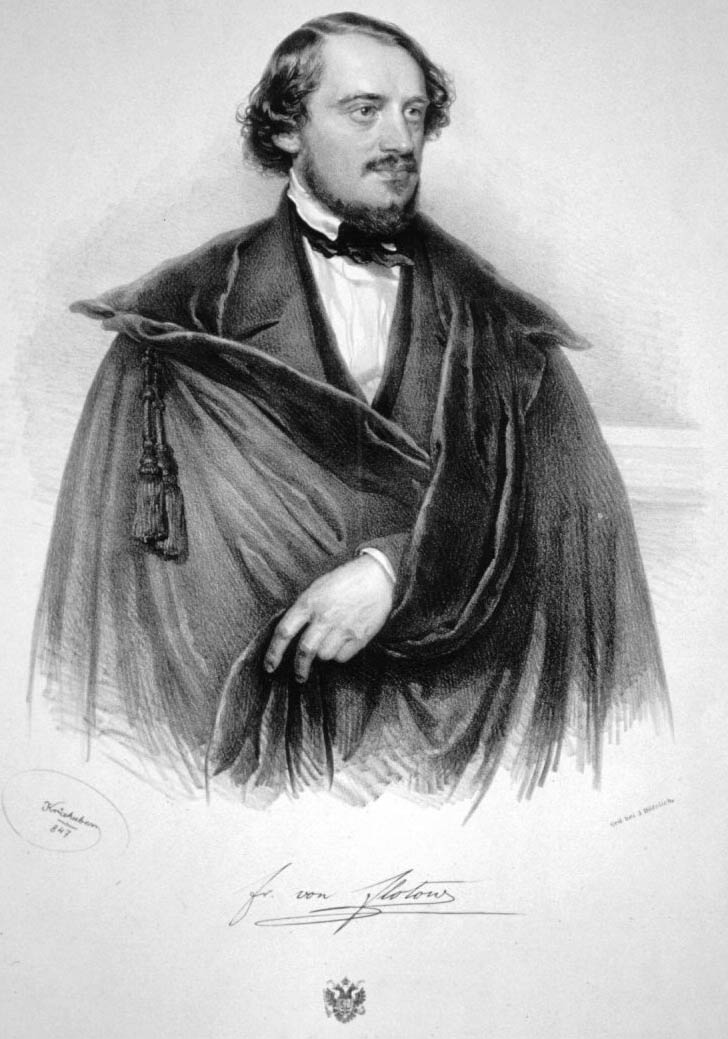
Friedrich von Flotow; Lithographie von Joseph Kriehuber 1847

- Fahnenweg (Heiligenstadt), nicht amtliche Bezeichnung.
- Feilergasse (Grinzing), benannt (Datum unbekannt) nach dem Unternehmer Franz Feiler (1801–1862); er ließ um 1840 das Kasino (Kobenzlgasse 42, Ecke Krapfenwaldgasse) errichten. Zu diesem Etablissement gehörte ein Bade-, Gast- und Kaffeehaus mit einem schönen Tanzsaal und Gartenanlagen.[21]
- Felix-Braun-Gasse (Heiligenstadt), 1977 benannt nach dem Schriftsteller Felix Braun (1885–1973); er gehörte Anfang des 20. Jahrhunderts zur Gruppe des Jung-Wien. Braun war Neuromantiker, der verfeinerte, kultivierte Werke in allen Dichtungsgattungen verfasste. Die Themen seiner Werke kreisen um die Religion, die Antike und seine Heimat Österreich.
- Felix-Dahn-Straße (Oberdöbling), 1912 benannt nach dem deutschen Schriftsteller und Historiker Felix Dahn (1834–1912); sein wissenschaftliches Hauptwerk ist „Die Könige der Germanen“ (11 Bände, 1861–1909). Daneben schrieb er populäre historische Romane, wie „Ein Kampf um Rom“ (1876). Mit einem insgesamt ca. 30.000 bedruckten Seiten umfassenden Œuvre zählt Felix Dahn unzweifelhaft zu den fleißigsten Vielschreibern seines Jahrhunderts. Im Historikerbericht Straßennamen Wiens seit 1860 als „Politische Erinnerungsorte“ aus dem Jahr 2013 ist die Straße Gruppe B (Diskussionsbedarf) zugeordnet.[5]
- Felix-Mottl-Straße (Oberdöbling), 1911 benannt nach dem Dirigenten und Komponisten Felix Mottl (1856–1911), Hofkapellmeister in Karlsruhe (1880–1903), Dirigent in Bayreuth (1886–1906), Kapellmeister und Generalmusikdirektor der Hofoper in München (ab 1903). Mottl komponierte auch selbst einige Opern sowie zahlreiche Lieder und Instrumentalwerke. Die Straße hieß zuvor Prinz-Eugen-Straße.
- Fickertgasse (Oberdöbling), 1926 benannt nach der Frauenrechtlerin und Sozialreformerin Auguste Fickert (1855–1910); sie setzte sich für die rechtliche Unterstützung von Frauen ein und initiierte die erste Rechtsschutzstelle für unbemittelte Frauen in Österreich. Zudem wirkte sie mit, dass Frauen Berufsvertretungen erhielten und ihnen der Weg zu den Hochschulen möglich gemacht wurde. 1893 gründete sie den „Allgemeinen österreichischen Frauenverein“. Siehe auch den Marie-Lang-Weg im 21. Bezirk Floridsdorf und die Mayredergasse im 22. Bezirk Donaustadt.
- Flemminggasse (Sievering), 1909 benannt nach dem sächsischen, später brandenburgischen Heerführer Heino Heinrich von Flemming (1632–1706); im Rahmen der Zweiten Türkenbelagerung 1883 trug er an der Spitze der sächsischen Hilfstruppen viel zum Entsatz des belagerten Wien bei. Siehe auch Goltzgasse.
- Flotowgasse (Oberdöbling), 1889 benannt nach dem deutschen Opernkomponisten Friedrich von Flotow (1812–1883); er kann nicht als bahnbrechender Tondichter gelten, vielmehr lehnte er sich an die französischen Opernkomponisten des 19. Jahrhunderts an. Weltruhm erlangte er durch seine Oper Martha, die 1847 in Wien uraufgeführt wurde.
- Formanekgasse (Unterdöbling), 1891 nach dem Tischlermeister Karl Formanek (1814–1886), Bürgermeister von Unterdöbling (1867–1885).
- Franz-Klein-Gasse (Oberdöbling), 1926 benannt nach dem Juristen und Politiker Franz Klein (1854–1926), Justizminister (1906–1908 und 1916). Bekannt wurde er insbesondere als Verfasser der Zivilprozessordnung von 1898. Auch bewirkte er Neuerungen auf dem Gebiet des Handelsrechts und des Jugendschutzes. Die Gasse hieß ursprünglich Gaswerkgasse und ab 1917 Exportakademiestraße.
- Freihofgasse (Nussdorf), 1894 benannt nach dem Freihof des Stiftes Altenburg. „Freihöfe“ waren Höfe in ländlichen Gebieten, die frei von Abgaben und Diensten an einen (adligen oder geistlichen) Grundherrn waren (Freies Eigen, im Unterschied zu untertänigem bzw. dienstbarem Besitz). Die Gasse hieß zuvor Bräuhausgasse.
- Friedlgasse (Oberdöbling), 1874 benannt nach dem Bäckermeister Josef Ferdinand Friedl (1813–1870), Gemeinderat in Oberdöbling.
- Frimmelgasse (Heiligenstadt), 1940 benannt nach dem Kunsthistoriker und Musikwissenschaftler Theodor von Frimmel (1853–1928), Kustos am Wiener Hofmuseum (1884–1893), Direktor der Galerie des Grafen Schönborn-Wiesentheid. Von bleibender Bedeutung sind seine Beethoven-Forschungen. Frimmel war einer der Letzten, die noch Zeitgenossen des Komponisten befragen konnten. Sein Nachlass, darunter zahlreiche Briefe, befindet sich heute im Beethoven-Haus in Bonn.
- Fröschelgasse (Sievering), 1894 benannt nach dem Geistlichen Berthold Ignaz Fröschel (1813–1882), Pfarrer von Sievering (1855–1869) und Propst von Klosterneuburg (1871–1882). Die Gasse hieß zuvor Severinusgasse.
- Fuhrgassel (Neustift am Walde), 1962 benannt nach einer ortsüblichen Bezeichnung, die vermutlich einen Nutzweg bezeichnet.
- Fürfanggasse (Unterdöbling), 1910 benannt nach einem Flurnamen. Für die Deutung des Namens bestehen mehrere Möglichkeiten: „Vür fang“ stellt ein altes Bodenmaß für Weingärten dar; „Fürfang“ war eine Gebühr, die an den Henker des Landesgerichts für die Abholung der Missetäter an der Gemeindegrenze zu entrichten war. Das Grundstück Fürfangeln war früher eine Ried in Unterdöbling. Vermutlich lag die Auslieferungsstelle für Unterdöbling hier am Hungerberg.

## G

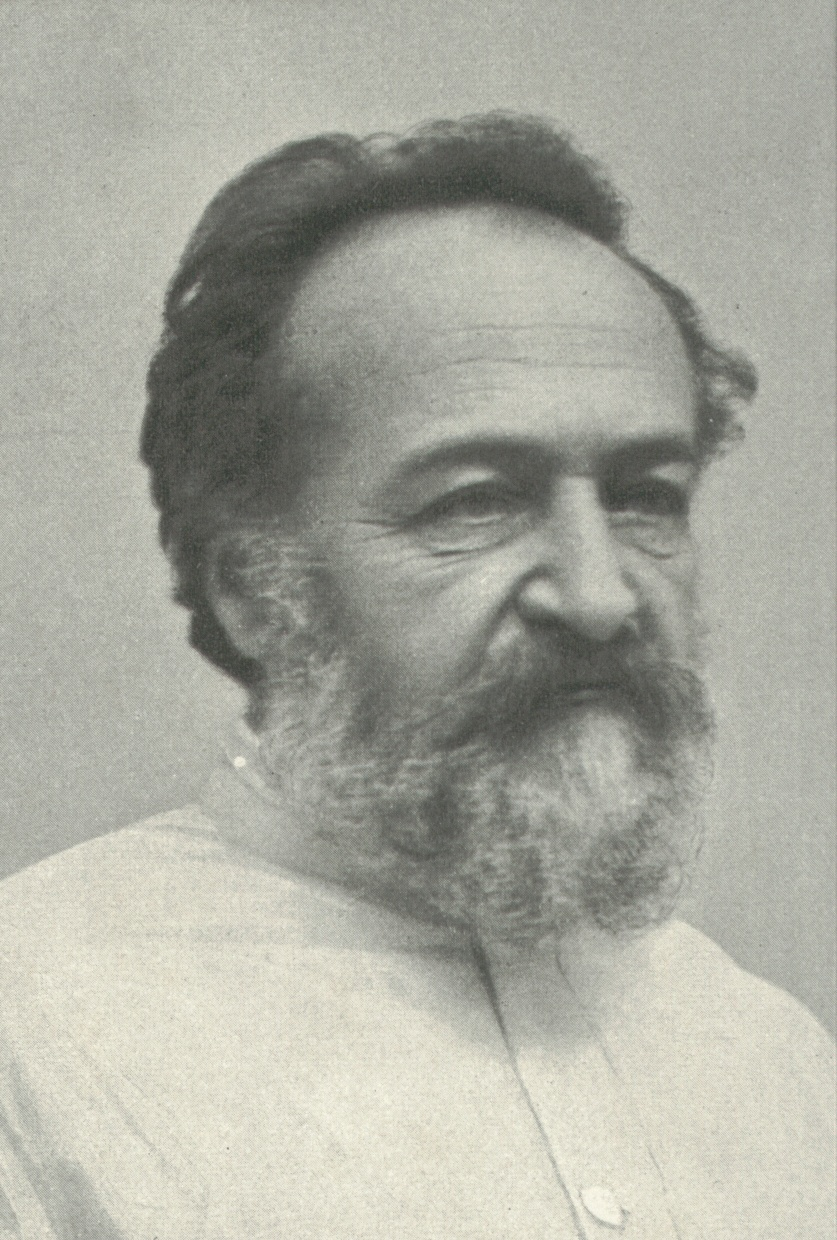
Robert Gersuny

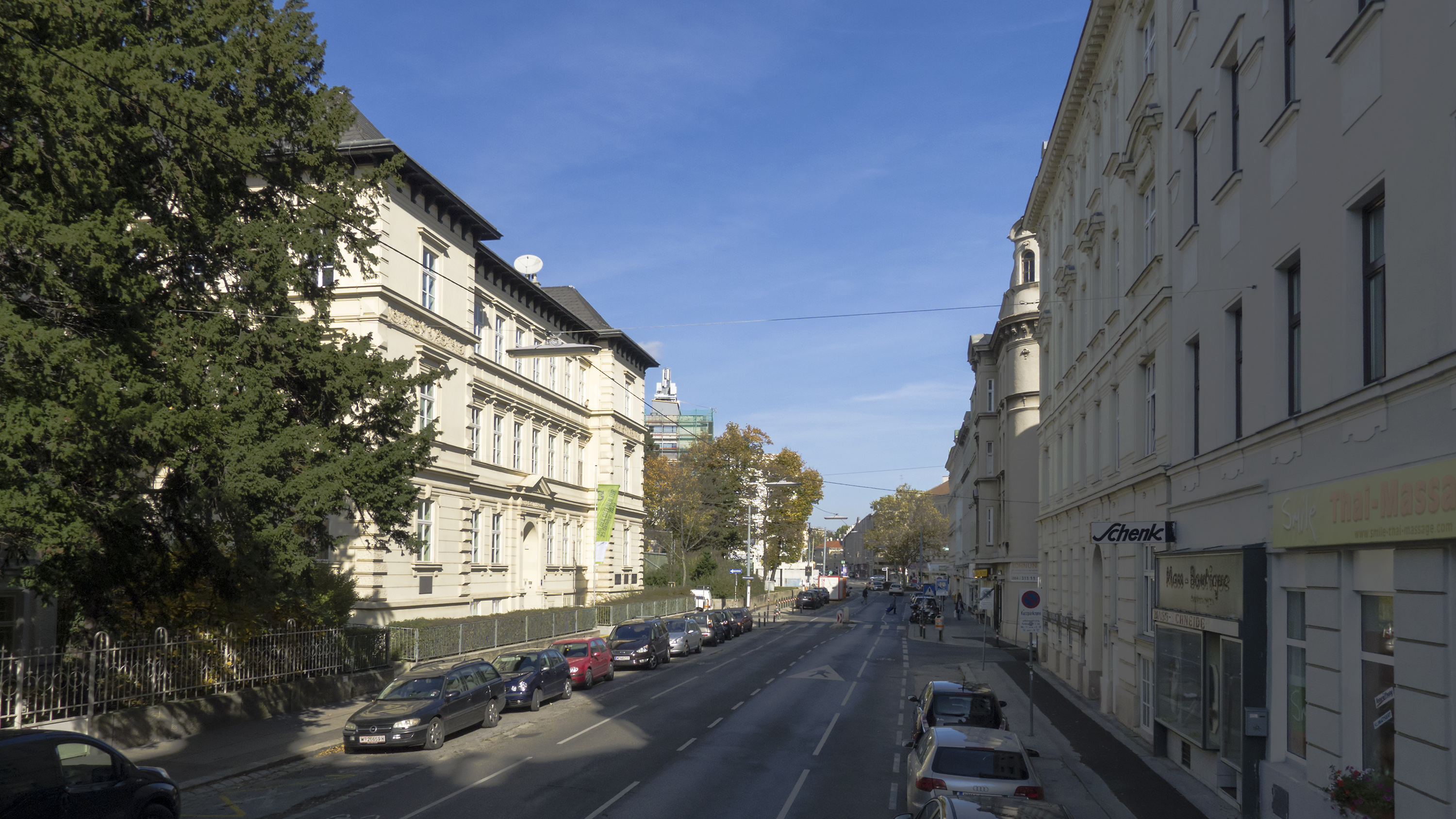
Die Gymnasiumstraße, links die namensgebende Schule

- Gallmeyergasse (Heiligenstadt), 1928 benannt nach der Schauspielerin und Theaterdirektorin Josefine Gallmeyer (1838–1884); sie spielte u. a. am Theater in der Josefstadt (ab 1856), Theater an der Wien (ab 1862) und am Carltheater. Aufgrund ihres problematischen Charakters endeten manche ihrer Engagements vorzeitig. Ab 1875 leitete sie das Strampfer-Theater und führte es 1884 in die Insolvenz. Die Gasse war zuvor Teil der Dionysius-Andrassy-Straße.
- Gatterburggasse (Oberdöbling), 1894 benannt nach Therese Gatterburg (1783–1849); die Gräfin war Besitzerin der Herrschaft Oberdöbling und besaß von 1811 bis 1819 das dortige Herrschaftshaus („Gatterburg“). Die Gasse hieß zuvor Theresiengasse.
- Gebhardtgasse (Oberdöbling), 1894 benannt nach Gebhardt von Döbelich (Lebensdaten unbekannt); er kam aus einem niederösterreichischen Adelsgeschlecht war um 1357 im Besitz der Herrschaft Döbling. Die Gasse hieß zuvor Leopoldigasse.
- Geigeringasse (Kahlenbergerdorf), 1895 benannt nach einem Riednamen. Die Riede am Waldbach im Kahlenbergerdorf lag nördlich der Dorfkirche und schloss im Westen an die Riede Kuchelviertel an. Der Besitzername mit dem Suffix -in, erstmals 1377 urkundlich erwähnt, bezeichnete wahrscheinlich eine Wiese.
- Geistingergasse (Heiligenstadt), 1928 benannt nach der Schauspielerin und Sängerin Marie Geistinger (1836–1903); sie spielte u. a. am Theater in der Josefstadt (ab 1852) und am Theater an der Wien (ab 1865). Geistinger genoss als Operettensängerin große Anerkennung. Vor allem in Operetten von Jacques Offenbach und Johann Strauss (Sohn), aber auch von Karl Millöcker und Franz von Suppè, war sie oft zu hören. Die Gasse hieß zuvor Dionysius-Andrassy-Straße.
- Gerhard-Wolff-Weg (Neustift am Walde), 2007 benannt nach dem Weinbauer Gerhard Wolff (1927–1988), Besitzer des „Weingut Wolff“ und der „Buschenschank Wolff“ in Neustift am Walde.[22]
- Gersunygasse (Unterdöbling), 1924 nach dem Chirurgen Dr. Robert Gersuny (1844–1924), Primar am Karolinen-Kinderspital (1880–1893) und am Rudolfinerhaus (ab 1882), ab 1894 dessen Leiter. Lange Zeit war er einer der meist beschäftigten Chirurgen Wiens. Oft übernahm er erfolgreich Fälle, die von anderen Ärzten als zu kompliziert abgelehnt wurden. Gersuny gilt als Erfinder der Paraffineinspritzung und nahm 1890 die erste Brustvergrößerung vor. Die Gasse hieß von 1938 bis 1947 Dumreichergasse.
- Geweygasse (Heiligenstadt), 1894 benannt nach dem Beamten und Schriftsteller Franz Xaver Gewey (1764–1819). Kanzlist der Hofkanzlei (ab 1791). Er gründete 1787 mit Freunden ein Privattheater, dessen Gewinne wohltätigen Zwecken zugutekamen. Als volkstümlicher Bühnendichter schrieb er für Wiener Vorstadtbühnen Travestien, Satiren und Possen. Von kulturhistorischem Wert sind seine Bücher über Wien sowie seine Lokalgeschichte „Komische Gedichte über die Stadt und die Vorstädte Wiens“ (4 Hefte, 1812).[23] Gewey setzte als Nachfolger von Joseph Richter dessen Eipeldauer-Briefe fort. Die Gasse hieß zuvor Adlergasse.
- Glanzinggasse (Pötzleinsdorf), 1907 benannt nach einem Flurnamen. Die Wüstung Chlaitzing im Krottenbachtal östlich von Neustift am Walde wurde 1298 erstmals erwähnt. Ende des 14. Jahrhunderts existierte der Name nur noch als Weingartenried.
- Glatzgasse (Oberdöbling), 1895 benannt nach dem slowakischen Prediger, Schriftsteller und Pädagogen Jakob Glatz (1776–1831); er verfasste eine Reihe theologischer Schriften vorwiegend pädagogischen Charakters und war 1821 maßgeblich an der Gründung der evangelisch-theologischen Lehranstalt in Wien (die heutige Evangelisch-theologische Fakultät der Universität Wien) beteiligt. Die Gasse hieß ursprünglich Rosinagasse, danach Mostlergasse und Artariagasse.
- Goltzgasse (Sievering), 1908 benannt nach dem dänischen und kursächsischen Generalfeldmarschall Joachim Rüdiger von der Goltz (1620–1688). Bei dem Entsatz von Wien im Rahmen der Zweiten Türkenbelagerung 1683 war er der Anführer der sächsischen Armee. Der Sieg über die Türken soll wesentlich seinem Eingreifen zu verdanken gewesen sein. Siehe auch Flemminggasse.
- Görgengasse (Sievering), 1917 benannt nach dem Neurologen Bruno Görgen (auch Goergen, 1777–1842), ursprünglich Primararzt an der Irrenanstalt des AKH („Narrenturm“). 1830 führte er in Oberdöbling eine Privat-Heilanstalt ein, die sich vor allem durch ihre mustergültige Betreuung einen Namen machte. Die Patienten erhielten eine abwechslungsreiche Beschäftigungstherapie, nahrhafte Kost, den gebührenden Respekt und ein Maß an Eigenverantwortung.[24]
- Gräfweg (Sievering), 1988 benannt nach dem Elektriker und Mechaniker Heinrich Gräf (1877–1943), dem Kunstschlosser Carl Gräf (1871–1939) und dem Wagenbauer Franz Gräf (1871–1940). 1893 gründeten die drei Brüder eine Werkstätte, in der sie 1898 das weltweit erste Automobil mit Vorderradantrieb herstellten. 1901 kam der Investor Wilhelm Stift hinzu, woraus 1904 die Gründung des Unternehmens Gräf & Stift resultierte. Die Firma baute vor allem Autos und Autobusse und betrieb lange Zeit ein großes Werk Weinberggasse 70–76. 1971 wurde sie mit der ÖAF fusioniert und im gleichen Jahr von MAN übernommen.
- Gregor-Mendel-Straße (Oberdöbling, Währing), 27. Dezember 1934 benannt nach dem Naturforscher Gregor Mendel (1822–1884); es gelang ihm, durch Kreuzungsversuche mit reinsortigen Zuchtformen von Erbsen, die sich nur in wenigen Erbanlagen (Genen) unterscheiden, die Vererbungsgesetze (Mendelsche Regeln) zu beschreiben. Er wird daher oft auch als „Vater der Genetik“ bezeichnet. Die Straße hieß zuvor Hochschulstraße nach dem hier 1896 eröffneten Hauptgebäude der K.k. Hochschule für Bodencultur, dem 1960 so benannten "Gregor-Mendel-Haus".[25][26]
- Greinergasse (Nussdorf), 1894 benannt nach Ferdinand Greiner (1798–1889); er war der letzte Ortsrichter von Nussdorf (1845–1848) sowie der erste Bürgermeister der Gemeinde (1850–1861, 1864–1867 und 1885–1889). Die Gasse hieß zuvor Herrengasse und Kirchengasse.
- Grinzinger Allee (Grinzing), 1894 benannt nach dem ehemals selbstständigen Ort Grinzing, der 1114 erstmals als Grinzigan erwähnt und 1892 nach Wien eingemeindet wurde. Die Straße hieß zuvor Wiener Straße und Grinzinger Straße.
- Grinzinger Steig (Grinzing), 1911 benannt; siehe Grinzinger Allee.
- Grinzinger Straße (Grinzing, Nussdorf, Heiligenstadt), 1894 benannt; siehe Grinzinger Allee. Hieß zuvor teilweise Heiligenstädter Straße.
- Gspöttgraben (Sievering), benannt (Datum unbekannt) nach dem gleichnamigen Graben, der oberhalb von Obersievering in den Arbesbach mündet (Postadresse von „Am Himmel“ und Sisi-Kapelle).
- Gugitzgasse (Sievering), 1966 benannt nach dem Heimatforscher, Volkskundler und Kulturhistoriker Gustav Gugitz (1874–1964); er beschäftigte sich zeit seines Lebens mit Wiener Stadtgeschichte, mit allgemeiner Kulturgeschichte und mit religiöser Volkskunde; er schrieb 371 wissenschaftliche Werke. Gugitz hinterließ eine rund 6.000 Bände umfassende Viennensia-Bibliothek (heute in der Wienbibliothek im Rathaus) und eine über 3.000 Bilder umfassende bedeutende Andachtsbildersammlung (heute im Österreichischen Museum für Volkskunde).
- Guneschgasse (Oberdöbling), 1894 benannt nach dem Theologen Andreas von Gunesch (1799–1875), Vikar, Katechet und Pfarrer der Lutherischen Stadtkirche in Wien (1829–1875). Ab 1834 war er Mitglied der Kirchenleitung der Evangelischen Kirche A. B., ab 1862 war er Superintendent der Evangelischen Superintendentur A. B. Wien.
- Gunoldstraße (Heiligenstadt), ca. 1874 benannt nach dem Holzhändler Franz Michael Gunold (1797–1879), Ortsrichter von Nussdorf (1837–1845); er trat der Gemeinde den Grund für die Errichtung der Straße ab.
- Gustav-Pick-Gasse (Sievering), 1966 benannt nach dem Bankbeamten und volkstümlichen Musiker Gustav Pick (1832–1921). Für eine Wohltätigkeitsveranstaltung anlässlich des hundertjährigen Bestehens der Fiakerzunft im Mai 1885 komponierte Pick das „Fiakerlied“, welches der Schauspieler Alexander Girardi, der als Höhepunkt dieses Praterfestes auftrat, zum Besten gab. Dieses Lied machte Pick schlagartig bekannt. Siehe auch Anton-Karas-Platz, Arlethgasse, Hornigweg, Kratzlgasse, Kroneggergasse, Ludwig-Gruber-Weg und Siolygasse.
- Gustav-Tschermak-Gasse (Oberdöbling, Währing), 1935 benannt nach dem Mineralogen Gustav Tschermak (1836–1927), Professor an der Universität Wien (ab 1868). Seine Forschungsgebiete waren die Chemie der Silicatminerale und der Meteorite. 1864 entdeckte er das Prinzip des isomorphen Ersatzes. Tschermak begründete 1871 die Zeitschrift „Mineralogische Mittheilungen“. Die Gasse hieß zuvor Dittesgasse.
- Gymnasiumstraße (Oberdöbling, Währing), 1894 benannt nach dem 1887 erbauten Döblinger Gymnasium. Hieß zuvor im 18. Bezirk Feldgasse, im 19. Bezirk Währinger Weg.

## H

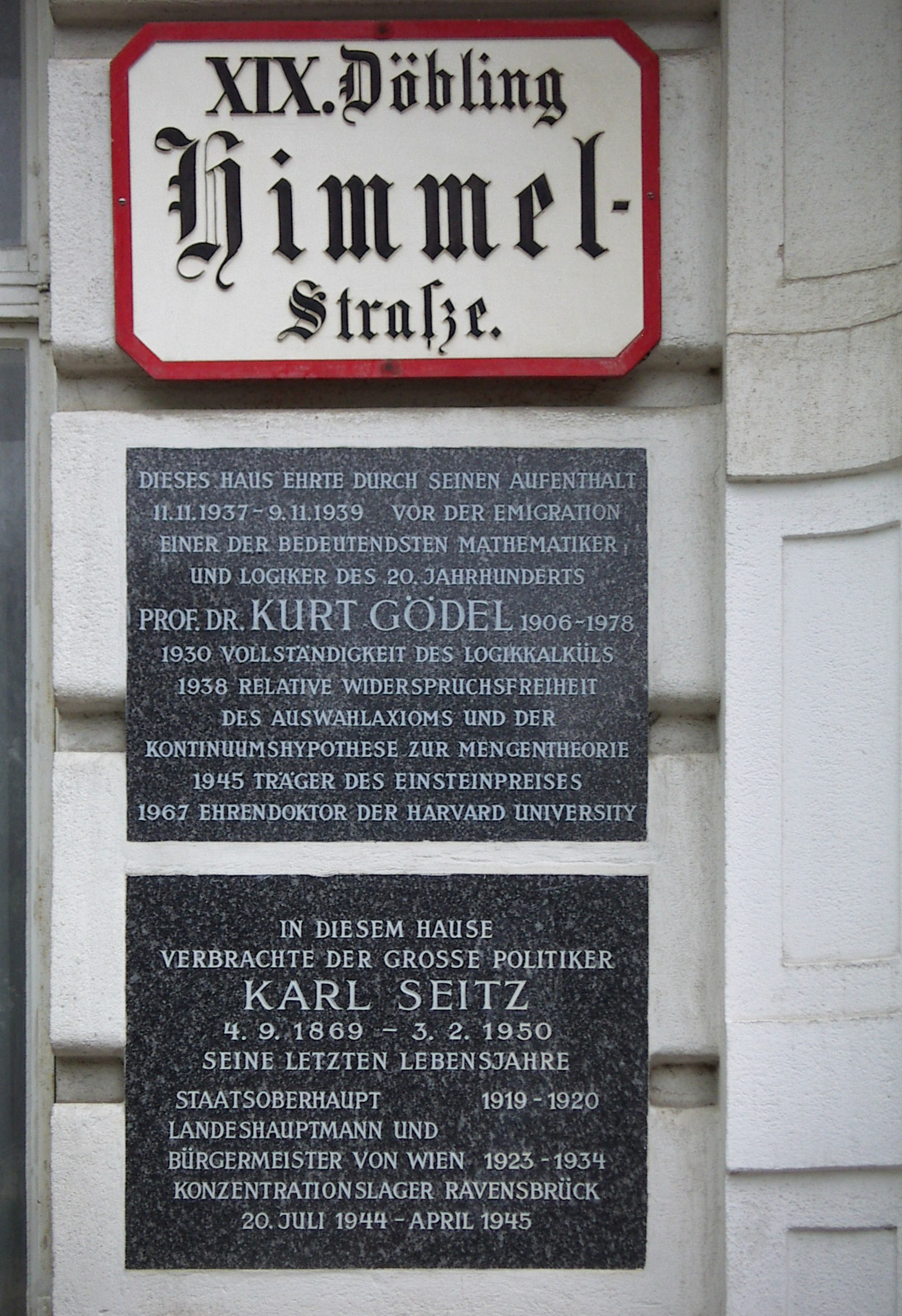
Straßenschild Himmelstraße mit Gedenktafeln für Kurt Gödel und Karl Seitz

- Hackenberggasse (Sievering), 1876 benannt nach dem 306 Meter hohen Hackenberg; dieser wurde erstmals 1305 in einer Kaufurkunde für Herzog Rudolf als hakkenperge genannt. Der Name entstammt dem alten Wiesenmaß Haken.
- Hackenbergweg (Sievering), 1992 benannt; siehe Hackenberggasse.
- Hackhofergasse (Nussdorf), 1894 benannt nach dem Unternehmer Ignaz Hackhofer (1785–1854); er gründete 1814 eine Schön- und Schwarzfärberei in Nussdorf, die zu ihrer Blütezeit 200 Arbeiter beschäftigte. Die Gasse hieß bis 1875 Berggasse und von 1875 bis 1894 Färbergasse.
- Halteraugasse (Heiligenstadt), 1875 benannt nach einer früheren Donau-Au, in der die „Halter“ (= Hirten) ihr Vieh weiden ließen.
- Hameaustraße (Salmannsdorf, Neustift am Walde), 1894 benannt nach der 464 Meter hohen Anhöhe Hameau; diese ist wiederum benannt nach dem französischen Wort hameau für Weiler oder Dörfchen. Der österreichische Feldherr Franz Moritz von Lacy erwarb 1765 die Herrschaft Neuwaldegg und ließ dort bis 1796 einen englischen Garten anlegen, den heutigen Schwarzenbergpark. Am Hameau, dem höchsten Punkt des Parks, wurden 17 Hütten errichtet, die der Unterbringung von Graf Lacys Gästen dienten. Die Straße hieß davor Marienstrasse. Siehe auch den Hameauweg im 17. Bezirk Hernals.
- Hammerschmidtgasse (Heiligenstadt, Nussdorf), 1894 benannt nach dem Geistlichen Karl Hammerschmidt (1804–1868), Pfarrer von Nussdorf (1852–1868). Hieß davor Heiligenstädter Straße.
- Hammerschmiedgraben (Nussdorf), 1982 benannt zur Erinnerung an eine einst am Anfang des Weges bestandene Hammerschmiede.
- Hannplatz (Unterdöbling), 1924 benannt nach dem Meteorologen Julius von Hann, Direktor der Zentralanstalt für Meteorologie (1877–1897), Professor für Meteorologie an der Universität Graz (1897 bis 1900), Professor für Kosmische Physik an der Universität Wien (1900–1910). Auf Hanns Initiative entstanden 1886 das Observatorium auf dem Hohen Sonnblick und 1891 die nach ihm benannte Hannwarte auf dem Hochobir. Seine Methode der unterschiedlichen Gewichtung von Messwerten ist in der Mathematik auch als Hann-Fenster bekannt (siehe Fensterfunktion). Siehe auch Hohe Warte, Kreilplatz und Perntergasse.
- Hansi-Niese-Gasse (Heiligenstadt), 1935 benannt nach der Schauspielerin Hansi Niese (1875–1934); nicht nur an den verschiedenen Bühnen Wiens, sondern auch auf Tourneen nach Berlin spielte Niese in zahlreichen Stücken. Sie trat auch in verschiedenen Possen und in Operetten auf, und häufig als Partnerin von Alexander Girardi. Die anfängliche Autodidaktin wurde eine der beliebtesten Schauspielerinnen der Monarchie. Der Hansi-Niese-Weg im 13. Bezirk Hietzing ist ebenfalls nach ihr benannt.
- Hans-Richter-Gasse (Oberdöbling), 1919 benannt nach dem Dirigenten Hans Richter (1843–1916), Hofkapellmeister, Dirigent der Philharmonischen Konzerte in Wien, von 1880 bis 1890 auch der Gesellschaft der Musikfreunde in Wien, später der Bayreuther Festspiele. Hans Richter hat sich neben seinen Wagner-Aufführungen auch besonders um die Verbreitung der Werke von Anton Bruckner, Johannes Brahms und Edward Elgar verdient gemacht.
- Hardtgasse (Oberdöbling), 1894 benannt nach einem urkundlich 1292 erwähnten Flurnamen. „Hardt“ bedeutet „Bergwald“ bzw. „bewaldeter Hang“, häufig auch in den verwandten Schreibweisen Harth, Haard, Haardt, Hard und Hart. Die Gasse hieß davor Neugasse.
- Hartäckerstraße (Oberdöbling), Benennungsdatum unbekannt; siehe Hardtgasse. Hieß davor Pötzleinsdorfer Straße.
- Haseleckersteig (Sievering), 2015 benannt nach dem alten Flurnamen Haseleck.
- Hasenauerstraße (Oberdöbling, Währing), 1894 benannt nach dem Architekten Karl von Hasenauer (1833–1894), bedeutender Vertreter des Historismus in Wien, insbesondere der Wiener Ringstraße. Mit Gottfried Semper entwarf er den Hofbautenkomplex mit dem Kunsthistorischen Museum und dem Naturhistorischen Museum (1871–1891), das Burgtheater (1874–1888) und die Neue Hofburg (1881–1894, vollendet 1913). Die Straße hieß davor Parkstraße.
- Haubenbiglstraße (Unterdöbling), 1903 benannt nach einem Flurnamen, abgeleitet von hügelförmigen Bodenerhebungen. Hieß davor Hungerbergstraße.
- Hauerkronenweg (Neustift am Walde), 2013 benannt nach dem in Neustift am Walde seit dem 18. Jahrhundert überlieferten Brauch, jährlich am 16. August am St.-Rochus-Fest (Neustifter Kirchweihtag) eine Hauerkrone mit Musikbegleitung durch den Ort zu tragen. Hauer bzw. Weinhauer ist eine alte Bezeichnung für Winzer.
- Hauerweg (Neustift am Walde), 1912 benannt nach einem von Weinhauern benutzten Weg.
- Heiligenstädter Lände (Heiligenstadt), Benennungsdatum unbekannt; siehe Heiligenstädter Straße. Hieß um 1800 Hufsteig.
- Heiligenstädter Straße (Oberdöbling, Heiligenstadt, Nussdorf, Kahlenbergerdorf), 1894 benannt zur Erinnerung an den ehemaligen Vorort Heiligenstadt, der 1120 als St. Michael und um 1200 mit dem jetzigen Namen erwähnt und 1890 nach Wien eingemeindet wurde. Die Straße hieß um 1706 Nussdorfer Weg, von 1721 bis 1894 Nussdorfer Straße und von 1938 bis 1945 teilweise Berliner Straße.
- Heinz-Werner-Schimanko-Weg (Josefsdorf), 2007 benannt nach dem Unternehmer Heinz Werner Schimanko (1944–2005); er war Eigentümer zahlreicher Hotels und Bars und galt vielen als der ungekrönte Nachtclub-König von Wien. Es gehörten ihm u. a. die Eden-Bar, das Wiener Moulin Rouge, das Café Walfisch, der Club 24, die Schloss-Bar, die Eve-Bar, das Dolce Vita, das Stunden-Hotel Orient, das Domizil und das Hotel Opernring. In Döbling besaß er die Gastwirtschaft Zur eisernen Hand; siehe auch Eisernenhandgasse.
- Hermann-Pacher-Gasse (Pötzleinsdorf, Währing), 1914 benannt nach Hermann Pacher (1834–1914), Gemeinderat in Währing (1900–1912). Hieß davor Trepperweg.
- Hermann-Zottl-Promenade (Nussdorf, Kahlenbergerdorf), 2018 benannt nach dem Techniker Hermann Zottl (1935–2013); zum Lebensprojekt des Zivilingenieurs wurden die städtebaulichen Planungen für den Hochwasserschutz in Wien. 1954 entwickelte sein Vater die Idee eines Hochwasserschutzes durch Anlage eines zweiten Gerinnes, dessen Details Hermann Zottl im Lauf von Jahren entwickelte. Als Folge entstanden ab 1972 die Neue Donau und die Donauinsel.[27]
- Himmelstraße (Grinzing), 1894 benannt nach der Gastwirtschaft „Am Himmel“; dieses ist wiederum benannt nach der Flur Himmel am Pfaffenberg, die als Ausflugsziel der Wiener beliebt ist. Die Straße hieß ursprünglich Winterzeil, dann Kirchengasse.
- Hintergärtengasse (Heiligenstadt), 1965 benannt nach einem Flurnamen.
- Hirnbrecherstiege (Kahlenbergerdorf), 1981 benannt nach einer volkstümlichen Bezeichnung (Steilheit der Stiege?). Im oberen Teil gab es in der  Hirnbrechergasse eine Fortsetzung (1895 benannt), diese ist heute Teil der Grünfläche an der Wigandgasse.
- Hocheneggasse (Grinzing), 1960 benannt nach dem Mediziner Julius Hochenegg, Professor für Chirurgie an der Universität Wien (ab 1894); er verbesserte die Krebschirurgie, errichtete ein Röntgeninstitut und gründete 1909 mit Anton Eiselsberg die ersten Unfallstationen der Welt an der I. und II. Univ.-Klinik für Chirurgie im Allgemeinen Krankenhaus Wien.[28] Gemeinsam mit anderen Ärzten gründete er 1910 die „k&k österreichische Gesellschaft für Erforschung und Bekämpfung der Krebskrankheit“, die Vorläuferorganisation der Österreichischen Krebshilfe.[29] Die Gasse hieß zuvor ab 1933 Kosselgasse.
- Hofstädtengasse (Salmannsdorf), 1962 benannt nach dem Flurnamen Hofstätten.
- Hofzeile (Oberdöbling), 1894 benannt zur Erinnerung an die Hofzeile, die älteste Häuserzeile Oberdöblings. In der Hofzeile befindet sich ein von Maria Theresia umgestalteter Gutshof, das Maria-Theresien-Schlössel. Die Gasse hieß um 1721 Bachzeile, später Kirchenzeile, Grinzinger Weg, Grinzinger Gasse und von 1828 bis 1894 Herrengasse.
- Hohe Warte (Unterdöbling, Heiligenstadt), 1894 benannt; die Bezeichnung wurde schon 1135 urkundlich erwähnt, 1349 ist sie der Name einer Weingartenriede. Die Hohe Warte ist ein verbauter Hügel zwischen Heiligenstadt und Unterdöbling. Im 19. Jahrhundert entstand auf der Aussichtshöhe ein Villenviertel. Bekannt ist die Hohe Warte vor allem als Sitz der Zentralanstalt für Meteorologie und Geodynamik, der früher hier befindlichen Amtsvilla des österreichischen Bundespräsidenten sowie für ihr Naturstadion Hohe Warte. Die Straße hieß vorher Wiener Straße und Wollerstraße. Siehe auch Hannplatz, Kreilplatz und Perntergasse.
- Hohenauergasse (Unterdöbling), 1894 benannt nach Paul Hohenauer (1802–1869), Bürgermeister von Unterdöbling (1850–1867). Hieß davor Gärtnergasse.
- Höhenstraße (Salmannsdorf, Sievering, Grinzing, Josefsdorf, Kahlenbergerdorf), 1935 benannt; sie verbindet die Höhen des Kahlengebirges mit Grinzing und Neustift und ist mit 14,9 Kilometern die längste Straße in Wien.
- Holzgasse (Nussdorf), 1895 benannt nach den Holzlagerplätzen am Donaukanal. Hieß davor Quergasse.
- Hornigweg (Grinzing), 1937 benannt nach dem volkstümlichen Sänger und Komponisten Josef Hornig (1861–1911); er schrieb und interpretierte Wienerlieder, bekannt wurde er vor allem für den Text zu „Es wird a Wein sein“.[30] Siehe auch Anton-Karas-Platz, Arlethgasse, Gustav-Pick-Gasse, Kratzlgasse, Kroneggergasse, Ludwig-Gruber-Weg und Siolygasse.
- Hornspergsteig (Sievering), Benennungsdatum und Herkunft unbekannt.
- Hubert-Eder-Weg (Sievering), 2007 benannt nach dem Taxiunternehmer Hubert Eder (1937–2004, ÖVP), Bezirksrat (1983–1995) und Bezirksvorsteher-Stellvertreter (ab 1995) in Döbling.
- Huleschgasse (Unterdöbling), 1910 benannt nach dem Geistlichen Wilhelm Hulesch (1817–1906), Pfarrer von Döbling.
- Hungerbergstraße (Grinzing), 1894 benannt nach dem Weg auf den 242 Meter hohen Hungerberg. Der Hungerberg war bis zur Mitte des 19. Jahrhunderts von kalten Winden umströmt, sodass die hier angebauten Reben nur minderwertigen Wein erbrachten. Daher stammt der Name vom schwer bearbeitbaren Boden, der nur schlechten Ertrag brachte. Die Straße hieß vorher Hohe-Warte-Gasse und ursprünglich Heinikelgasse.
- Huschkagasse (Grinzing), benannt (Datum unbekannt) nach dem Leinenhändler Franz Huschka (1751–1830), Namenszusatz „Edler von Ratschitzburg“. Um 1810 war er Besitzer eines Gutshofes in Grinzing. Dieser Freihof war durch Jahrhunderte der Lesehof des Chorherrnstiftes St. Pölten und hieß daher im Volksmund „Pöltingerhof“. Huschka stiftete 1829 ein Grundstück für den Bau des Grinzinger Friedhofs und bedachte die Gemeinde Grinzing mit zahlreichen Geldspenden für wohltätige Zwecke.[31]
- Hutweidengasse (Oberdöbling), 1874 benannt nach einem Flurnamen. Der früher oft gebrauchte Ausdruck Hutweide (von Hüten und Weide) bezeichnet eine größere landwirtschaftliche Fläche, auf die Haustiere unter Aufsicht eines Hirten oder älteren Kindes zur Weide getrieben wurden.

## I
- Ida-Strohmer-Weg (Pötzleinsdorf), 2024 benannt nach der Widerstandskämpferin Ida Strohmer (1922–1945). Sie war gemeinsam mit ihrem Ehemann und dessen Bruder Mitglied einer kommunistischen Widerstandszelle, die Kriegsgefangene versorgte und ihnen zur Flucht verhalf. Nach Enttarnung der Gruppe durch einen Doppelagenten 1945 wurde sie im Arbeitserziehungslager Oberlanzendorf inhaftiert. Kurz darauf wurde das Lager geräumt und die Häftlinge auf einen Todesmarsch ins KZ Mauthausen geschickt, wo Strohmer schließlich ermordet wurde.
- Iglaseegasse (Unterdöbling), 1894 benannt nach Egelsee, einer tümpelreichen Gegend mit Vorkommen von Blutegeln. Für Tümpel oder Weiher gebrauchte man im Mittelalter allgemein den Namen „See“. Das Areal wurde 1836 verbaut. Die Gasse hieß zuvor Peregringasse.
- In der Krim (Oberdöbling), 1905 benannt nach einem Flurnamen. Die Herkunft ist unklar; möglicherweise bezieht sich der Flurname auf ein Gasthaus, das Johann Grimmer gehörte, oder auf den Krimkrieg 1853–1856.

## J
- Jessengasse (Heiligenstadt), 1930 benannt nach dem deutschen Lehrer Asmus Christian Jessen (1835–1924), Lehrer an der evangelischen Schule in Wien-Gumpendorf (1869–1903); er verfasste Bücher über die Schulpraxis sowie Schullesebücher.[32]
- Josef-Hindels-Gasse (Heiligenstadt), 2004 benannt nach dem Gewerkschaftsfunktionär Josef Hindels; er arbeitete im österreichischen Gewerkschaftsbund, war lange Zeit Zentralsekretär der Gewerkschaft der Privatangestellten innerhalb des ÖGB, und später als freier Publizist tätig.
- Jungherrnsteig (Kahlenbergerdorf), 1898 benannt nach einer bereits 1393 urkundlich erwähnten Weingartenried des Stifts Klosterneuburg.

## K

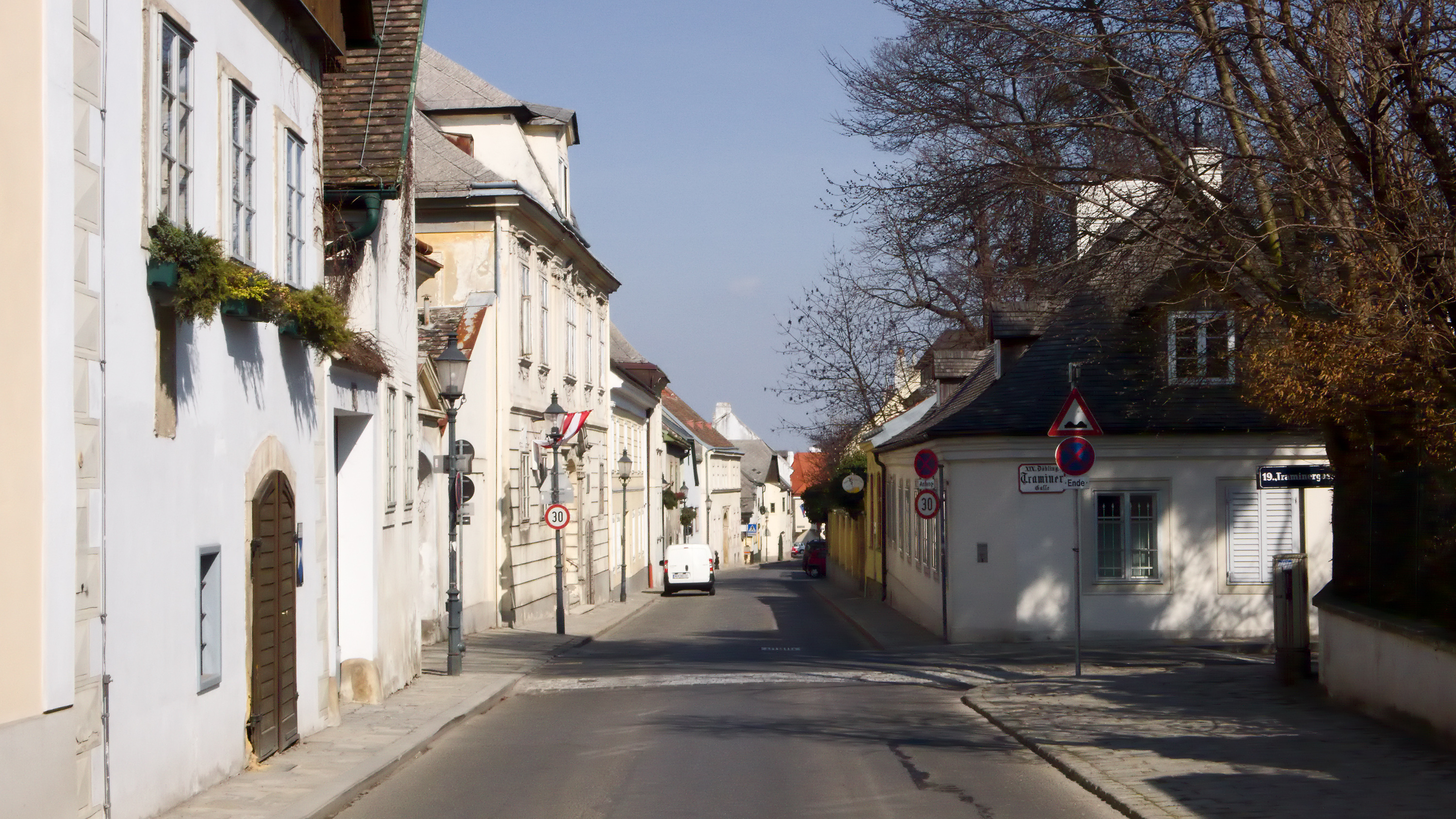
Die Kahlenberger Straße

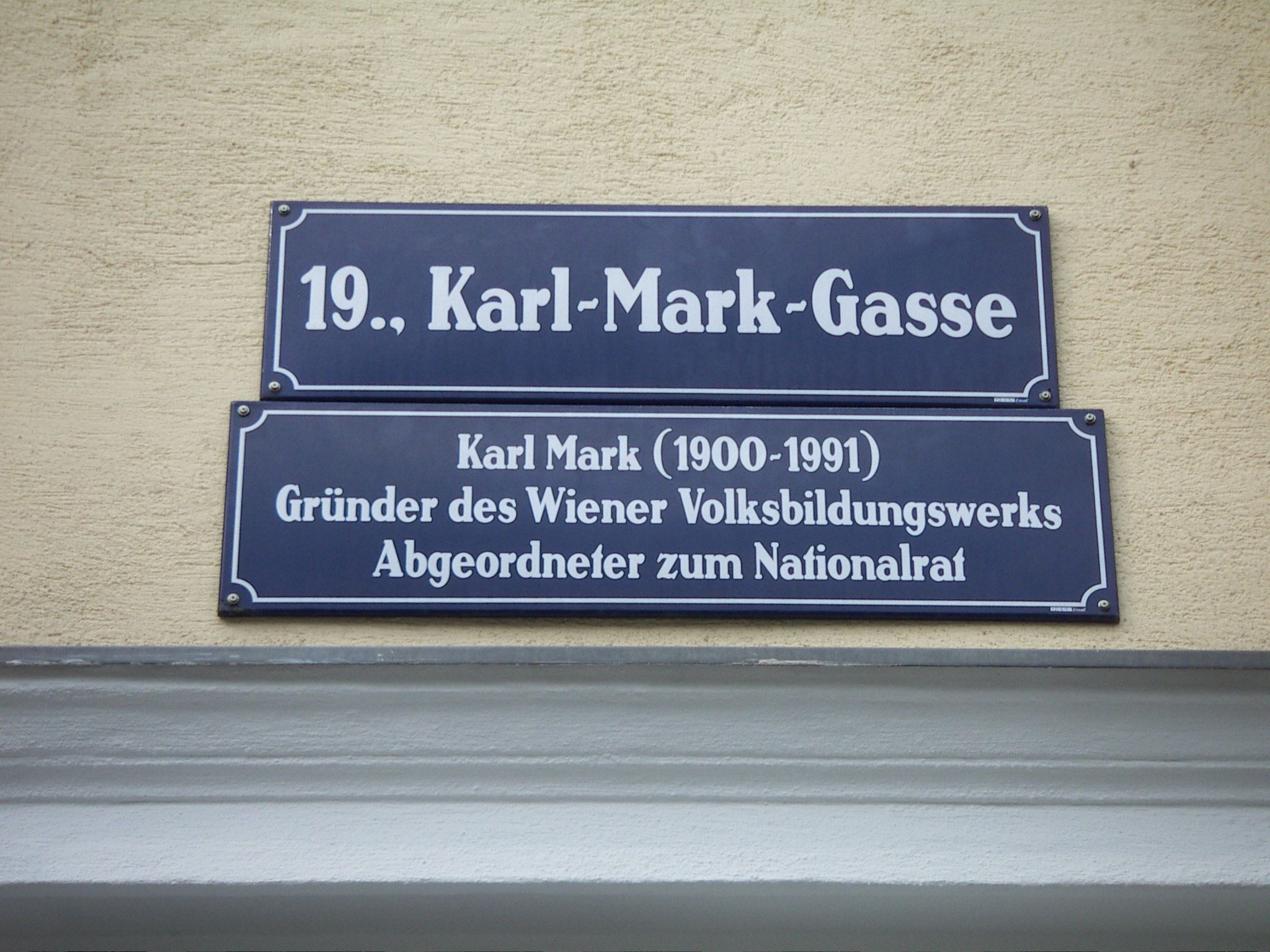
Straßenschild Karl-Mark-Gasse

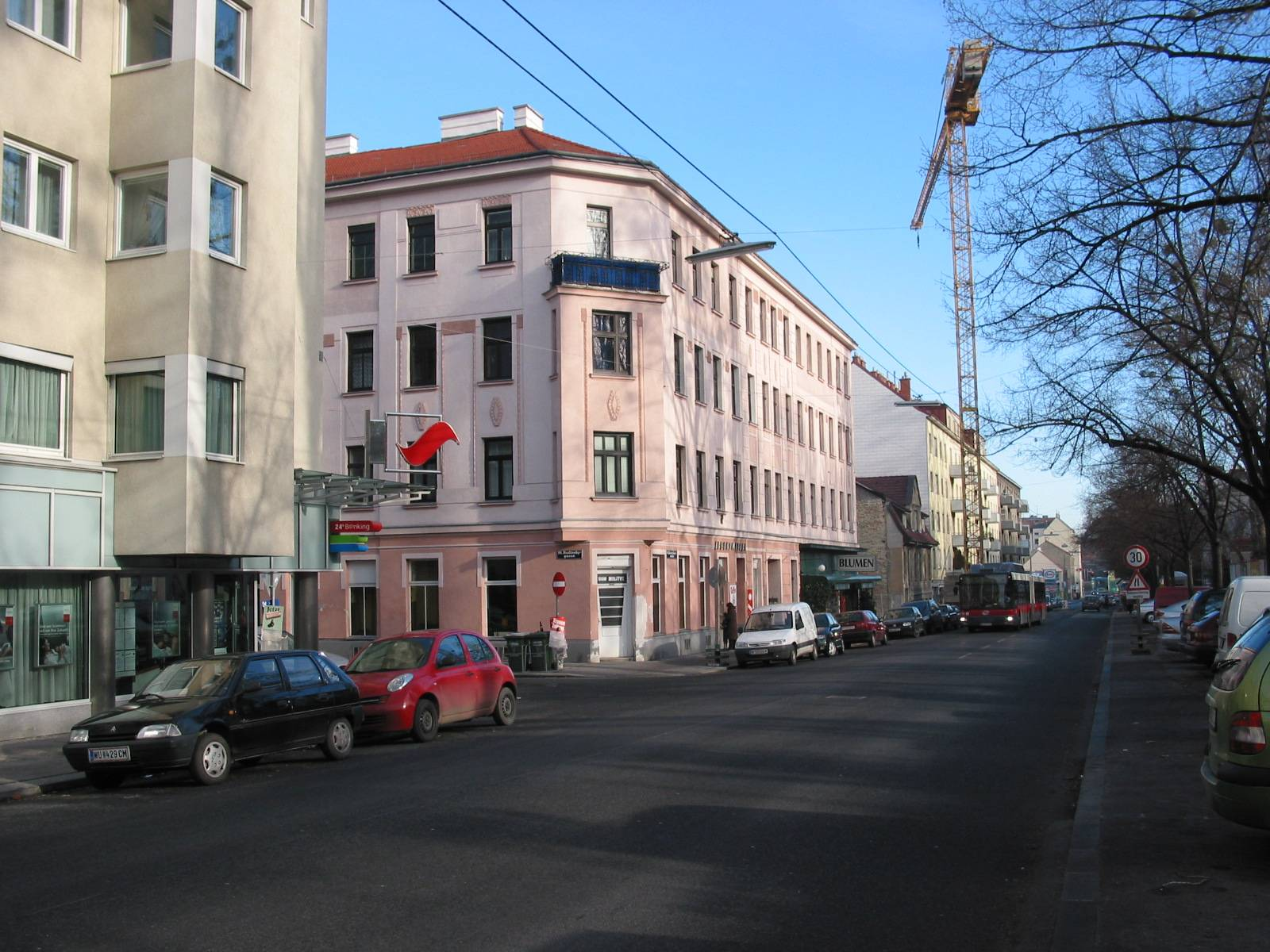
Die Krottenbachstraße

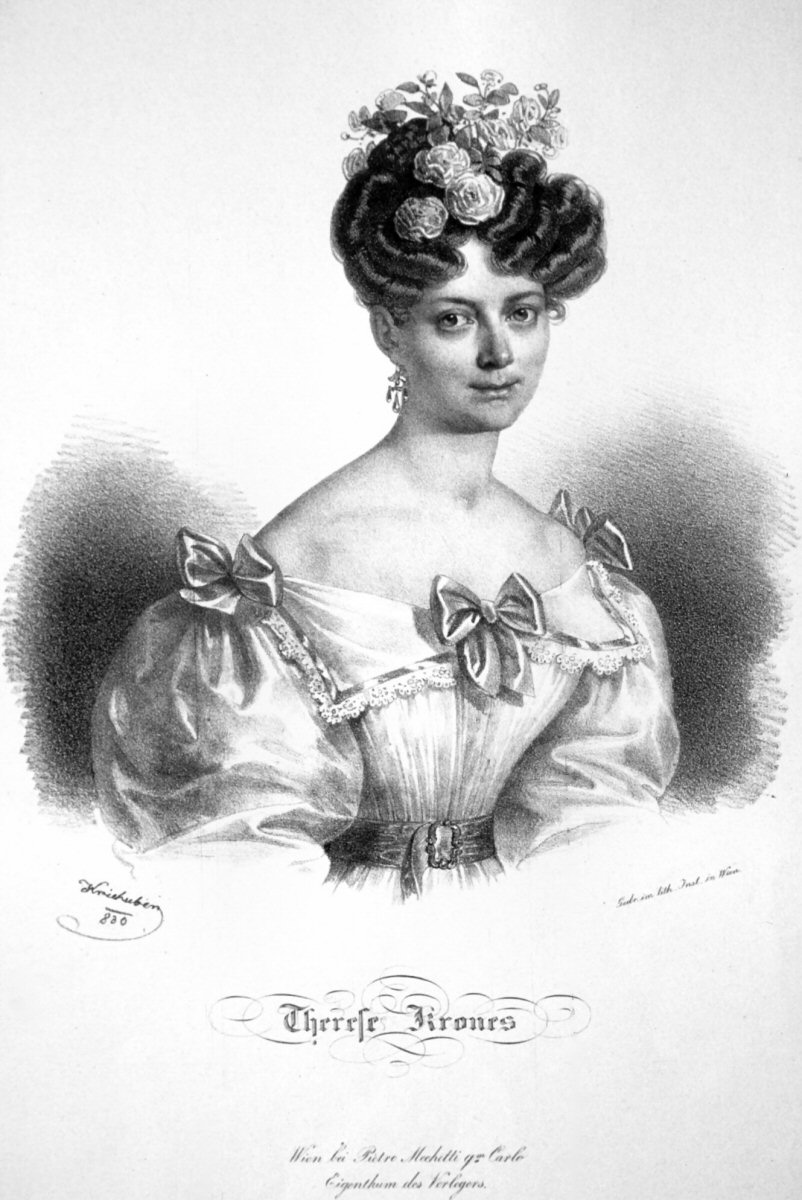
Therese Krones, Lithographie von Joseph Kriehuber 1830

- Kaasgrabengasse (Grinzing, Sievering), 1892 (bzw. schon 1876 in Untersievering) benannt nach einem hier ehemals verlaufenden Gewässer. Der Kaasgraben, 1331 erstmals urkundlich als Cheswassergraben genannt, erhielt seinen Namen vermutlich durch sein trübes Wasser mit Schwefelgehalt.
- Kahlenberger Straße (Heiligenstadt, Nussdorf, Josefsdorf), 1873/75 benannt nach dem 484 Meter hohen Kahlenberg, dem bekanntesten Aussichtspunkt auf Wien. Hieß zuvor in Nussdorf bis 1873 Lange Gasse, bzw. in Heiligenstadt bis 1875 Kahlenberger Weg.
- Kammerergasse (Pötzleinsdorf), 1930 benannt nach dem Biologen Paul Kammerer (1880–1926), Forscher an der ehemaligen Biologischen Versuchsanstalt „Vivarium“ im Wiener Prater. Berühmt wurde er durch seine Versuche mit Geburtshelferkröten, mit denen er die Vererbung erworbener Eigenschaften beweisen wollte. 1926 wurden Teile seiner Forschung als Fälschung entlarvt, worauf Kammerer Selbstmord beging. Die Gasse hieß von 1942 bis 1945 Frobergergasse.
- Kardinal-Innitzer-Platz (Oberdöbling), 1985 benannt nach Kardinal Theodor Innitzer (1875–1955), Professor für neutestamentliche Exegese an der Universität Wien (1911–1932), Rektor (1928–1929), Sozialminister (1929–1930), Erzbischof von Wien (ab 1932), Kardinal (ab 1933). Die Ausschaltung des Parlaments samt der Errichtung einer autoritären Diktatur durch Engelbert Dollfuß wurde von Innitzer begrüßt. Die Katholische Kirche war in den folgenden Jahren einer der Stützpfeiler des austrofaschistischen Systems. Sein Vorgänger war Friedrich Gustav Piffl (siehe die Kardinal-Piffl-Gasse im 13. Bezirk Hietzing); sein Nachfolger war Franz König (siehe den Kardinal-König-Platz, ebenfalls in Hietzing). Im Historikerbericht Straßennamen Wiens seit 1860 als „Politische Erinnerungsorte“ aus dem Jahr 2013 ist die Straße Gruppe B (Diskussionsbedarf) zugeordnet.[5]
- Karl-Decker-Weg (Heiligenstadt), 2011 benannt nach dem Fußballspieler und Fußballtrainer Karl Decker (1921–2005); er spielte ab 1934 bei der Vienna (deren Stadion sich am Karl-Decker-Weg befindet). In 609 Spielen für die Vienna erzielte der schusskräftige Rechtsverbinder insgesamt 605 Tore und wurde 1944 und 1950 österreichischer Torschützenkönig. In den Jahren 1958 bis 1964 war Karl Decker ÖFB-Teamchef, einer der erfolgreichsten in der Geschichte des österreichischen Fußballs.
- Karl-Mader-Weg (Neustift am Walde), 1979 benannt nach Karl Mader (1892–1962), Bezirksrat (1946–1962, SPÖ).
- Karl-Mark-Gasse (Oberdöbling), 1997 benannt nach dem Politiker Karl Mark (1900–1991), Bezirkssekretär der Sozialdemokraten in Döbling (1921–1934), Bezirksvorsteher von Döbling (1945), Parteiobmann der SPÖ Döbling (1945–1970), Abgeordneter zum Nationalrat (1945–1966), Generalsekretär des Bundes der politisch Verfolgten (1946–1948).
- Karthäuserstraße (Sievering), 1896 benannt nach dem Kartäuser-Kloster Gaming in Niederösterreich, das im 18. Jahrhundert die Grundherrschaft über Untersievering besaß. Die Straße wird fälschlicherweise mit „th“ geschrieben.
- Käthe-Gold-Weg (Grinzing), 2016 benannt nach der Schauspielerin Käthe Gold (1907–1997); nach Engagements an deutschen Theatern und in Zürich wurde sie 1947 Mitglied des Burgtheaters. Ihre klangvolle Stimme wurde an ihr besonders geschätzt, sie war eine ideale Darstellerin gebrochener Figuren, in die sie sich bedingungslos einfühlte. 1985 nahm sie im Theater in der Josefstadt von der Bühne Abschied.[33]
- Keylwerthgasse (Salmannsdorf), 1894 benannt nach Ignaz Keylwerth (1811–1885), Ehrenbürger von Salmannsdorf; er erbaute im Jahr 1875 das Haus Nr. 16 in der heutigen Keylwerthgasse. Die Gasse hieß zuvor Karolinengasse.
- Khevenhüllerstraße (Pötzleinsdorf), 1894 benannt nach dem Staatsmann Johann Joseph Khevenhüller-Metsch (1706–1776), hoher Beamter am Hof der Kaiserin Maria Theresia mit beträchtlichem politischem Einfluss. Von Bedeutung für die historische Forschung ist sein über 33 Jahre geführtes Tagebuch. Khevenhüller war im Besitz der Grundherrschaft über den Ort Pötzleinsdorf. Die Straße hieß ursprünglich Pötzleinsdorfer Hohlweg und danach Bergsteiggasse.
- Kindergartengasse (Heiligenstadt), benannt (Datum unbekannt) nach einem angeblich hier befindlichen städtischen Kindergarten. Allerdings befand sich zu keiner Zeit ein Kindergarten in dieser Gegend; möglicherweise liegt eine Verballhornung von Hintergartengasse vor.
- Klabundgasse (Heiligenstadt), 1933 benannt nach dem deutschen Schriftsteller Alfred Henschke (Pseudonym „Klabund“, 1890–1928); er verfasste 25 Dramen und 14 Romane, die zum Teil erst postum veröffentlicht wurden, weiters viele Erzählungen, zahlreiche Nachdichtungen und auch literaturgeschichtliche Werke.
- Kleeblattweg (Salmannsdorf, Neuwaldegg), 1996 benannt nach einer bereits zuvor ortsüblichen Bezeichnung; Weg in der Kleingartenanlage „Hügelwiese“.
- Kliergasse (Sievering), 1971 benannt nach dem Volksschullehrer und Volksliedforscher Karl Magnus Klier (1892–1966); er war Mitherausgeber der Zeitschrift Das deutsche Volkslied (1931–1950) und des Jahrbuchs des Österreichischen Volksliedwerkes (1957–1966). Ab 1955 widmete er sich dem Aufbau des Zentralarchivs des Österreichischen Volksliedwerkes. Klier verfasste mehr als 300 Arbeiten, zu seinen Hauptwerken zählt das Buch Volkstümliche Musikinstrumente in den Alpen (1956).[34] Siehe auch Kotekweg.
- Korntheuergasse (Heiligenstadt), 1912 benannt nach dem Schauspieler, Komiker und Regisseur Friedrich Josef Korntheuer (1779–1829); er spielte am Theater in Brünn, am Theater an der Wien, am Burgtheater sowie bei Emanuel Schikaneder. Korntheuer war ein beliebter Darsteller von martialischen Rollen und Pantoffelhelden; er zählte zu den bedeutendsten Volksschauspielern seiner Zeit. Ferdinand Raimund schrieb ihm einige Rollen auf den Leib.[35]
- Koschatgasse (Oberdöbling, Währing, Pötzleinsdorf), 1919 benannt nach dem Komponisten und Chorleiter Thomas Koschat (1845–1914), Leiter des Chors der Wiener Hofoper. Er gründete das Koschat Quintett, mit dem er durch Europa und Amerika tourte. Das Quintett spielte neben Walzern und Chorliedern auch Kärntner Lieder, die so über die Landesgrenzen hinaus bekannt wurden.
- Kosselgasse (Grinzing), 1933 benannt nach dem deutschen Mediziner und Physiologen Albrecht Kossel (1853–1927), Professor auf dem Lehrstuhl für Physiologie und Direktor des Physiologischen Institutes an der Universität Marburg (1895–1901), Professor an der Universität Heidelberg (ab 1901). 1910 erhielt er den Nobelpreis für Medizin „in Anerkennung seines Beitrags über das Wissen der Zellchemie durch seine Arbeiten an Proteinen einschließlich der Kernsubstanzen.“
- Kotekweg (Pötzleinsdorf), 1982 benannt nach dem Juristen und Volksliedforscher Georg Kotek (1889–1977); er war Vorstand des Wiener Volksgesangsvereins (ab 1924), Mitherausgeber der Zeitschrift Das deutsche Volkslied und ein Pionier volkstümlicher Rundfunksendungen.[36] Siehe auch Kliergasse. Im Historikerbericht Straßennamen Wiens seit 1860 als „Politische Erinnerungsorte“ aus dem Jahr 2013 ist die Straße Gruppe B (Diskussionsbedarf) zugeordnet.[5]
- Kranlweg (Sievering), benannt (Datum unbekannt) nach einem Dialektausdruck („Kranl“ = Krone) für die Krone, der Goldwährung Österreich-Ungarns, die von 1892 bis 1925 gültig war und vom Schilling abgelöst wurde.
- Krapfenwaldgasse (Grinzing), 1894 benannt nach dem Geheimen Kriegsrat Franz Joseph Krapf († 1732), Besitzer der Gegend; er ließ hier ein Waldhaus erbauen, das bald Krapfenhaus genannt wurde. Auch der Hügel Krapfenwaldl und in weiterer Folge das Krapfenwaldlbad sind nach Krapf benannt. Die Gasse hieß davor Kahlenberggasse.
- Kratzlgasse (Sievering), 1961 benannt nach dem Komponisten Karl Kratzl (1852–1904); er gründete 1879 ein Orchester, aus dem sich 1888 das Orchester des Etablissement Ronacher entwickelte. Kratzl komponierte Ouvertüren, Kammermusik, Salon- und Tanzstücke sowie populäre volkstümliche Lieder wie „Das Glück is a Vogerl“ und „Mir hat amal vom Himmel tramt“.[37] Siehe auch Anton-Karas-Platz, Arlethgasse, Gustav-Pick-Gasse, Hornigweg, Kroneggergasse, Ludwig-Gruber-Weg und Siolygasse.
- Kreilplatz (Heiligenstadt), 1905 benannt nach dem Astronomen und Meteorologen Karl Kreil (1798–1862), Professor für Physik an der Universität Wien (ab 1851); er gründete 1851 die Zentralanstalt für Meteorologie auf der Hohen Warte, deren erster Direktor er wurde. Der Platz hieß zuvor Hagenwiese. Siehe auch Hannplatz, Hohe Warte und Perntergasse.
- Kreindlgasse (Oberdöbling), 1884 benannt nach dem Ziegeleibesitzer Franz Kreindl (1840–1908), Bürgermeister von Oberdöbling (1879–1891). Hieß früher Gemeindegasse
- Kroneggergasse (Sievering), 1936 benannt nach dem volkstümlichen Komponisten Rudolf Kronegger (1875–1929); er galt als einer der talentiertesten Komponisten von Wienerliedern, seine Lieder wurden von Alexander Girardi gerne gesungen.[38] Siehe auch Anton-Karas-Platz, Arlethgasse, Gustav-Pick-Gasse, Hornigweg, Kratzlgasse, Ludwig-Gruber-Weg und Siolygasse.
- Kronesgasse (Grinzing), 1930 benannt nach der Schauspielerin und Soubrette Therese Krones (1801–1830); sie spielte am Leopoldstädter Theater (1821–1830) und am Theater an der Wien (1830), verstarb jedoch mit nur 29 Jahren.
- Krottenbachstraße (Neustift am Walde, Oberdöbling, Sievering), 1894 benannt nach dem, jetzt eingewölbten, Krottenbach, der sehr krötenreich war. Die früheste urkundliche Namensnennung Grotenbach findet sich schon 1330.[39] Die Straße hieß vorher Neustiftgasse.
- Kuchelauer Hafenstraße (Kahlenbergerdorf), 1984 benannt nach dem Kuchelauer Hafen, der 1875 erbaut wurde und seinen Namen von den Küchengärten („Kuchelgärten“) in der Au erhielt.
- Kuhngasse (Oberdöbling), 1949 benannt nach dem Gastwirt Wenzel Kuhn (1854–1933), Bezirksvorsteher von Döbling (1903–1919). Hieß von 1938 bis 1949 Poestiongasse.
- Kupfergasse (Nussdorf), 1973 benannt nach dem Maler und Bildhauer Johann Michael Kupfer (1859–1917); er zählte um 1900 zu den bedeutenden Schilderern des Wiener Volkslebens. Kupfer war Mitbegründer des Österreichischen Künstlerbundes, dessen Gründungsversammlung im Saal des Sickenberg-Schlösschen in Nußdorf, seinem damaligen Atelier, stattfand.
- Kurt-Apfel-Gasse (Oberdöbling), 2011 benannt nach Kurt Apfel (1927–2009); er betätigte sich als Heimatforscher und Fotograf, wirkte ab 1964 am Aufbau des Bezirksmuseums Döbling mit und war 1995–2009 dessen Leiter.[40]

## L

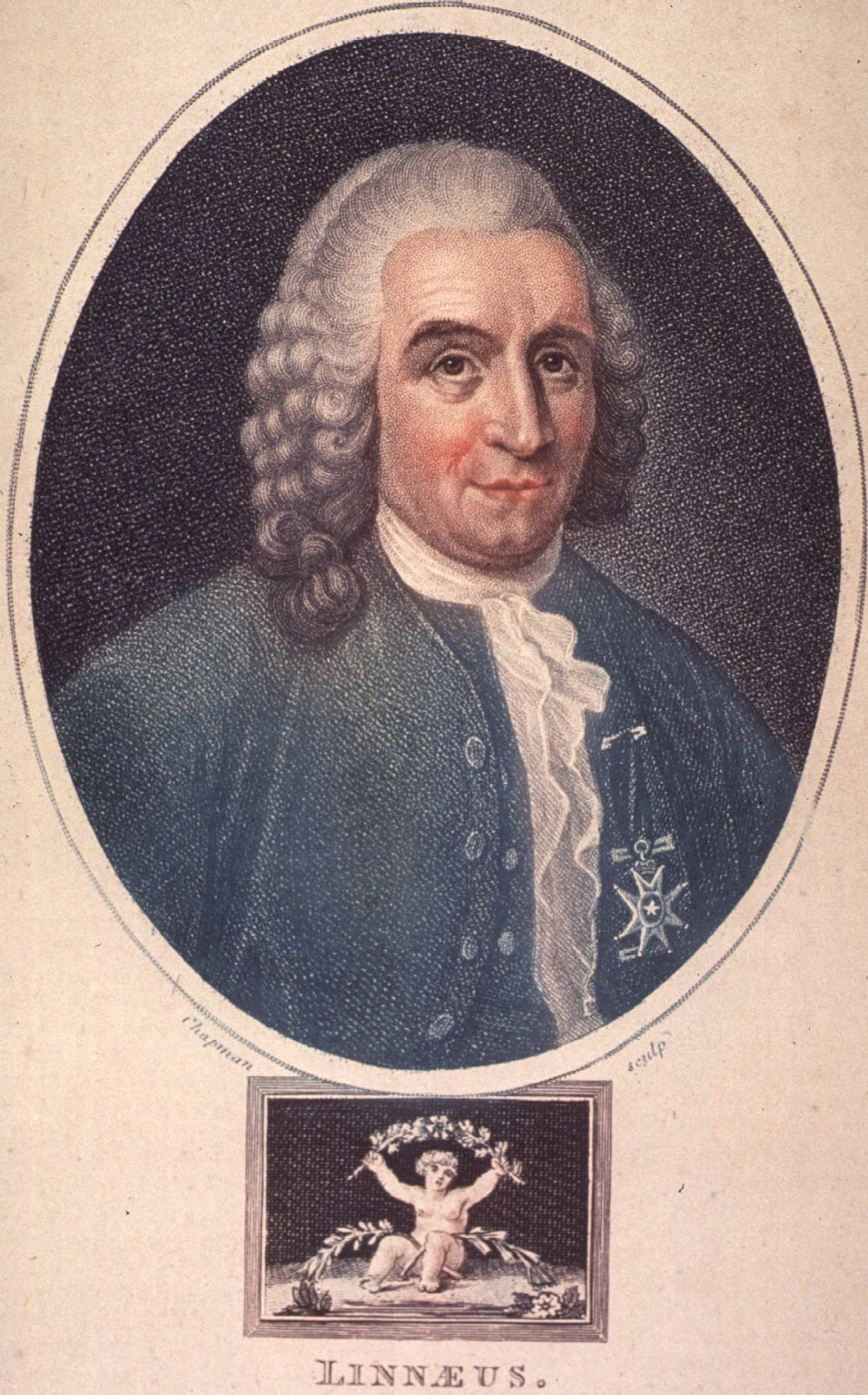
Carl von Linné

- Labanweg (Sievering), 1966 benannt nach dem ungarischen Tänzer, Choreografen und Tanztheoretiker Rudolf von Laban (eigentlich Rezső Laban de Váraljas, 1879–1958). Die von ihm entwickelte Tanzschrift, die Labanotation, wird weltweit zur Analyse von Bewegung genutzt, vorzugsweise aber für das Ballett. Laban gilt neben Émile Jaques-Dalcroze als wichtigster Anreger und Begründer des Deutschen Ausdruckstanzes.
- Langackergasse (Grinzing, Heiligenstadt), 1894 benannt nach einem bereits 1289 urkundlich belegten Riednamen. Hieß zuvor Langackerweg und in Grinzing Nussdorfer Straße.
- Langenaugasse (Oberdöbling), 1919 benannt nach dem Geistlichen Alois Langenau (1747–1809), k.k. Hof- und Burgpfarrer in der Hofburg, Religionslehrer und Beichtvater der Prinzessin Elisabeth von Württemberg, der späteren Frau des Kaisers Franz II.[41]
- Lannerstraße (Oberdöbling), 1894 benannt nach dem Komponisten und Violinisten Joseph Lanner (1801–1843); er gilt neben Johann Strauss (Vater) als Begründer des Wiener Walzers. Lanner war ein sehr produktiver Komponist. Sein musikalisches Erbe umfasst vor allem Walzer, Ländler, Galoppe, Potpourris und Tänze sowie Märsche. Seine bekanntesten Walzer sind der Pesther Walzer, Die Werber, Die Hofballtänze und Die Schönbrunner.
- Leidesdorfgasse (Oberdöbling), 1894 benannt nach dem Psychiater Maximilian Leidesdorf (1816–1889), Primararzt der Irrenabteilung im Allgemeinen Krankenhaus, Direktor der Döblinger Irrenheilanstalt. Die Gasse hieß zuvor Lerchengasse und zwischen 1938 und 1945 Hermann-Löns-Gasse.
- Leopold-Steiner-Gasse (Sievering, Grinzing), 1931 benannt nach dem Politiker Leopold Steiner (1857–1927), Wiener Gemeinderat (ab 1891), christlich-sozialer Reichsratsabgeordneter (1895–1911), Stadtrat (1917–1918), erster Landeshauptmann von Niederösterreich (1918–1919). Steiner förderte insbesondere den Bau der Nervenheilanstalt Steinhof.
- Leopold-Ungar-Platz (Heiligenstadt), 2014 benannt nach dem Geistlichen Leopold Ungar (1912–1992). Er promovierte 1935 zum Doktor der Rechte, trat dann in das Wiener Priesterseminar ein wurde 1947 Kaplan. Von 1950 bis 1988 war er Leiter der Caritas der Erzdiözese Wien und organisierte u. a. 1956 die Hilfe für die Flüchtlinge des ungarischen Volksaufstandes. 1953 wurde er zum Monsignore und 1963 zum Prälaten ernannt.
- Liechtenwerder Platz (Oberdöbling), 1904 benannt nach einer früheren, wiesenreichen Donauinsel. Werd ist eine alte Bezeichnung für Insel. Bereits im 13. Jahrhundert wurde die Insel als Altliechtenwerd erwähnt.
- Linnéplatz (Oberdöbling), 1907 benannt nach dem schwedischen Naturforscher Carl von Linné (eigentlich Carl Nilsson Linnæus, 1707–1778). Mit seinen Verzeichnissen Species Plantarum (für Pflanzen, 1753) und Systema Naturae (für Pflanzen, Tiere und Mineralien, 1758/1759 beziehungsweise 1766–1768) schuf Linné die Grundlagen der modernen botanischen und zoologischen Nomenklatur.
- Lißbauergasse (Oberdöbling), 1875 benannt nach Karl Lißbauer († 1861), Bürgermeister von Oberdöbling (1850–1861).
- Lotheißengasse (Grinzing), 1933 benannt nach dem Romanisten Ferdinand Lotheissen (1833–1887), Vorstand des Seminars für französische und englische Sprache an der Universität Wien.[42]
- Ludwig-Gruber-Weg (Neustift am Walde), 1979 benannt nach dem Komponisten, Sänger, Schriftsteller, Dirigenten und Theaterdirektor Ludwig Gruber (1874–1964). Sein Werk umfasst Opern und Operetten, Chor- und Kirchenkompositionen, aber auch Männerchöre, Singspiele und Volkslieder. Vor allem aber ist Ludwig Gruber für seine Wienerlieder bekannt, darunter „Mei Muatterl war a Weanarin“ und „Es wird a Wein sein und wir wern nimma sein“. Siehe auch Anton-Karas-Platz, Arlethgasse, Gustav-Pick-Gasse, Hornigweg, Kratzlgasse, Kroneggergasse und Siolygasse.

## M

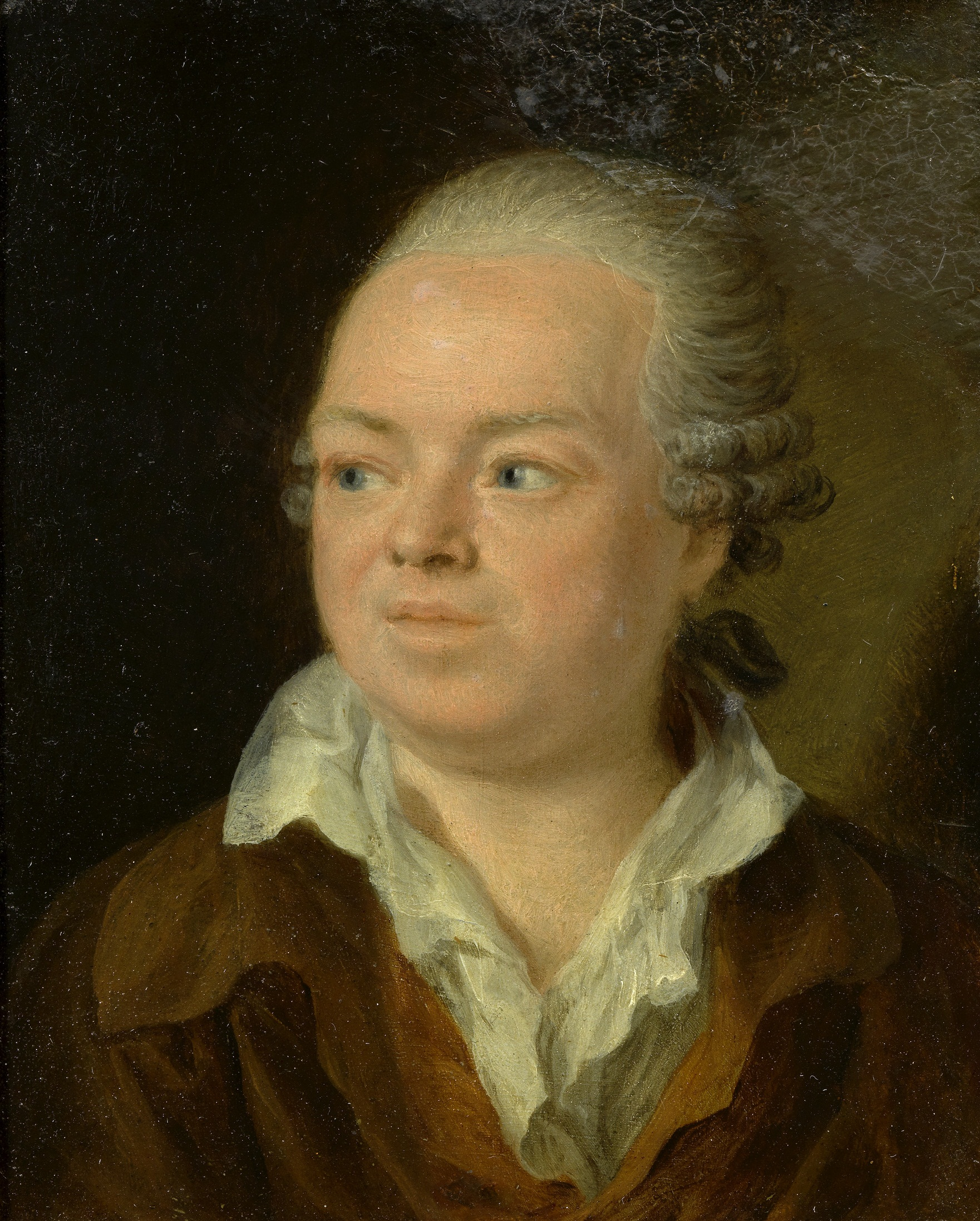
M. J. Schmidt: Porträt des Malers Franz Anton Maulbertsch, um 1764

- Mannagettagasse (Grinzing), 1894 benannt nach dem Hofmedikus und Hofmathematiker Johann Wilhelm Mannagetta von Lerchenau (1588–1666), Leibarzt der Kaiser Ferdinand II., Leopold I. und Ferdinand III. Da er kinderlos war gründete er 1661 die älteste Familienstiftung Österreichs, die Mannagetta-Stiftung. Die Stiftung war für die männlichen Nachkommen der Familie Mannagetta gewidmet; sie existiert heute noch und unterstützt Studenten.[43] Ein Nachkomme, Josef Baron von Mannagetta, wurde 1752 Besitzer des Trummelhofes in Grinzing.[44] Die Gasse hieß zuvor Schulgasse.
- Mannagettasteig (Grinzing), Benennungsdatum unbekannt; siehe Mannagettagasse.
- Marianne-Schmidl-Steig (Oberdöbling), 2024 benannt nach der Ethnologin und Bibliothekarin Marianne Schmidl (1890–1942); sie promovierte 1916 als erste Frau in Österreich in der Disziplin Völkerkunde. Anschließend war sie zunächst in verschiedenen Museen, später als Referentin in der Österreichischen Nationalbibliothek tätig, parallel dazu führte sie wissenschaftliche Forschungen auf dem Gebiet der afrikanischen Kulturgeschichte durch. Bedingt durch Erkrankungen und ihren Status als "Halbjüdin" wurde sie 1938 in den Ruhestand versetzt und 1942 ins Ghetto Izbica deportiert, ihr weiteres Schicksal ist ungeklärt.
- Marianne-Schönauer-Gasse (Oberdöbling), 2000 benannt nach der Schauspielerin Marianne Schönauer (1920–1997); sie wirkte am Volkstheater (1945–1948), Raimundtheater (1949), Landestheater Salzburg (1950), Wiener Stadttheater (1951) und dem Theater in der Josefstadt (1951–1987) und spielte in zahlreichen Filmen.
- Maria-Schaumayer-Platz (Unterdöbling), 2016 benannt nach der Wirtschaftswissenschaftlerin und Politikerin Maria Schaumayer (1931–2013); sie war im Bankwesen tätig und betätigte sich auch in der Politik. 1965–1973 war sie amtsführende Stadträtin (ÖVP) und 1969–1982 Mitglied des Wiener Gemeinderats. Von 1982 bis 1989 war sie Finanzvorstand der OMV, von 1990 bis 1995 Präsidentin der Oesterreichischen Nationalbank. Ab 2000 war sie Regierungsbeauftragte für die Entschädigung der Zwangsarbeiter unter dem NS-Regime. Der Platz ist eine kleine Verkehrsinsel zwischen Grinzinger Allee und Billrothstraße; er hieß 2014–2016 Schaumayerplatz.
- Maulbertschgasse (Salmannsdorf), 1961 benannt nach dem Maler Franz Anton Maulbertsch (1724–1796); er war ein österreichischer Maler des Spätbarock mit sehr individuellem Stil. Er schuf u. a. das Kuppelfresko der Piaristenkirche Maria Treu (1745), das Deckenfresko der Aula der Alten Universität (1767) und das Deckenfresko im Riesensaal der Hofburg in Innsbruck (1772).
- Max-Patat-Weg (Oberdöbling), 1997 benannt nach dem Lehrer Max Patat (1907–1995); er betätigte sich als Heimatforscher und war Leiter des Bezirksmuseum Döbling.
- Max-Raub-Weg (Kahlenbergerdorf), 2022 benannt nach dem Wassersportler Maximilian "Max" Raub (1926–2019); der Kanute gewann bei den Olympischen Sommerspielen 1952 und 1956 jeweils die Bronzemedaille im Zweier-Kajak.
- Medlergasse (Sievering), 1894 benannt nach Jakob der Medloer (sic!, Lebensdaten unbekannt), der um 1340 als Pfarrer von Sievering urkundlich erwähnt wurde. Die Gasse hieß zuvor Feldgasse.
- Mestrozigasse (Oberdöbling), 1963 benannt nach dem Musiker, Komponisten und Theaterdirektor Paul Mestrozi (1851–1928), Kapellmeister und Kompositeur am Theater in der Josefstadt, Direktor des Fürst-Theaters im Prater (1888–1892). Im Jahr 1895 wurde er Kapellmeister des Infanterieregiments 81 und 1900 wurde er als Kapellmeister an das Kaiser Jubiläums-Stadttheater berufen.[45][46]
- Michael-Neumann-Gasse (Heiligenstadt), 2008 benannt nach dem Mediziner Michael Neumann (1945–1999), Facharzt für Lungenkrankheiten, Präsident der Wiener Ärztekammer (ab 1985), Präsident der Österreichischen Ärztekammer (ab 1986), Generalsekretär der Österreichischen Gesellschaft für Lungenerkrankungen und Tuberkulose, Mitglied des Obersten Sanitätsrates.
- Michaelerwaldweg (Salmannsdorf), benannt (Datum unbekannt) nach der zum Michaelerwald verlaufenden Richtung des Weges. Der Michaelerwald bezieht seinen Namen vom Orden der Barnabiten; dessen Mönche wurden in Wien „Michaeler“ genannt, da ihre Wiener Ordensniederlassung die Michaelerkirche war.
- Mitterwurzergasse (Sievering, Neustift am Walde), 1928 benannt nach dem Burgschauspieler Friedrich Mitterwurzer (1844–1897); trotz seiner Festlegung auf dämonische Charaktere gilt er als ein Pionier der Natürlichkeit in der Schauspielkunst. Zwischen 1879 und 1884 arbeitete er als Regisseur am Wiener Stadttheater, danach wechselte er als Direktor an das Carltheater. Ab 1894 nahm er ein Engagement am Burgtheater an. Nach seiner Frau Wilhelmine Mitterwurzer ist der Mitterwurzerweg benannt.
- Mitterwurzerweg (Sievering), 1982 benannt nach der Schauspielerin Wilhelmine Mitterwurzer (1848–1909), sie spielte am Leipziger Stadttheater (1869–1871) und am Wiener Burgtheater (1871–1909). Ihre bedeutendsten Erfolge errang sie als Soubrette und im Konversationsstück.[47] Sie war die Ehefrau des Burgschauspielers Friedrich Mitterwurzer; siehe Mitterwurzergasse.
- Mooslackengasse (Heiligenstadt), 1874 benannt nach einem Flurnamen. Der Name entstammt von dem früheren Donauarm Mooslacke, der entlang der heutigen Heiligenstädter Straße führte und unter Kaiser Joseph II. trockengelegt wurde. Das so neugewonnene Gelände diente zur Anlage von Gärtnereien. Die Gasse hieß zuvor In der Halterau.
- Muchagasse (Neustift am Walde), 1978 benannt nach dem Arzt Viktor Mucha (1845–1919), Direktor des Allgemeinen Krankenhauses; er bemühte sich erfolgreich um die Modernisierung und Ausgestaltung der medizinischen und wissenschaftlichen Einrichtungen dieser Anstalt.[48]
- Mukenthalerweg (Grinzing), 1906 benannt nach einem Riednamen, der erstmals aus dem Jahre 1298 urkundlich überliefert ist (Muckenthal an dem Sweinsberg). „Mucke“ dürfte sich auf Mücke beziehen.
- Muthgasse (Heiligenstadt, Nussdorf), 1894 benannt nach dem Weinhauer Leopold Muth (1854–1893); Gemeinderat in Heiligenstadt (1888–1892), er engagierte sich für die Weinbautreibenden und berief 1890 den 1. Weinhauertag nach Nussdorf ein. Von 1890 bis 1893 war er christlich-sozialer Abgeordneter zum Niederösterreichischen Landtag, 1891 bis 1893 Mitglied des Abgeordnetenhauses des Reichsrats. Die Gasse hieß zuvor Gärtnergasse.

## N

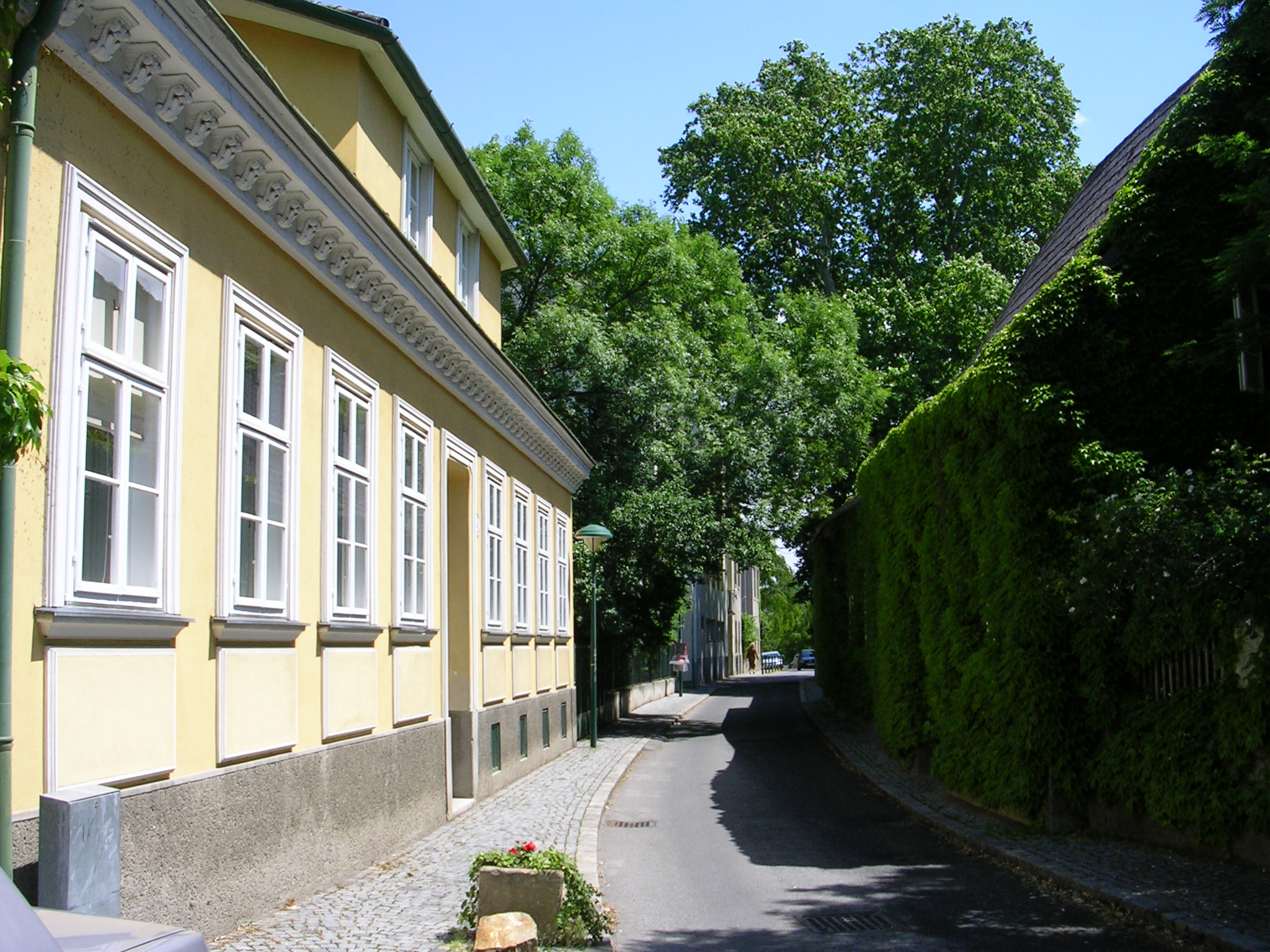
Nusswaldgasse

- Nasenweg (Kahlenbergerdorf), benannt (Datum unbekannt) nach dem Verlauf des Weges über die „Nase“ des Leopoldsbergs. Über diesen Steilabhang mit einer Hangneigung von 50 % bis 70 % fällt der Berg zur Donau ab.
- Nedergasse (Oberdöbling), 1910 benannt nach dem Maler Johann Michael Neder (1807–1882), genannt der "Schustermaler". Im Hauptberuf Schuhmacher, betätigte er sich auch erfolgreich als Maler. Er war ein Volksmaler des Wiener Biedermeier, der in naiv-realistischer Manier Porträts und Genreszenen aus dem Leben der Wiener Vorstädte schuf. Die Gasse hieß zuvor Langwebergasse.
- Nestelbachgasse (Heiligenstadt), 1894 benannt nach dem Nesselbach (auch Nestelbach), der im Unterlauf heute eingewölbt ist. Der Name des Baches stammt von den einst am Ufer zahlreich vorkommenden Brennnesseln. Die Gasse hieß zuvor Blutgasse.
- Neugebauerweg (Grinzing), 1960 benannt nach dem Theater- und Filmschauspieler Alfred Neugebauer (1888–1957); er spielte am Theater in der Josefstadt (1926–1946) und am Burgtheater (1946–1957) sowie in zahlreichen Filmen. Zusätzlich übte er die Tätigkeit eines Professors am Max Reinhardt Seminar (1933–1953) und an der Akademie für Musik und darstellende Kunst (1947–1957) aus.
- Neustift am Walde (Neustift am Walde), 1894 benannt zur Erinnerung an den Namen des ehemaligen Vororts Neustift am Walde, der 1330 erstmals urkundlich erwähnt und 1892 eingemeindet wurde. Die Straße hieß bis 1860 Hauptstraße und dann bis 1894 Wiener Straße.
- Nottebohmstraße (Sievering), 1921 benannt nach dem deutschen Musikwissenschaftler Martin Gustav Nottebohm (1817–1882); er widmete sich vor allem der Beschäftigung mit Schubert und Beethoven. In den Jahren 1868 und 1874 veröffentlichte er die ersten Werkverzeichnisse von Schubert und Beethoven, ab 1865 legte Nottebohm mehrere Bücher über Beethovens Skizzen und die daraus zu erkennende Kompositionstechnik vor. 1880 veröffentlichte er neue Forschungsergebnisse zu Mozart.
- Nussberggasse (Nussdorf, bis 1999 amtlich: Nußberggasse), 1894 benannt nach dem 332 Meter hohen Nussberg. Erstmals urkundlich erwähnt wurde der Nussberg 1226 als Nuzperc, im 14. bis 16. Jahrhundert wurde er als monte nucum erwähnt. Der Name deutet darauf hin, dass dieser Berg vor der Rodung mit Haselnusssträuchern und nahe bei Nussdorf mit Nussbäumen bewachsen war. Die Gasse hieß zuvor Weinberggasse.
- Nussdorfer Lände (Nussdorf, bis 1999 amtlich: Nußdorfer Lände), 1875 benannt auf Grund der Lage am Donaukanal bei Nussdorf. Eine Lände oder Schiffslände ist ein einfacher Landeplatz an einem Gewässer, also die einfachste Form eines Binnenhafens. Das Ufer ist befestigt und das Fahrwasser entsprechend verbreitert. Anders als bei einem ausgebauten Hafen sind Hafenwasser und Wasserstraße jedoch durch keinerlei Bauwerke voneinander abgegrenzt. Die Straße hieß zuvor Holzstraße und Wasserzeile.
- Nussdorfer Platz (Nussdorf, bis 1999 amtlich: Nußdorfer Platz), 1894 benannt zur Erinnerung an den alten Vorort Nussdorf, der 1114 urkundlich als Nuzdorf erwähnt und 1892 eingemeindet wurde. Der Platz hieß ursprünglich Hirschenplatz, dann ab 1809 Zimmerplatz und bis 1894 Hauptplatz.
- Nusswaldgasse (Oberdöbling, bis 1999 amtlich: Nußwaldgasse), 1894 benannt nach einem alten Flurnamen. Das Nußwaldl befand sich vormals zwischen der Herrengasse, der Hauptstraße und dem Döblinger Bach und war ehemals reich an Nussbäumen.[49] Die Gasse hieß um 1700 Unter-Döblinger Herrengasse, um 1750 Sommer- und Winterzeile, später Bachzeile, Herrengasse, 1828 schon Nusswaldgasse, dann bis 1894 Gemeindegasse.

## O
- Oberer Reisenbergweg (Grinzing), 1912 benannt nach dem 382 Meter hohen Reisenberg. Die Namensherkunft des Reisenbergs stammt entweder vom Reisig (Jungholz) am Berg oder vom „Reisenden Berg“, d. h. einem Berg an dem häufig Erdreich abrutscht. Erste historische Erwähnungen fand der Reisenberg 1238 als Reysenperge, als das Stift Zwettl hier Weinbau betrieb.
- Obersteinergasse (Oberdöbling), 1938 benannt nach dem Neurologen Heinrich Obersteiner (1847–1922), Professor für Pathologie und Anatomie des Nervensystems an der Universität Wien (1898–1919). Er errichtete 1900 das Institut für Neurologie der Universität Wien und regte die Gründung von Instituten zur Hirnforschung in Europa und den USA an. Zudem war Obersteiner Leiter der „Goergenschen Privat-Irrenanstalt“ in Oberdöbling.[50]
- Obkirchergasse (Oberdöbling), 1867 benannt nach dem Geistlichen Peter Obkircher (1782–1869), Pfarrer von Döbling.
- Ohmanngasse (Oberdöbling), 1938 benannt nach dem Architekten Friedrich Ohmann (1858–1927); ab 1898 gestaltete er gemeinsam mit Josef Hackhofer sämtliche Hochbauten und Brücken im Bereich der Wienfluss-Regulierung. Von 1899 bis 1907 leitete er den Bau der Neuen Hofburg in Wien. Ab 1904 war er Leiter der Meisterklasse für Architektur an der Akademie der bildenden Künste Wien.
- Oskar-Spiel-Gasse (Nussdorf), 1963 benannt nach dem Pädagogen und Psychologen Oskar Spiel (1892–1961). Im Rahmen der Wiener Schulreform unter Otto Glöckel versuchte er von 1920 bis 1934 zusammen mit Ferdinand Birnbaum und Franz Scharmer, die von der Individualpsychologie für die Pädagogik gewonnenen Erkenntnisse auf den Schulalltag zu übertragen. Oskar Spiel unterrichtete zeitweise an einer Schule in der späteren Oskar-Spiel-Gasse. Siehe auch den Otto-Glöckel-Weg im 22. Bezirk Donaustadt.
- Osterleitengasse (Oberdöbling), 1894 benannt nach einem Flurnamen. Der Name entstammt von der nach Osten weisenden „Leiten“. Leite bezeichnet einen recht steilen Berghang, der früher als Weide für Schafe oder Ziegen genutzt wurde und seit längerer Zeit brach liegt. Die Gasse hieß zuvor Schlossgasse und zwischen 1939 und 1945 Hubert-Klausner-Gasse.

## P

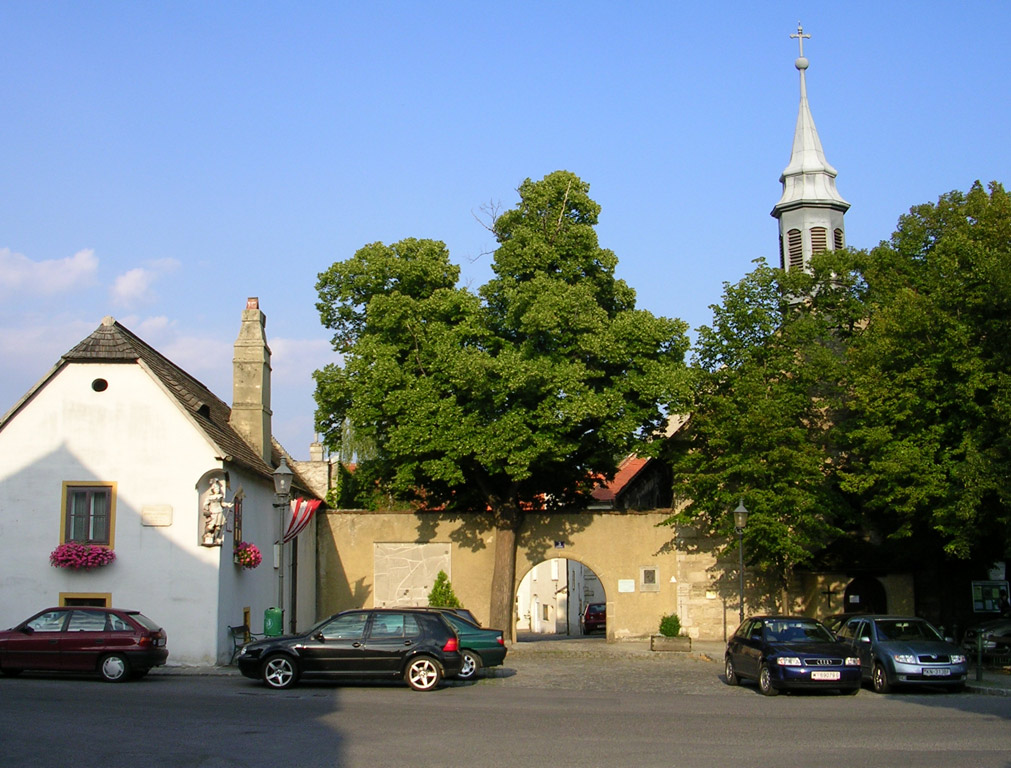
Der Pfarrplatz in Heiligenstadt

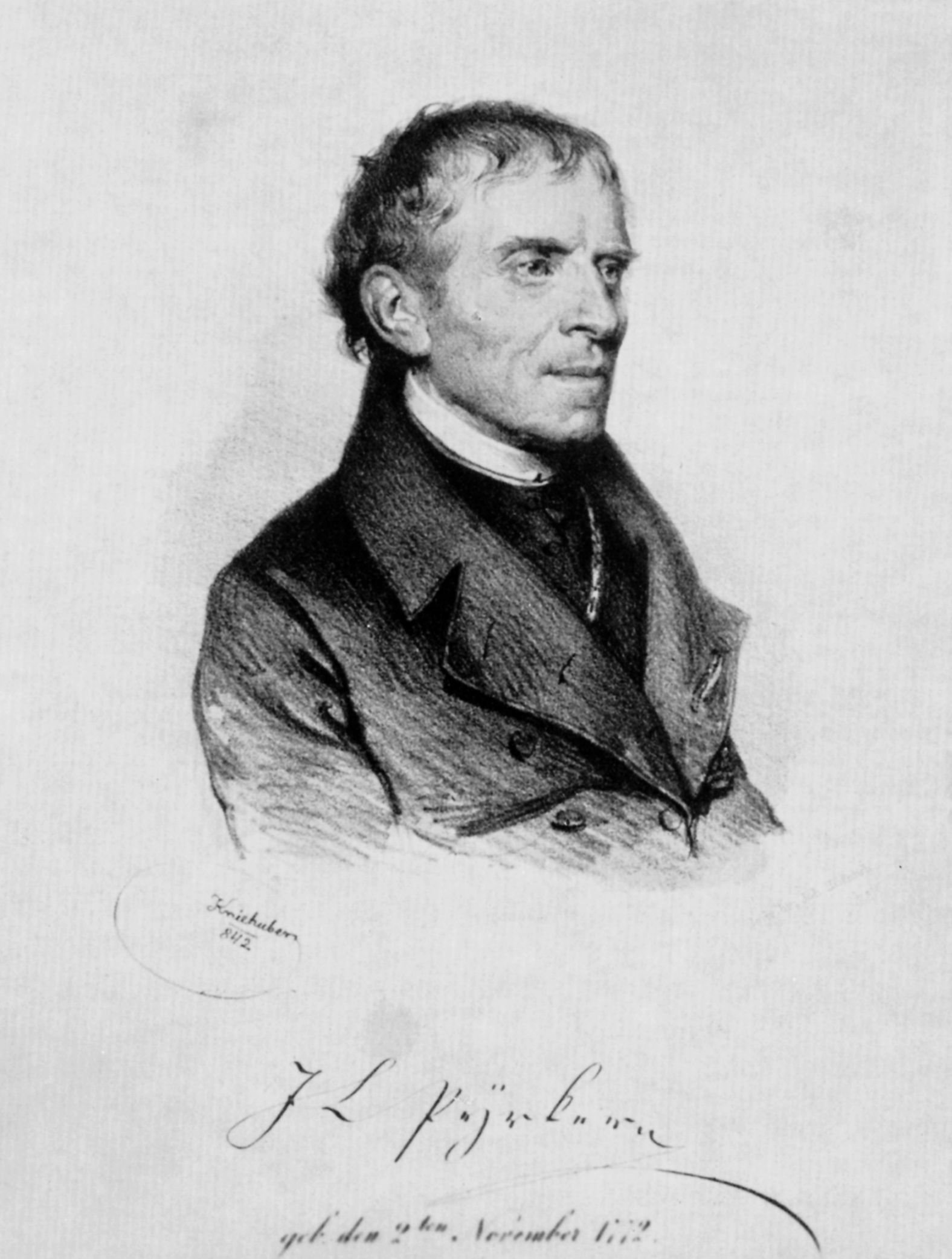
Johann Ladislaus Pyrker, Lithographie von Josef Kriehuber 1842

- Paletzallee (Neustift am Walde), Benennungsdatum unbekannt, Benennung unklar. Im 16. Bezirk Ottakring existiert eine Paletzgasse; diese ist nach dem Pfarrer Emanuel Paletz (1816–1900) benannt, der 1868 die Kinderbewahranstalt in Ottakring gründete.
- Pantzergasse (Oberdöbling), 1884 benannt nach dem Gastwirt Johann Pantzer (ca. 1802–1842); er erbaute um 1820 das erste Haus in dieser Gasse. Die ungefähren Lebensdaten finden sich in der Wiener Zeitung vom 31. Mai 1842 (Liste der Verstorbenen) sowie 19. und 21. Sept. 1842 (Convocation der Verlassenschafts-Gläubiger)
- Paradisgasse (Sievering, Unterdöbling), 1894 benannt nach der Komponistin und Pianistin Maria Theresia Paradis (1759–1824), die als etwa dreijähriges Kind erblindete. Berühmt wurde die vorzügliche Pianistin durch ausgedehnte Konzertreisen. Während ihrer Reisen begann sie Klaviermusik und Lieder zu schreiben, und nach ihrer Rückkehr widmete sie sich in Wien zusehends der Komposition. Die Gasse hieß ursprünglich Kreuzgasse und dann Paradiesgasse.
- Pater-Zeininger-Platz (Sievering), 1997 benannt nach dem Priester Josef Zeininger (1916–1995); er war Pfarrer der Kirche „In der Krim“, Bischofsvikar, und Gründer der katholischen Arbeiterjugend Österreichs.
- Patzakweg (Sievering), 2010 benannt nach dem Sänger Julius Patzak (1898–1974); international bekannt wurde er durch seine Mozart-Partien bei den Münchner Festspielen in den dreißiger Jahren. Er gehörte 1945–1959 der Wiener Staatsoper an, war ab 1948 Professor an der Wiener Musikakademie und bis 1966 als Sänger tätig. Weg in der Kleingartenanlage „Hackenberg“.
- Paula-Wessely-Weg (Grinzing), 2002 benannt nach der Schauspielerin Paula Wessely (1907–2000); sie spielte am Deutschen Volkstheater (ab 1924), am Theater in der Josefstadt (1929–1952), am Burgtheater (1953–1985), bei den Salzburger Festspielen und in zahlreichen Filmen. Verheiratet war sie mit dem Schauspieler Attila Hörbiger. Nach ihrer Tante Josephine Wessely ist der Josefine-Wessely-Weg im 12. Bezirk Meidling benannt. Im Historikerbericht Straßennamen Wiens seit 1860 als „Politische Erinnerungsorte“ aus dem Jahr 2013 ist die Straße Gruppe B (Diskussionsbedarf) zugeordnet.[5]
- Paul-Ehrlich-Gasse (Grinzing), 1947 benannt nach dem deutschen Chemiker, Arzt, Serologen und Immunologen Paul Ehrlich (1854–1915); er gilt mit seinen Forschungen als Begründer der Chemotherapie und entwickelte als erster eine medikamentöse Behandlung gegen Syphilis. Außerdem war er beteiligt an der Entwicklung des Serums gegen Diphtherie. 1908 erhielt er zusammen mit Ilja Iljitsch Metschnikow den Nobelpreis für Medizin für die Begründung der Immunologie. Die Gasse hieß zuvor Hinter Grinzinger Brauhaus (1933–1935), Paul-Ehrlich-Gasse (1935–1938) und Guschelbauergasse (1938–1947).
- Peezgasse (Oberdöbling), 1926 benannt nach dem Industriellen, Nationalökonomen, Politiker und Kulturhistoriker Alexander von Peez (1829–1912), leitender Funktionär in zahlreichen Wirtschaftsverbänden und politischen Institutionen. Verdienste erwarb er sich vor allem bei der Gründung der Postsparkasse, der Zentralbank der deutschen Sparkassen, dem Ausbau des böhmischen Eisenbahnnetzes und um die Sanierung der Ersten Donau-Dampfschiffahrts-Gesellschaft. 1903 regte er den Bau des Hauses der Industrie in Wien am Schwarzenbergplatz an. Im Historikerbericht Straßennamen Wiens seit 1860 als „Politische Erinnerungsorte“ aus dem Jahr 2013 ist die Straße Gruppe C (demokratiepolitisch relevante biographische Lücken) zugeordnet.[5]
- Perntergasse (Heiligenstadt), 1910 benannt nach dem Meteorologen Josef Maria Pernter (1848–1908), Professor der kosmischen Physik an der Universität Innsbruck (1892–1897), Professor an der Universität Wien (ab 1897), Direktor der Zentralanstalt für Meteorologie und Geodynamik auf der Hohen Warte. Sein Haupt- und Lebenswerk stellt die „Meteorologische Optik“ dar.[51] Die Gasse hieß zuvor Aussichtsweg. Siehe auch Hannplatz, Hohe Warte und Kreilplatz.
- Peter-Alexander-Platz (Grinzing), 2012 benannt nach dem Sänger, Schauspieler und Showmaster Peter Alexander (1926–2011); von Mitte der 1950er bis Mitte der 1990er Jahre gehörte er zu den populärsten Unterhaltungskünstlern im deutschsprachigen Raum. Er trat von 1952 bis 1972 als Darsteller in insgesamt 38 Unterhaltungs- und Revuefilmen auf, in denen er zumeist auch als Sänger zu hören war. Dabei nahm er 156 Singles und über 120 Original-Langspielplatten auf. Ab 1952 war er regelmäßiger Gast im Fernsehen, 1969–1996 hatte er eine eigene Peter-Alexander-Show.
- Peter-Altenberg-Gasse (Salmannsdorf), 1929 benannt nach dem Schriftsteller Peter Altenberg (eigentlich Richard Engländer, 1859–1919); er führte das Leben eines Bohemiens und verbrachte die meiste Zeit in Kaffeehäusern. Von kurzen Eindrücken, flüchtigen Begegnungen und zufällig mitgehörten Gesprächen inspiriert, schrieb Altenberg als Gelegenheitskünstler kleine Prosastücke. Diese stellen eine impressionistische Studie der Gesellschaft und des Lebens der Wiener Moderne dar. Die Gasse hieß von 1938 bis 1947 Droste-Hülshoff-Gasse.
- Peter-Jordan-Straße (Oberdöbling, Währing), 1904 benannt nach dem Agrarwissenschaftler Peter Jordan (1751–1827), Professor für allgemeine Naturgeschichte an der Universität Wien (ab 1783), Direktor der kaiserlichen Güter in Vösendorf und Laxenburg (ab 1806). Er war einer der Begründer des landwirtschaftlichen und forstwirtschaftlichen Unterrichts und entwickelte neue Methoden der planmäßigen Bodenbearbeitung.
- Pfarrplatz (Heiligenstadt), 1894 benannt nach der hier gelegenen Heiligenstädter Pfarrkirche St. Michael. Der Platz hieß frühen Am Platz und von 1935 bis 1943 Hermaplatz.
- Pfarrwiesengasse (Unterdöbling), 1894 benannt nach einem Flurnamen. Hieß zuvor Karlsgasse.
- Philippovichgasse (Oberdöbling), 1926 benannt nach dem Ökonomen und Politiker Eugen Philippovich von Philippsberg (1858–1917), Professor an der Universität Wien (ab 1893); er war einer der führenden Repräsentanten der 1896 gegründeten Sozialpolitischen Partei. Philippovich war Mitglied im 1873 gegründeten Verein für Socialpolitik, engagierte sich für den Aufbau eines Sozialstaats und für gemäßigten Kolonialismus.
- Pokornygasse (Oberdöbling), 1894 benannt nach dem Lehrer Alois Pokorny (1826–1886), Schuldirektor (ab 1864). Er betätigte sich als Botaniker und veröffentlichte grundlegende Arbeiten über die Flora in Österreich-Ungarn. Als Pädagoge setzte er sich besonders für den Schultyp des Realgymnasiums ein und verfasste zahlreiche Schulbücher.[52] Die Gasse hieß von ca. 1721 bis 1800 Kuhdrift, ab 1819 Viehtriebgasse und ab 1830 Donaustraße.
- Probusgasse (Heiligenstadt), 1894 benannt nach dem römischen Kaiser Marcus Aurelius Probus (232–282), der angeblich den – schon lange bestehenden – Weinbau in den römischen Nordprovinzen legalisierte. Die Gasse hieß zuvor Herrengasse.
- Püchlgasse (Heiligenstadt), 1938 benannt nach dem Lehrer Anton Püchl (1852–1914), Bezirksschulinspektor; er reformierte das gewerbliche Fortbildungsschulwesen.
- Pyrkergasse (Oberdöbling), 1894 benannt nach dem Geistlichen und Dichter Johann Ladislaus Pyrker (1772–1847), Abt des Stifts Lilienfeld (1812–1818), Bischof von Zips (ab 1818), Patriarch zu Venedig (ab 1821), Erzbischof von Erlau/Eger (ab 1827). Sein literarisches Werk umfasst historische Dramen, an Klopstock anknüpfende Patriarchaden sowie historische Versepen in rhetorisch-klassizistischem Stil. Seine Dichtungen sind von nationalem Pathos und Religion geprägt. Die Gasse hieß ursprünglich Plankengasse, danach Parkgasse und später Alleegasse.

## R

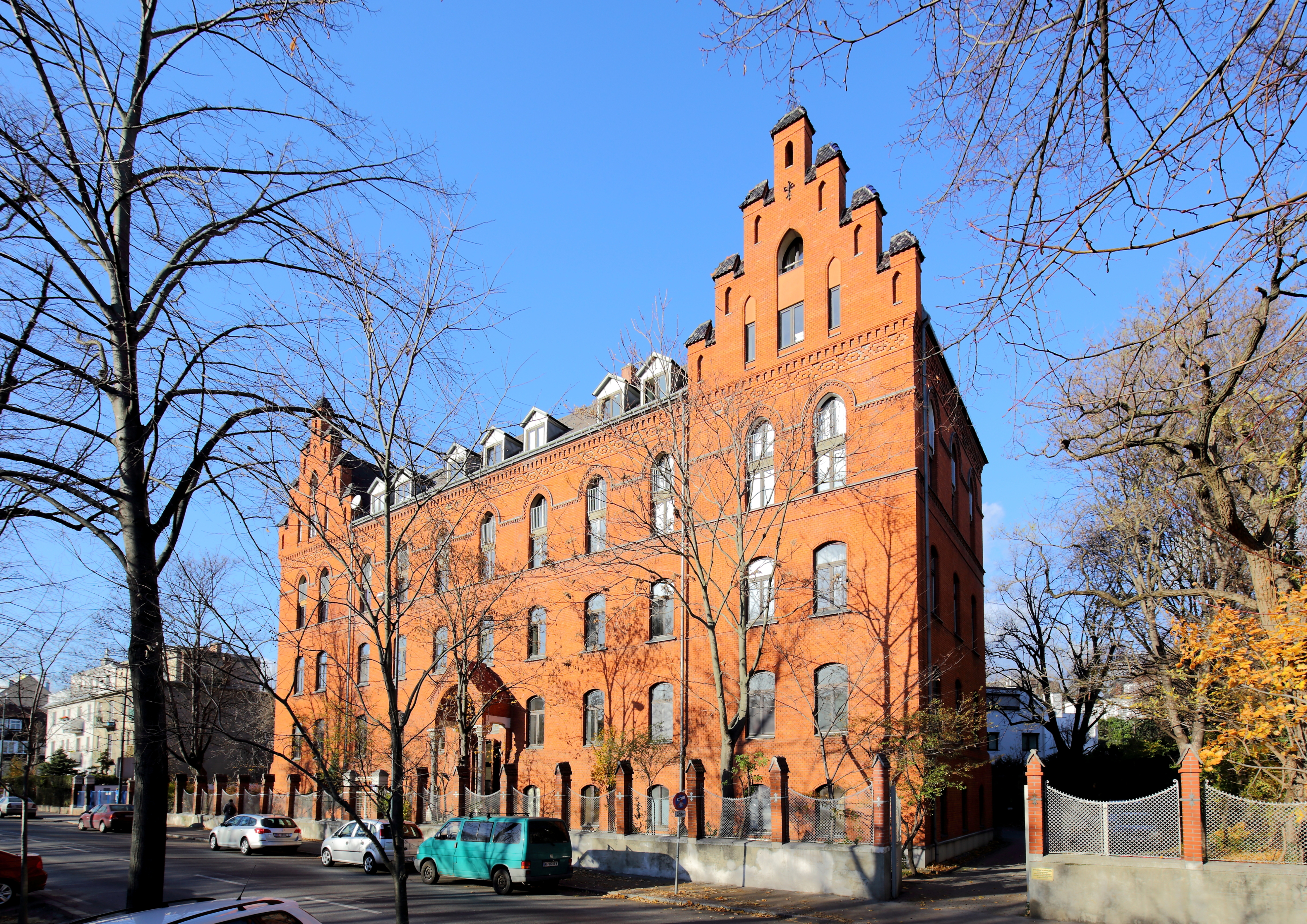
Ehemaliges israelitisches Mädchenwaisenhaus in der Ruthgasse

- Radelmayergasse (Oberdöbling), 1894 benannt nach dem Gastwirt Johann Nikolaus Radelmayer (1662–1724). Hieß zuvor Leibenfrostgasse.
- Raffelspergergasse (Pötzleinsdorf), 1922 benannt nach dem Geografen und Kartografen Franz Raffelsberger (auch Raffelsperger, 1793–1861), Beamter im Postdienst (1820–1851). Er bemühte sich um Verbesserungen im Reisepostwesen der Monarchie und verfasste zahlreiche literarische und kartografische Arbeiten über die europäischen Länder. In späteren Jahren widmete er sich hauptsächlich dem Druck von Landkarten; diese wurden eine Grundlage für die Modernisierung des Öffentlichen Verkehrs.[53]
- Raimund-Zoder-Gasse (Sievering), 1966 benannt nach dem Lehrer Raimund Zoder (1882–1963); seine Lebensaufgabe war die Pflege und Sammlung der Volksmusik. Er war Lehrer für Volksmusik und Brauchtum an der Wiener Musikhochschule (1937–1938 und 1945–1953), führte eine Neuordnung des Niederösterreichischen Volksliedarchivs durch (1946–1959) und war Mitherausgeber der Zeitschrift „Volkslied, Volkstanz, Volksmusik“.[54][55] Der Raimund-Zoder-Park ist ebenfalls nach ihm benannt.
- Rampengasse (Heiligenstadt), benannt (Datum unbekannt) nach der ehemaligen Zufahrt zu den Rampen des Frachtenbahnhofes der Franz-Josefs-Bahn.
- Rathstraße (Neustift am Walde), 1894 benannt nach Leopold Rath (1834–1894), dem letzten Bürgermeister von Neustift am Walde. Die Familie Rath zählt zu den ältesten Familien in Neustift am Walde, fünf Neustifter Bürgermeister kamen aus ihrer Linie. Die Straße hieß bis 1876 Grottenbachgasse bzw. Krottental und dann bis 1894 Sieveringer Straße.
- Rehgassl (Sievering, bis 1999 amtlich: Rehgaßl), 1986 benannt nach einem alten Wegnamen.
- Reimersgasse (Heiligenstadt), 1960 benannt nach dem deutsch-österreichischen Schauspieler Georg Reimers (1860–1936); er spielte ab 1885 am Wiener Hofburgtheater, 1890 wurde er zum Hofschauspieler ernannt. Zu seinen bevorzugten Rollen gehörten unter anderem Egmont, Karl Moor, König Lear und König Ottokar.
- Reinischgasse (Grinzing), 1935 benannt nach dem Ägyptologen und Afrikanisten Leo Reinisch (auch Simon Leo Reinisch, 1832–1919), Privatdozent an der Universität Wien (ab 1861). Er erforschte vor allem die Sprachen der Völker von Nordostafrika und gilt als Begründer der Ägyptologie und Afrikanistik in Österreich. Im Jahr 1884 wurde er Mitglied der Österreichischen Akademie der Wissenschaften. Die Gasse hieß von 1938 bis 1947 Langbehngasse (nach Julius Langbehn).
- Reithlegasse (Oberdöbling), 1894 benannt nach Johann Reithle (1744–1812), Ortsrichter von Döbling (um 1800). Hieß zuvor Hermannstraße.
- Relegasse (Nußdorf), nicht amtliche Bezeichnung.
- Renate-Holm-Platz (Oberdöbling), 2024 benannt nach der Sängerin  und Schauspielerin Renate Holm (1931–2022). Die in Berlin als Renate Franke geborene Sängerin war zunächst als Schlagersängerin und Schauspielerin in ihrer Heimat aktiv, ehe sie 1957 an der Wiener Volksoper engagiert wurde. 1961 wechselte sie an die Wiener Staatsoper, deren Ensemble sie von 1964 bis 1991 angehörte. Darüber sang sie mehrmals bei den Salzburger Festspielen und in Opernhäusern auf der ganzen Welt, ferner wirkte sie bei zahlreichen Aufnahmen und Opernfilmproduktionen mit.
- Reumannstraße (Neustift am Walde), benannt (Datum unbekannt) nach dem Politiker Jakob Reumann (1853–1925), erster sozialdemokratischer Bürgermeister von Wien (1919–1923). Er war wesentlich verantwortlich für die sozialreformerische Gemeindepolitik der regierenden Wiener Sozialdemokraten. Die Reformen im „Roten Wien“ betrafen vor allem den städtischen Wohnbau und den Mieterschutz, das Gesundheits- und Fürsorgesystem sowie das Bildungs- und Freizeitangebot. Unter seiner Amtsführung wurde 1923 das erste große Wohnbauprogramm beschlossen, das den Bau von 25.000 Gemeindewohnungen innerhalb von fünf Jahren vorsah. Auch der Reumannplatz im 10. Bezirk Favoriten ist nach ihm benannt.
- Richard-Kralik-Platz (Oberdöbling, Währing), 1934 benannt nach dem Schriftsteller und Kulturphilosophen Richard Kralik (1852–1934); er wollte die Gegenwart und die Zukunft zu einer aus der Religion und dem Volkstum aufsprossenden Kulturblüte erheben, die der Antike gleichwertig wäre. Der Verwirklichung dieses romantisch-katholischen Kulturprogramms widmete er Leben und Werk. Der Platz hieß bis 1920 Carl-Ludwig-Platz und dann bis 1934 Weimarer Platz.
- Ringweg (Grinzing), 1937 benannt nach einem Flurnamen. „Rink“ bezeichnet in Flurnamen meist einen bogenförmigen Hügel.
- Rodlergasse (Oberdöbling), benannt 1898 nach dem Lehrer Moritz Rodler (1831–1882), Schuldirektor, Gemeinderat in Oberdöbling.
- Rosenweg (Grinzing), nicht amtliche Bezeichnung.
- Rückaufgasse (Oberdöbling), 1919 benannt nach dem Komponisten und Pianisten Anton Rückauf (1855–1903); seine Bedeutung als Komponist liegt in erster Linie in seinem Liedschaffen, das einige Popularität erzielte, während seiner Oper „Die Rosentalerin“ kein Erfolg beschieden war. Als Pianist wirkte er vor allem als Liedbegleiter und Klavierlehrer, Arthur Schnitzler zählte zu seinen Schülern.[56]
- Rudolfinergasse (Unterdöbling), 1894 benannt nach der 1882 erbauten Krankenanstalt Rudolfinerhaus, die sich in der Billrothstraße in Döbling befindet. Treibende Kraft bei der Errichtung war der Chirurg Theodor Billroth; siehe auch Billrothstraße. Die Gasse hieß um 1750 Sommerzeile und Winterzeile, 1828 Kothgasse, und dann bis 1894 Lange Gasse.
- Rudolf-Friedl-Stiege (Kahlenbergerdorf), 2008 benannt nach dem Bildhauer, Keramiker und Restaurator Rudolf Friedl (1921–2007), Konservator am Wiener Magistrat; er wirkte als Denkmalpfleger und Restaurator bei vielen Projekten in Wien. Als Bildhauer schuf er vor allem Bauplastiken und Büsten, so etwa das Denkmal für Robert Stolz im Stadtpark (1980). Im Pfarrhof des Kahlenbergerdorfes steht sein „Pfaff vom Kahlenberg“ (1981).[57] Siehe auch Wigandgasse.
- Rudolf-Gelbard-Gasse (Heiligenstadt), 2022 benannt nach dem Holocaustüberlebenden und Aktivisten Rudolf Gelbard (1930–2018); er überlebte das KZ Theresienstadt, in das er als Kind deportiert wurde. In der Folge war er an zahlreichen antifaschistischen Protestaktionen beteiligt und trat als Zeitzeuge an Schulen und Universitäten auf.
- Rudolf-Kassner-Gasse (Grinzing, Heiligenstadt), 1960 benannt nach dem Schriftsteller, Essayisten, Übersetzer und Kulturphilosophen Rudolf Kassner (1873–1959); sein Werk ist äußerst eigenwillig und zeugt zugleich von immenser Belesenheit. Kassner selbst wollte es in drei Perioden eingeteilt wissen: 1900–1908 der Ästhetizismus, 1908–1938 die Physiognomik und ab 1938 autobiografische Schriften, religiös-mystische Essays und „meta-politische“ Deutungen des Weltgeschehens. Die Gasse hieß zuvor teilweise Springsiedelweg.
- Ruthgasse (Unterdöbling), 1894 benannt nach der biblischen Ruth. Das „Buch Rut“ bzw. „Ruth“ ist ein Buch des (jüdischen) Tanach bzw. des (christlichen) Alten Testamentes. Anlass für die Namensgebung war ein 1875 errichtetes israelitisches Waisenhaus. Die Gasse hieß zuvor Feldgasse und von 1938 bis 1947 Zumbuschgasse.

## S
- Saarplatz (Unterdöbling), 1908 benannt nach dem Schriftsteller Ferdinand von Saar; erste Anerkennung erzielte er mit seinen „Novellen aus Österreich“ (1877), zum größten Publikumserfolg wurden die „Wiener Elegien“ (1893). Saar darf neben Marie von Ebner-Eschenbach als der bedeutendste realistische Erzähler der österreichischen Literatur des ausgehenden 19. Jahrhunderts gelten. Seine Werke zeichnen sich durch humanistischen Ethos und Sozialkritik aus.
- Saileräckergasse (Oberdöbling), 1903 benannt nach einem Flurnamen.
- Salmannsdorfer Höhe (Salmannsdorf, Neustift am Walde, Sievering), 1925 benannt zur Erinnerung an das Dorf Salmannsdorf, das 1279 erstmals urkundlich als Salmanstorf erwähnt und 1892 eingemeindet wurde. Der Name leitet sich vom Personennamen Salman(n) oder dem Berufsnamen des Salmanns, einem Treuhänder oder Schreiber des Salbuches (Grundbuch) ab. Als „Höhen“ wurden jene Höhenwege bezeichnet, die eine Aussicht auf die Stadt boten.
- Salmannsdorfer Straße (Salmannsdorf), 1894 benannt; siehe Salmannsdorfer Höhe. Die Straße hieß ab etwa 1819 Hufnagelgasse und von 1874 bis 1878 Johannesgasse, danach Hauptstraße.
- Sandgasse (Grinzing, Heiligenstadt), 1894 benannt nach einem alten Riednamen; dieser bezog sich auf einen Weg zwischen Sandgruben, die sich beidseitig des heutigen Straßenverlaufs befanden. Die Gasse hieß zuvor Johannesgasse.
- Sankt …: siehe St.-…
- Sarastroweg (Oberdöbling), 1963 benannt nach einer Figur aus Mozarts Oper Die Zauberflöte (uraufgeführt 1791); Sarastro ist der Herrscher über das Reich der Güte, der Weisheit und des Lichts. Siehe auch Taminoweg.
- Sauerburggasse (Sievering), 1914 benannt nach der Familie Saurer von Sauerburg (16. Jhdt.), die zwischen 1559 und 1609 Besitzer der Herrschaft Obersievering war. 1159 kam der Ort durch Erbschaft an Lorenz Saurer Von Sauerburg, 1583 erhielten ihn Maximilian, Georg und Jakob Saurer von Sauerburg und im Jahre 1592 Jakob alleine.[58] Siehe auch Daringergasse.
- Schablergasse (Kahlenbergerdorf), 1895 benannt nach einem alten Riednamen, der bereits 1357 als Schapeler urkundlich erwähnt wurde. Das Schapel (auch: Schappil, Schappelin), ist ein im 12. Jahrhundert aufgekommener reifenförmigen Kopfschmuck für Männer und Frauen aus Metall oder Blumen.
- Schätzgasse (Nussdorf), 1894 benannt nach Anna Schätz (1814–1853), die in Nussdorf eine Kinderbewahranstalt stiftete.
- Schatzlsteig (Sievering), 1937 benannt nach dem Mediziner Josef Schatzl (1862–1936), beliebter Arzt in Sievering, Hausarzt des Schriftstellers Ludwig Speidel.
- Schegargasse (Oberdöbling), benannt (Datum unbekannt) nach dem Baumeister Benedikt Schegar (1801–1861); er errichtete 1837 im Auftrag von Ferdinand Zögernitz das „Casino Zögernitz“, das mit seinem reich dekorierten Saal und schönem Garten zum beliebten Treffpunkt der besten Wiener Gesellschaft avancierte. Johann Strauss (Vater) wirkte bei der Eröffnung und während der ganzen Sommersaison 1837 hier als Hauskapellmeister und spielte den Wienern seine Eigenkompositionen auf. Mehrere Erstaufführungen fanden in dem einzigen in Wien noch bestehenden Straußsaal statt. Joseph Lanner wohnte im ersten Stock des Hauses und konzertierte hier mehrere Jahre. Johann Strauss (Sohn) hob während der Revolution 1848 am 28. Mai im "Casino Zögernitz" seinen Walzer Freiheits-Lieder (op. 52) und den Revolutions-Marsch (op. 54) aus der Taufe und am 28. Juli 1850 führte er, 24-jährig, eines seiner schönsten Jugendwerke, den Walzer Johannis-Käferln (op. 82) erstmals auf.[59] 2009 wurde das Casino in „Residenz Zögernitz“ umbenannt und steht für Saalvermietungen zur Verfügung.[60]
- Scheibelreitergasse (Grinzing), 1979 benannt nach dem Schriftsteller Ernst Scheibelreiter (1897–1973), Lyriker, Erzähler, Dramatiker, Essayist, Jugendbuch- und Hörspielautor; er profilierte sich vor allem mit Bühnenwerken und Gedichtbänden. In der Folge wandte er sich dem Nationalsozialismus zu und war ab 1936 Mitglied des Bundes deutscher Schriftsteller Österreichs. Nach 1945 betätigte er sich als Autor von Jugendbüchern.[61] Im Historikerbericht Straßennamen Wiens seit 1860 als „Politische Erinnerungsorte“ aus dem Jahr 2013 ist die Straße Gruppe B (Diskussionsbedarf) zugeordnet.[5]
- Scheibengasse (Unterdöbling), 1894 benannt nach dem alten Riednamen In der Scheiben. Hieß zuvor Berggasse.
- Scheimpfluggasse (Pötzleinsdorf), 1914 benannt nach dem Geodät Theodor Scheimpflug (1865–1911), Beamter am k.u.k. Militärgeographischen Institut (1897–1901). Er beschäftigte sich zeitlebens mit dem Erstellen von Landkarten mittels Luftaufnahmen, gilt als Begründer der Luftbildphotogrammetrie und entwickelte die Scheimpflugsche Regel. 1907 erschien seine grundlegende Arbeit „Die Herstellung von Karten und Plänen auf photographischem Wege“.
- Scherpegasse (Oberdöbling), 1935 benannt nach dem Bildhauer Johann Scherpe (1855–1929); sein Betätigungsfeld waren vor allem Büsten, Denkmäler und Bauplastiken. Bekannt wurde er vor allem durch das Denkmal für Ludwig Anzengruber am Schmerlingplatz (1894). Mit diesem Werk emanzipierte er sich vom Einfluss des Neobarock und wurde zum Protagonisten der naturalistischen Richtung der Wiener Bildhauerei der 1890er-Jahre.[62]
- Schreiberweg (Grinzing, Heiligenstadt), 1874 benannt nach einem Riednamen. Die Gegend war um 1297 im Besitz eines herzoglichen Hofschreibers. Von dem Riednamen erhielten auch der Schreiberbach und der Schreiberbachsteg seinen Namen.
- Schrottenbachgasse (Währing), 1992 benannt nach dem Polizeibeamten Ferdinand Schrottenbach (1957–1991), Revierinspektor; er wurde 1991 im Dienst vom Täter eines Raubüberfalls erschossen.
- Schulsteig (Sievering), benannt (Datum unbekannt) nach dem Zugang zur dortigen Schule. Hieß von 1940 bis 1945 Nesziweg.
- Seleskowitschgasse (Unterdöbling), 1969 benannt nach dem Lehrer Josef Seleskowitsch (1873–1940), Bezirksvorsteher von Döbling (1919–1934), Sozialdemokrat.
- Sickenberggasse (Nussdorf), 1894 benannt nach dem Unternehmer Ferdinand Sickenberg (1810–1885); er gründete 1845 in Nussdorf die Firma Ferd. Sickenberg’s Söhne, eine bedeutende Wiener Färberei, Appretur und chemische Wäscherei während der Monarchie. Sie gilt als eine der ersten und ältesten Firmen der Färberei und Putzereibranche. Die Gasse hieß ursprünglich bis 1873 Fabrikgasse und Kirchengasse, danach Donaustraße.
- Sieveringer Straße (Sievering, Oberdöbling), 1894 benannt zur Erinnerung an den alten Vorort Sievering, erstmals urkundlich erwähnt 1114 als Sufringen. Später wurde der Name schließlich über Suueringan und Sivring zu Sievering. Der Ort wurde 1892 nach Wien eingemeindet. Die Straße hieß ursprünglich Ortsstraße, später Obere Hauptstraße und Untere Hauptstraße, und danach Hauptstraße.
- Silbergasse (Unterdöbling), benannt (Datum unbekannt) nach einem Riednamen.
- Sillerstraße (Neustift am Walde), nicht amtliche Bezeichnung nach Franz Siller (1893–1924), Präsident des „Zentralverbandes der Kleingärtner-, Siedler- und Kleintierzüchtervereine Österreichs“; er spielte eine führende Rolle bei der Organisation der Kleingartenbewegung im hungernden Wien nach 1918. Ebenfalls nach ihm benannt sind der Sillerweg im 2. Bezirk Leopoldstadt, der Sillerweg im 11. Bezirk Simmering, der Franz-Siller-Weg im 12. Bezirk Meidling, die Sillergasse und der Sillerplatz im 13. Bezirk Hietzing und die Franz Sillergasse im 22. Bezirk Donaustadt.
- Silvaraweg (Sievering), 1966 benannt nach dem Journalisten und Schriftsteller Geza Silberer (Pseudonym „Sil-Vara“, 1876–1938) Mitarbeiter der „Neuen Freien Presse“ und zahlreicher ausländischer Zeitungen. Als Schriftsteller tat er sich besonders mit populären Dramen hervor; sein Bühnenwerk „Mädchenjähre einer Königin“ (1933) hatte Welterfolg und wurde zweimal verfilmt.[63][64]
- Siolygasse (Sievering), 1963 benannt nach dem Volksliedsänger und volkstümlichen Komponisten Johann Sioly (1843–1911); er schuf über tausend Wienerlieder, die in den „Heurigenkanon“ aufgenommen wurden (etwa: Des hat ka Goethe g'schrieb'n). Obwohl seine Melodien sehr erfolgreich wurden, verdiente er fast nichts an ihnen und starb verarmt. Siehe auch Anton-Karas-Platz, Arlethgasse, Gustav-Pick-Gasse, Hornigweg, Kratzlgasse, Kroneggergasse und Ludwig-Gruber-Weg.
- Sollingergasse (Sievering, Oberdöbling), 1906 benannt nach dem Buchdrucker und Verleger Johann Paul Sollinger (1796–1849). Durch die Aufstellung von Schnellpressen war er einer der fortschrittlichsten und bedeutendsten Drucker und Verleger seiner Zeit; 1848 verfügte er bereits über 16 Pressen. 1825–1827 verlegte er die Dramen Shakespeares, mit Umschlagbildern von Moritz von Schwind (37 Bände).[65]
- Sommergasse (Oberdöbling), 1888 benannt nach Rudolf Sommer (1838–1918), Hausbesitzer und Wohltäter.
- Sommerhaidenweg (Neustift am Walde), 1901 benannt nach einem Flurnamen. Eine „Heide“ oder „Haide“ ist die Bezeichnung für einen Landschaftstyp mit oft nährstoffarmen und saurem Boden.
- Sonnbergplatz (Oberdöbling), 1875 benannt nach einem Flurnamen, der 1351 erstmals als „in den Sueenberg“ urkundlich erwähnt wurde.
- Sonnleitensteig (Pötzleinsdorf), 1919 benannt nach einem Flurnamen. Der Name bedeutet Steig über eine sonnige Leite. „Leite“ bezeichnet einen recht steilen Berghang, der früher als Weide für Schafe oder Ziegen genutzt wurde und seit längerer Zeit brach liegt.
- Spießweg (Sievering), 1912 benannt nach dem Feuerwehrmann Simon Spieß (1852–1902), Bezirksrat in Döbling.
- Springsiedelgasse (Heiligenstadt), 1910 benannt nach einem Flurnamen. Als „Spring“ wird eine artesische Quelle bezeichnet. Der Begriff geht auf das mittelhochdeutsche Wort sprinc (hochdeutsch: springen, entspringen) zurück; „Siedlung“ stammt vom althochdeutschen sidil. Die Springsiedel ist also eine Siedlung an einer Quelle. Die Gasse hieß zuvor Springsiedelweg.
- Starkfriedgasse (Pötzleinsdorf), 1900 benannt nach Starkfried (Starichfried) von Patzelinesdorf (Lebensdaten unbekannt); er war um 1136 Besitzer der Herrschaft Pötzleinsdorf.
- Stefan-Esders-Platz (Grinzing), 1935 benannt nach dem belgisch-österreichischen Unternehmer Stefan Esders (1852–1920); er eröffnete 1895 in der Mariahilfer Straße das Warenhaus Zur großen Fabrik, zu seiner Zeit eines der größten Warenhäuser der Welt. Es etablierte sich als eines der „großen Drei“ der Wiener Warenhäuser um 1900. In den Jahren 1909–1910 ließ Stefan Esders in Grinzing die Kaasgrabenkirche errichten. Am Stefan-Esders-Platz befindet sich seine ehemalige Residenz, die Villa Esders, die heute zum Clara-Fey-Kinderdorf umgebaut ist. Der Platz hieß davor Hohenwartplatz, dann Ettingshausenplatz.
- Steinbüchlweg (Heiligenstadt), 1892 benannt nach einem Flurnamen, der bereits 1328 als Steinpul und Steinpüchl urkundlich erwähnt wurde. „Bühel“ bzw. „Büchl“ ist eine alte Bezeichnung für Hügel, von althochdeutsch buhil (Hügel, Anhöhe) und mittelhochdeutsch bühel.
- Steinfeldgasse (Heiligenstadt), 1901 benannt nach dem Maler Franz Steinfeld (1787–1868), Professor an der Akademie der bildenden Künste (1845–1850); er war in erster Linie Landschaftsmaler, aber auch Radierer und Lithograf. Er war einer der Ersten, die die Alpen als Motiv ihrer Bilder entdeckten, und gilt als erster Stimmungsmaler in der österreichischen Kunst. Er brach mit der barocken Auffassung der Landschaftsmalerei und wurde zum Begründer der klassischen Biedermeierlandschaft.
- St.-Georg-Platz (Kahlenbergerdorf), 1895 benannt nach der Pfarrkirche Kahlenbergerdorf, die dem heiligen Georg geweiht ist.
- Straßergasse (Grinzing), 1894 benannt nach Johann Strasser (1807–1873), Bürgermeister von Grinzing. Hieß vorher Ferstelgasse und von 1938 bis 1945 Saarlandgasse.
- Strehlgasse (Neustift am Walde, Pötzleinsdorf), 1896 benannt nach dem Lehrer Johann Strehl (1801–1862), Direktor der Unterrealschule zu St. Anna. Seine Tätigkeit als Lehrer und Lehrerbildner bildet einen Markstein in der Entwicklung des elementaren Rechenunterrichts; er gilt als Reformator des Rechenunterrichts in Österreich und verfasste mehrere Lehrbücher über Mathematik.[66]
- Stürzergasse (Heiligenstadt), 1933 benannt nach dem volkstümlichen Schriftsteller Rudolf Stürzer (1865–1926); er war einer der letzten und bedeutendsten Vertreter der humoristischen Wiener Lokaldichtung und Mitarbeiter der satirischen Wochenzeitung „Muskete“.[67]
- Sulzweg (Salmannsdorf), 1894 benannt nach einem alten Flurnamen. „Sulz“ ist ein Name für einen Platz bzw. eine Viehweide, wo für das Vieh oder Wild ein „Sulzstein“, ein zur Salzlecke hergerichteter Stein, ausgelegt wurde. Die Errichtung des Sulzweges fällt in das Jahr 1815, als die Gemeinde Wien den Weingartengrund dem ehemaligen Besitzer abgekauft hatte. Vorher war die einzige Verbindung zwischen Salmannsdorf und Neustift die Celtisgasse.[68]
- Suttingergasse (Salmannsdorf), 1913 benannt nach dem Ingenieur und Topograf Daniel Suttinger (1640–1690); in Sachsen geboren hielt er sich ab 1671 ständig in Wien auf. Bis 1677 war er Angehöriger der Wiener Stadtguardia (der Wiener Wache), wo er als Ingenieurleutnant Pläne der Wiener Befestigungsanlagen anfertigte. Zur Zeit der Zweiten Türkenbelagerung 1683 zeichnete er eine Vogelschau Wiens von Westen her mit türkischen Laufgräben und Minen. 1687 folgte ein Plan der Entsatzschlacht mit Darstellungen der Wiener Umgebung. 1684 stellte Suttinger einen (nach 1939 verschollenen) Grundrissplan von Wien her, der die Namen der Hausbesitzer enthielt und heute nur mehr in Reproduktionen erhalten ist.[69]

## T

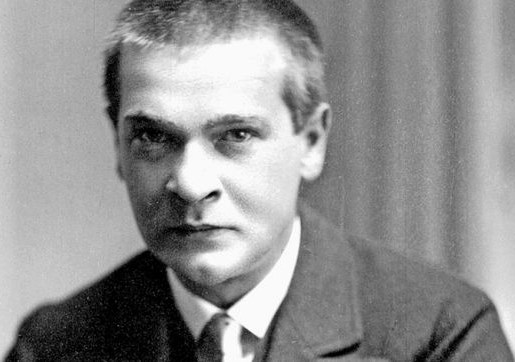
Georg Trakl

- Tallesbrunngasse (Unterdöbling), 1906 benannt nach Pernold und Rudger de Taeleinspronne (= Tallesbrunn, Lebensdaten unbekannt); die Familie war schon im Mittelalter in Döbling begütert, sie schenkten 1292 dem Schottenstift einen Weingarten.
- Taminoweg (Oberdöbling), 1963 benannt nach einer Figur aus Mozarts Oper Die Zauberflöte (uraufgeführt 1791). Der junge Prinz Tamino wird von der Königin der Nacht ausgesandt, um ihre Tochter Pamina zu retten, die vom Fürsten Sarastro entführt worden war; siehe auch Sarastroweg.
- Telekygasse (Oberdöbling), 1963 benannt nach dem Mediziner Ludwig Teleky (1872–1957), Geschäftsführer des Österreichischen Zentralkomitees für Tuberkulosebekämpfung und der Gesellschaft für Krebsbekämpfung. Als einer der Ersten erkannte er die Bedeutung der Statistik, um einen Zusammenhang zwischen Krankheit und sozialer Lage herstellen zu können. 1909 etablierte er das neue Fach „Soziale Medizin“ an der Universität Wien. Teleky gilt als einer der Begründer der modernen Arbeitsmedizin.[70][71]
- Traklgasse (Unterdöbling), 1958 benannt nach dem Lyriker Georg Trakl (1887–1914); er war einer der bedeutendsten österreichischen Dichter des Expressionismus mit starken Einflüssen des Symbolismus. Seine Sprache ist melodisch rhythmisch. Seine Werke sind geprägt von Schwermut, Trauer, Suche nach Gott, Tod, Verfall und Untergang. Sie enthalten zahlreiche Symbole und Metaphern. Herbstliche Trauer und Nacht sind seine Leitmotive.
- Traminergasse (Nussdorf), 1873 benannt nach der Rebsorte Traminer, dessen ursprüngliches Anbaugebiet Tramin in Südtirol ist, wo die Sorte um das Jahr 1000 erstmals erwähnt wurde. Die Gasse hieß ursprünglich Auergasse.
- Trautenauplatz (Sievering), 1914 benannt zur Erinnerung an den Sieg der Österreicher unter Feldmarschallleutnant Gablenz über die Preußen in der Schlacht bei Trautenau (1866) im Rahmen des Deutschen Krieges. Siehe auch die Gablenzgasse in Rudolfsheim-Fünfhaus und Ottakring.
- Trummelhofgasse (Grinzing), 1935 benannt nach dem Trummelhof in der Cobenzlgasse 30. Dieser ehemalige Herrensitz bezieht seinen Namen daraus, dass er angeblich auf einer römischen Ruine („Trümmer“) erbaut wurde. 1814 wurde im Trummelhof die Grinzinger Brauerei errichtet; sie bestand mit einigen Unterbrechungen bis 1931. Die Gasse hieß vorher ab 1933 Paul-Ehrlich-Gasse.

## U
- Uferweg (Sievering), benannt (Datum unbekannt) nach seiner Lage entlang des Arbesbaches. Der Name des Arbesbaches geht auf das mittelhochdeutsche erbiz oder arwis (Erbse) zurück und bezieht sich auf den Uferbewuchs, vorwiegend wilde Erbsen.
- Unterer Reisenbergweg (Grinzing), 1912 benannt nach seiner Lage am Reisenberg. Die Namensherkunft des Reisenbergs stammt entweder vom Reisig (Jungholz) am Berg oder vom „Reisenden Berg“, d. h. einem Berg an dem häufig Erdreich abrutscht. Erste historische Erwähnungen fand der Reisenberg 1238 als Reysenperge, als das Stift Zwettl hier bereits Weinbau betrieb.
- Unterer Schreiberweg (Nussdorf), 1912 benannt nach seiner Lage neben dem Schreiberbach. Der Bach bildete für den Ort Nussdorf eine ständige Bedrohung durch das oftmals rapid anschwellende Hochwasser.
- Unterer Weisleitenweg (Nussdorf), 1961 benannt nach einem alten Flurnamen. Weisleiten bedeutet wie Sonnleiten einen von der Sonne den ganzen Tag beschienenen Hang. Der Weg wurde bereits 1302 als Weißleutten erwähnt.[72]

## V

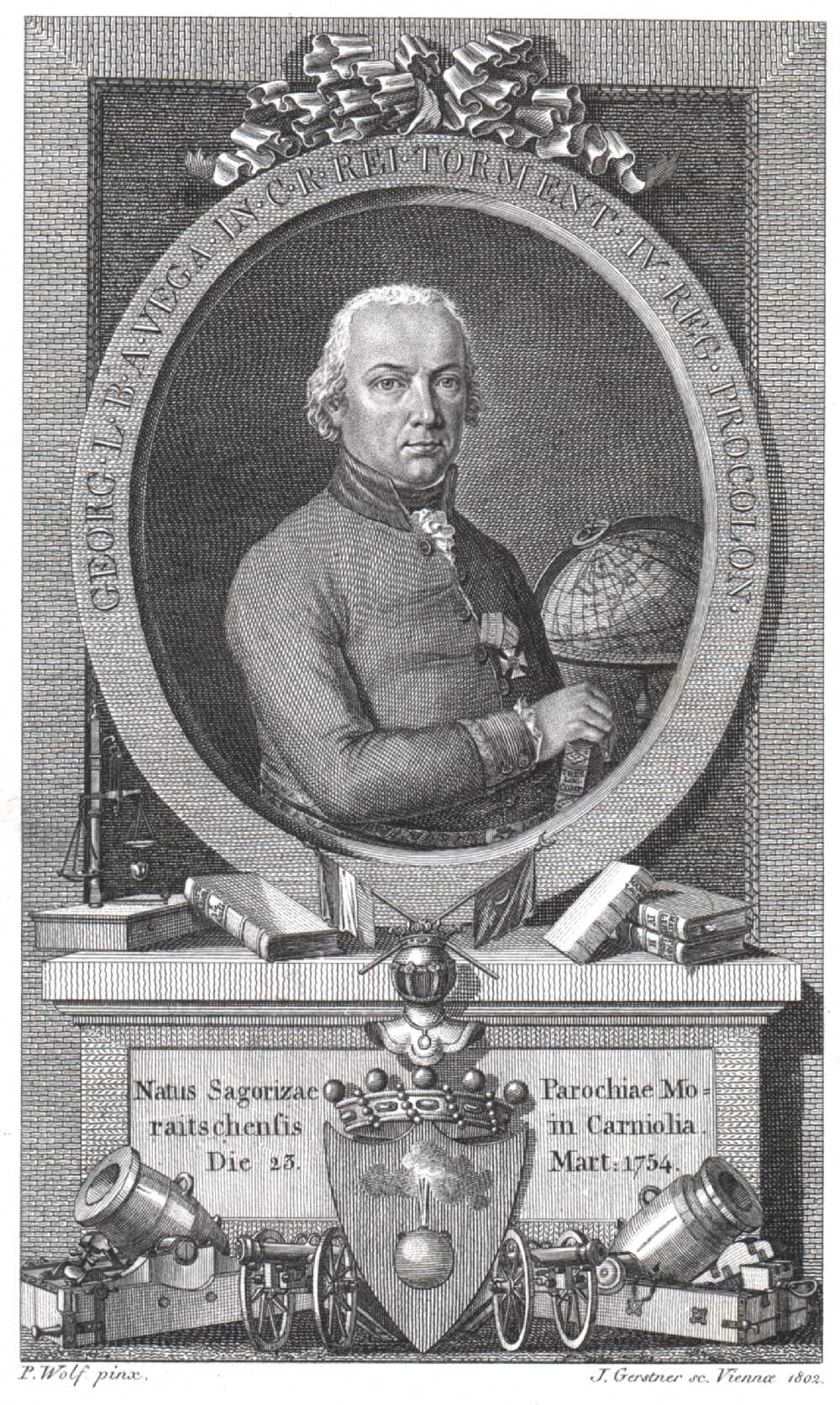
Georg Freiherr von Vega

- Vegagasse (Oberdöbling), 1893 benannt nach dem slowenischen Ingenieur und Mathematiker Jurij Vega (auch Georg Freiherr von Vega, 1754–1802); beträchtlichen Ruhm erwarb er sich durch die Herausgabe seiner Logarithmentafeln (2 Bände, Leipzig 1783). Die hohe Qualität dieser Tafeln war für exakte Berechnungen besonders wertvoll und trug wesentlich zum allgemeinen Aufschwung der Ingenieurwissenschaften bei. Die Vega-Payer-Weyprecht-Kaserne im 14. Bezirk erinnert ebenfalls an ihn.
- Veltzegasse (Sievering), 1935 benannt nach dem Militärhistoriker Alois Veltzé (1864–1927), Beamter im Wiener Kriegsarchiv (1894–1920). Als angesehener Militärhistoriker verfasste er zahlreiche kriegsgeschichtliche Publikationen, wie z. B. „Das Kriegsjahr 1809 in Einzeldarstellungen“ (11 Bände, 1905–1910) oder „Die Wiener Stadtguardia 1531 bis 1741“.[73]
- Villenweg (Josefsdorf), benannt (Datum unbekannt) vermutlich nach den großen Villen entlang des Weges.
- Vormosergasse (Oberdöbling), 1894 benannt nach dem Geistlichen Jörg Vormoser (Lebensdaten unbekannt), 1499 in den Grundbüchern als Pfarrer von St. Pauli in Döbling erwähnt. Hieß vorher Kirchengasse.

## W
- Währinger Gürtel (Währing), 1894 benannt nach dem ehemaligen Vorort Währing, der 1170 als Warich erstmals urkundlich genannt und 1850 eingemeindet wurde. Die Straße hieß vorher Gürtelstraße.
- Waldaugasse (Grinzing), 1960 benannt nach dem deutschen Schauspieler Gustav Waldau (eigentlich Gustav Theodor Clemens Robert Freiherr von Rummel, 1871–1958); er trat fast 50 Jahre lang auf verschiedenen Bühnen auf, vor allem in München, aber auch in Berlin und Wien. Zwischen 1931 und 1966 wirkte er in zahlreichen Filmen mit.
- Waldbachsteig (Kahlenbergerdorf), 1895 benannt nach dem dortigen Bächlein „Waldbach“. Der kleine Bach fließt zwischen Kahlenberg und Leopoldsberg und mündet beim Kahlenbergerdorf in die Donau.
- Wallmodengasse (Unterdöbling), 1906 benannt nach dem General der Kavallerie Ludwig von Wallmoden-Gimborn (1769–1862); er nahm als General an der Schlacht bei Wagram (1809) teil. Nach dem Wiener Frieden wurde er zum Feldmarschallleutnant befördert und als Divisionär nach Böhmen versetzt. 1817 wurde er Oberbefehlshaber der im Königreich Neapel zurückgelassenen österreichischen Truppen.
- Walter-Berry-Weg (Heiligenstadt), 2007 benannt nach dem Sänger Walter Berry (1929–2000); vor allem in den 1960er Jahren galt er als weltweit führender Sänger besonders der komischen Bassbaritonrollen in den Opern von Mozart. Daneben sang Berry vor allem Rollen von Wagner und Richard Strauss, den Don Pizarro in Beethovens Fidelio und immer wieder moderne Rollen wie den Wozzeck von Alban Berg oder die Baritonpartie in Béla Bartóks Herzog Blaubarts Burg.
- Wasserschlossweg (Sievering, bis 1999 amtlich: Wasserschloßweg), 1997 benannt nach dem Wasserbehälter Hackenberg (erbaut 1908–1910); er gehört zu den wenigen Wasserbehältern der Stadt, die über ein Pumpwerk (Druckwerk Krottenbachstraße)[74] mit Hochquellwasser versorgt werden müssen. Die Anlage steht unter dem Schutz der Haager Konvention zum Schutz von Kulturgut bei bewaffneten Konflikten. Siehe auch Hackenberggasse und Hackenbergweg.
- Weilgasse (Oberdöbling), 1894 benannt nach dem Weingroßhändler Karl Weil (1819–1877), Gemeinderat in Oberdöbling. Hieß davor Promenade.
- Weimarer Straße (Oberdöbling), 1919 benannt als Ausdruck der Verbundenheit mit der neugegründeten deutschen Weimarer Republik (1919–1933). Die Straße hieß ursprünglich Lederergasse, dann Gerbergasse und bis 1918 Karl-Ludwig-Straße.
- Weinbauschulweg (Grinzing), 2017 benannt nach einer Weinbauschule, die sich in dieser Gegend befunden haben soll.
- Weinberggasse (Sievering, Oberdöbling), 1876 benannt nach ihrer Lage an den Weinbergen von Unter-Sievering.
- Weinzingergasse (Sievering), 1877 benannt nach dem Holzhändler Johann Weinzinger (1830–1890), Gemeinderat und Hausbesitzer.
- Wenckebachgasse (Grinzing), 1962 benannt nach dem Kardiologen Karel Frederik Wenckebach (1864–1940); er gehörte zu den Wegbereitern der Wiener Medizinischen Schule und wirkte beim Aufbau des Instituts für Medizingeschichte in den Gebäuden der ehemaligen Wiener Militärakademie (Josephinum) mit. Besondere Verdienste erwarb er sich um die Erforschung der Herz- u. Kreislaufstörungen.
- Wendelstattweg (Neustift am Walde), nicht amtliche Bezeichnung.
- Werkmanngasse (Oberdöbling), 1926 benannt nach dem Tischler und Schriftsteller Josef Medelsky (Pseudonym Josef Werkmann, 1854–1924); er gilt als „Arbeiterdichter“ und schrieb Bühnenstücke, in denen der Gegensatz zwischen Landproletariat und Besitzenden hervorgehoben und angeprangert werden.[75]
- Wiener Schüttau (Kahlenbergerdorf), 1966 benannt nach einem Flurnamen, der eine „aufgeschüttete“ Insel in der Donau bezeichnet.
- Wigandgasse (Kahlenbergerdorf), 1895 benannt nach dem Geistlichen Wigand von Theben (eigentlich Gundacker von Thernberg, Lebensdaten unbekannt), um 1340 Pfarrer von Kahlenbergerdorf, genannt „Pfaff von Kahlenberg“. Er gehörte zu den „lustigen Räten“ am Hofe Otto des Fröhlichen. Durch seine Schwänke wurde er sehr berühmt und bekannt.[76] Siehe auch Rudolf-Friedl-Stiege.
- Wilbrandtgasse (Währing, Pötzleinsdorf), 1919 benannt nach dem deutschen Schriftsteller und Theaterdirektor Adolf von Wilbrandt (1837–1911); er schrieb zeitkritische Schlüsselromane aus dem Münchener Dichterkreis sowie historische Tragödien und Gedichte. Mit Fridolins heimliche Ehe veröffentlichte er 1875 wahrscheinlich den ersten „schwulen“ Roman der deutschen Literatur. Von 1881 bis 1887 war Wilbrandt Direktor des Wiener Burgtheaters.
- Wilckensweg (Sievering), 1960 benannt nach dem deutschen Tierzuchtwissenschaftler Martin Wilckens (1834–1897), Professor für Tierphysiologie und Tierzucht an der Hochschule für Bodenkultur. Er war einer der Begründer der wissenschaftlichen Tierzuchtlehre und erlangte Anerkennung vor allem durch seine Studien über Rinderrassen.
- Wildgrubgasse (Heiligenstadt), 1873 benannt nach einem Flurnamen, urkundlich bereits 1355 erwähnt. Die alte Form wilden zeigt an, dass es sich um eine wilde (einsame, unbewohnte), in dichtem Wald gelegene Gegend gehandelt hat.[77]
- Wilhelm-Busch-Gasse (Sievering), 1927 benannt nach dem deutschen Dichter und Zeichner Wilhelm Busch (1832–1908). Schon in den 1870er Jahren zählte er zu den bekannten Persönlichkeiten Deutschlands und zu seinem Todeszeitpunkt galt er als ein „Klassiker des deutschen Humors“[78], der mit seinen satirischen Bildergeschichten eine Volkstümlichkeit wie nur wenige seines Genres erreichte. Er gilt heute auch als einer der Pioniere des Comics.
- Willibald-Fischer-Weg (Kahlenbergerdorf), nicht amtliche Bezeichnung nach dem geistlichen Willibald Fischer (1901–1958), Pfarrer von Kahlenbergerdorf (1941–1947); er verhinderte im April 1945, dass der Ort Kahlenbergerdorf zum Kriegsschauplatz wurde.[79] Privatweg, Zufahrt zum Pfarrfriedhof Kahlenbergerdorf.
- Willi-Forst-Weg (Sievering), 1993 benannt nach dem Schauspieler, Drehbuchautor, Regisseur, Produzent und Sänger Willi Forst (eigentlich Wilhelm Anton Frohs, 1903–1980); als Schauspieler war er ein Publikumsliebling, als Regisseur einer der bedeutendsten Vertreter der musikalisch-komödiantischen Wiener Filme der 1930er-Jahre.
- Windhabergasse (Sievering), 1876 benannt nach Rupert Windhaber (1831–1876), Bürgermeister von Sievering. Hieß vorher teilweise Schulgasse.
- Wolfsgrubergasse (Grinzing), 1935 benannt nach dem Kirchenhistoriker Cölestin Wolfsgruber (1848–1924), Benediktiner-Mönch im Wiener Schottenstift, Hofprediger, Professor für Kirchengeschichte und Patrologie an der Universität Wien (1903–1919). Seine Publikationen stellen für Kirchenhistoriker und Profanhistoriker – zumindest im Sinne einer Quellensammlung – eine zum Teil bis heute nicht überbietbare Fundgrube dar.[80]
- Wollergasse (Heiligenstadt), 1894 benannt nach dem Cafetier Franz Woller (1771–1839), Inhaber eines Kaffeehauses in der Inneren Stadt (ab 1804), Obervorsteher der bürgerlichen Kaffeesieder Wiens (ab 1810). Er erwarb nach 1809 die durch den napoleonischen Krieg verwüstete Kur- und Badeanstalt Heiligenstadt, ließ die Anlagen wiederherstellen und modernisieren, und blieb deren Besitzer bis 1832. Danach war er ab 1834 Besitzer des Kramerschen Kaffeehauses in der Leopoldstadt.[81] Die Gasse hieß davor Hohe Warte.
- Würthgasse (Oberdöbling), 1894 benannt nach Heinrich Anton Edler von Würth (1789–1875), Besitzer der Herrschaft Oberdöbling (ab 1824). Die Gasse hieß vorher Annagasse.

## Z

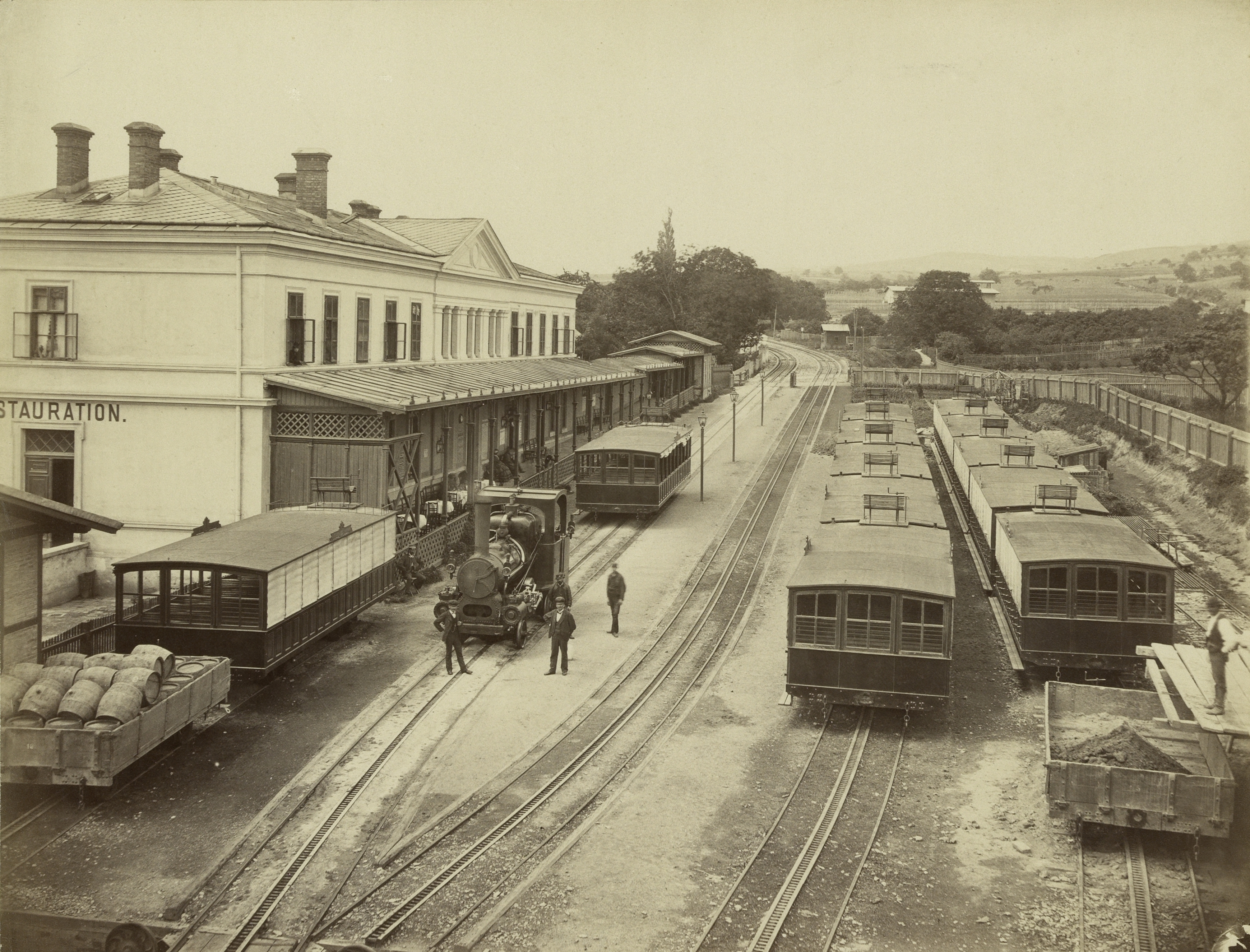
Der Bahnhof Nussdorf der Kahlenbergbahn

- Zahnradbahnstraße (Nussdorf), 1875 benannt nach der Kahlenbergbahn, einer normalspurigen Zahnradbahn, die von Nussdorf auf den Kahlenberg führte. Die Bahn wurde 1874 eröffnet und verkehrte bis 1922. Das Bahnhofsgebäude in Nussdorf existiert noch und beherbergt heute ein Restaurant.
- Zehenthofgasse (Unterdöbling, Oberdöbling), 1879 benannt nach dem bereits 1512 erwähnten Zehenthof in Unterdöbling, der dem Stift Klosterneuburg gehörte. Die Bauern mussten ihre Abgaben beim Zehenthof abliefern. Der Begriff Zehent bzw. Zehnt bezeichnet eine etwa zehnprozentige traditionelle Steuer an eine religiöse Institution. Die Gasse hieß davor Schmiedgasse.
- Zerritschgasse (Heiligenstadt), 1957 benannt nach dem Bildhauer Fritz Zerritsch (der Ältere, 1865–1938); von ihm stammt u. a. das Bruckner-Denkmal im Wiener Stadtpark (1899).[82] Bekannter als er selbst wurde sein Sohn, der Maler Fritz Zerritsch (der Jüngere, 1888–1985), der zahlreiche Briefmarken und Geldscheine für die Oesterreichische Nationalbank entwarf.[83]
- Zierleitengasse (Salmannsdorf), 1894 benannt nach einem Flurnamen. Das mittelhochdeutsche ziere bedeutet Schönheit bzw. Pracht, eine Leite ist der Hang eines Berges oder Hügels. Die Zierleiten ist also ein Berghang mit schöner Aussicht bzw. in schöner Lage.[84] Die Gasse hieß bis 1859 Am Berg, bis 1878 Am Neuberg und dann bis 1894 Neuberggasse.
- Zimmerlweg (Sievering), 1992 benannt nach der Ballett-Tänzerin Christl Zimmerl (1939–1976); 1953 wurde sie Tänzerin an der Wiener Staatsoper, 1957 Solotänzerin und 1965 Erste Solotänzerin.
- Zuckerkandlgasse (Neustift am Walde, Pötzleinsdorf), 1925 benannt nach dem Anatomen und Anthropologen Emil Zuckerkandl (1849–1910), Professor für Anatomie an der Universität Graz (1882–1888) und Universität Wien (ab 1888); bekannt wurde er mit seinen Forschungen zur Schädelkunde. Als sein Hauptwerk gilt der mehrbändige „Atlas der topographischen Anatomie des Menschen“ (1890–1900). Die Gasse hieß von 1938 bis 1947 Stellwaggasse.
- Zum weißen Kreuz (Nussdorf), 1974 benannt nach einem Flurnamen.
- Zwillinggasse (Kahlenbergerdorf), benannt 1933 nach dem Lehrer Viktor Zwilling (1861–1931), Bezirksrat in Döbling, Landtagsabgeordneter, Leiter des Kinderasyls „Humanitas“. Die Gasse hieß von 1895 bis 1933 Kinderasylgasse.[85]

## Historische Straßennamen
- Adlergasse: siehe Geweygasse
- Alleegasse: siehe Pyrkergasse
- Am Berg: siehe Eichelhofstraße bzw. Zierleitengasse
- Am Dreimarkstein: siehe Dreimarksteingasse
- Am Nestelbach: siehe Grinzingerstraße
- Am Neuberg: siehe Zierleitengasse
- Am Platz: siehe Pfarrplatz
- An der Stiege: siehe Billrothstraße
- Annagasse: siehe Würthgasse
- Artariagasse: siehe Glatzgasse
- Auergasse: siehe Traminergasse
- Auf der Osterleiten: siehe Döblinger Hauptstraße
- Aussichtsweg: siehe Perntergasse
- Bachzeile: siehe Nusswaldgasse
- Beethovengasse: siehe Eroicagasse
- Berggasse: siehe Celtesgasse, Cobenzlgasse, Hackhofergasse und Scheibengasse
- Bergsteiggasse: siehe Khevenhüllerstraße
- Blutgasse: siehe Nestelbachgasse
- Bräuhausgasse: siehe Cobenzlgasse bzw. Freihofgasse
- Carl-Ludwig-Platz: siehe Richard-Kralik-Platz
- Dänenplatz: siehe Dänenstraße
- Dionysius-Andrassy-Straße: siehe Geistingergasse
- Dittesgasse: siehe Gustav-Tschermak-Gasse
- Döblingergasse: siehe Elmargasse
- Donaustraße: siehe Pokornygasse bzw. Freihofgasse
- Dumreichergasse: siehe Gersunygasse
- Eisenmengergasse: nach August Eisenmenger, früher bei Weinberggasse 74 abzweigend, später Werksstraße im Werk der Gräf & Stift[86]
- Ettingshausenplatz: siehe Stefan-Esders-Platz
- Exportakademiestraße: siehe Franz-Klein-Gasse
- Fabrikgasse: siehe Sickenberggasse
- Färbergasse: siehe Hackhofergasse
- Feldgasse: siehe Gymnasiumstraße, Medlergasse und Ruthgasse
- Ferdinandsgasse: siehe Dollinergasse
- Ferstelgasse: siehe Straßergasse
- Fischhaltergasse: siehe Eroicagasse
- Friedhofstraße: siehe An den langen Lüssen
- Friedlgasse: siehe Eduard-Pötzl-Gasse
- Gärtnergasse: siehe Hohenauergasse bzw. Muthgasse
- Gaswerkgasse: siehe Franz-Klein-Gasse
- Gemeindegasse: siehe Nusswaldgasse bzw. Kreindlgasse
- Gerbergasse: siehe Weimarer Straße
- Grinzinger Friedhofstraße: siehe An den langen Lüssen
- Grinzinger Straße: siehe Billrothstraße, Daringergasse und Grinzinger Allee
- Grottenbachgasse: siehe Rathstraße
- Gürtelstraße: siehe Währinger Gürtel
- Hagenwiese: siehe Kreilplatz
- Hauptgasse: siehe Döblinger Hauptstraße
- Hauptplatz: siehe Nussdorfer Platz
- Hauptstraße: siehe Döblinger Hauptstraße
- Hauptstraße: siehe Salmannsdorfer Straße bzw. Sieveringer Straße
- Heiligenstädter Straße: siehe Grinzinger Straße bzw. Hammerschmidtgasse
- Heinikelgasse: siehe Hungerbergstraße
- Hermannstraße: siehe Reithlegasse
- Hermaplatz: siehe Pfarrplatz
- Herrengasse: siehe Dreimarksteingasse, Greinergasse und Nusswaldgasse
- Himmelstraße: siehe Bellevuestraße
- Hinter Grinzinger Brauhaus: siehe Paul-Ehrlich-Gasse
- Hirschengasse: siehe Billrothstraße
- Hirschenplatz: siehe Nussdorfer Platz
- Hochschulstraße: siehe Gregor-Mendel-Straße
- Hofzeile: siehe Döblinger Hauptstraße
- Hohe Warte: siehe Wollergasse
- Hohenwartgasse: siehe Ettingshausengasse
- Hohenwartplatz: siehe Stefan-Esders-Platz
- Hohe-Warte-Gasse: siehe Hungerbergstraße
- Hufnagelgasse: siehe Salmannsdorfer Straße
- Hufsteig: siehe Heiligenstädter Lände
- In den Sätzen: siehe Billrothstraße
- In der Halterau: siehe Mooslackengasse
- Johannesgasse: siehe Sandgasse bzw. Salmannsdorfer Straße
- Josef-Friedl-Gasse: siehe Eduard-Pötzl-Gasse
- Kahlenberger Weg: siehe Kahlenberger Straße
- Kahlenberggasse: siehe Krapfenwaldgasse
- Karl-Ludwig-Straße: siehe Weimarer Straße
- Karlsgasse: siehe Pfarrwiesengasse
- Karolinengasse: siehe Keylwerthgasse
- Kinderasylgasse: siehe Zwillinggasse
- Kirchengasse: siehe Eyblergasse, Greinergasse, Himmelstraße, Sickenberggasse und Vormosergasse
- Kosselgasse: siehe Hocheneggasse
- Kothgasse: siehe Rudolfinergasse
- Kreuzgasse: siehe Paradisgasse
- Krottental: siehe Rathstraße
- Kuhdrift: siehe Pokornygasse
- Langackerweg: siehe Langackergasse
- Lange Gasse: siehe Kahlenberger Straße bzw. Rudolfinergasse
- Langwebergasse: siehe Nedergasse
- Lederergasse: siehe Weimarer Straße
- Leibenfrostgasse: siehe Radelmayergasse
- Leopoldigasse: siehe Gebhardtgasse
- Lerchengasse: siehe Leidesdorfgasse
- Maridiangasse: siehe Dänenstraße
- Marienstraße: siehe Chimanistraße bzw. Hameaustraße
- Mostlergasse: siehe Glatzgasse
- Mühlgasse: siehe Böhmmühlgasse
- Neuberggasse: siehe Zierleitengasse
- Neugasse: siehe Hardtgasse
- Neustiftgasse: siehe Agnesgasse bzw. Krottenbachstraße
- Nussdorfer Straße: siehe Heiligenstädter Straße bzw. Langackergasse
- Nussdorfer Weg: siehe Heiligenstädter Straße
- Obere Hauptstraße: siehe Sieveringer Straße
- Ortsstraße: siehe Sieveringer Straße
- Paradiesgasse: siehe Paradisgasse
- Parkgasse: siehe Pyrkergasse
- Parkstrasse: siehe Hasenauerstraße
- Paul-Ehrlich-Gasse: siehe Trummelhofgasse
- Peregringasse: siehe Iglaseegasse
- Plankengasse: siehe Pyrkergasse
- Pötzleinsdorfer Hohlweg: siehe Khevenhüllerstraße
- Pötzleinsdorfer Straße: siehe Hartäckerstraße
- Prälatenkreuzgasse: siehe Devrientgasse
- Prinz-Eugen-Straße: siehe Felix-Mottl-Straße
- Promenade: siehe Weilgasse
- Quergasse: siehe Holzgasse
- Rosinagasse: siehe Glatzgasse
- Schlossgasse: siehe Osterleitengasse
- Schmiedgasse: siehe Zehenthofgasse
- Schulgasse: siehe Mannagettagasse und Windhabergasse
- Schulweg: siehe Aussichtsweg
- Severinusgasse: siehe Fröschelgasse
- Sieveringer Straße: siehe Rathstraße
- Sommerzeile: siehe Cobenzlgasse, Nusswaldgasse und Rudolfinergasse
- Springsiedelweg: siehe Rudolf-Kassner-Gasse bzw. Springsiedelgasse
- Theresiengasse: siehe Gatterburggasse
- Trepperweg: siehe Hermann-Pacher-Gasse
- Unter-Döblinger Herrengasse: siehe
- Untere Hauptstraße: siehe Sieveringer Straße
- Viehtriebgasse: siehe Pokornygasse
- Währinger Weg: siehe Gymnasiumstraße
- Weimarer Platz: siehe Richard-Kralik-Platz
- Weinberggasse: siehe Nussberggasse
- Wiener Straße: siehe Armbrustergasse, Grinzinger Allee, Hohe Warte und Neustift am Walde
- Wiesendorferstraße: siehe Brechergasse
- Winterzeile: siehe Himmelstraße, Nusswaldgasse und Rudolfinergasse
- Wollerstraße: siehe Hohe Warte
- Zimmerplatz: siehe Nussdorfer Platz
- Zinkengasse: siehe Eyblergasse

1938–1945
- Berliner Straße: siehe Heiligenstädter Straße
- Droste-Hülshoff-Gasse: siehe Peter-Altenberg-Gasse
- Frobergergasse: siehe Kammerergasse
- Guschelbauergasse: siehe Paul-Ehrlich-Gasse
- Hans-Hirsch-Gasse: siehe Büdingergasse
- Hermann-Löns-Gasse: siehe Leidesdorfgasse
- Hubert-Klausner-Gasse: siehe Osterleitengasse
- Langbehngasse: siehe Reinischgasse
- Nesziweg: siehe Schulsteig
- Poestiongasse: siehe Kuhngasse
- Saarlandgasse: siehe Straßergasse
- Stellwaggasse: siehe Zuckerkandlgasse
- Zumbuschgasse: siehe Ruthgasse